# Panelház
A panelház vagy panelépület (röviden panel) előre gyártott vasbeton elemekből készült épülettömb. Magassága Magyarországon átlagosan 20-30 méter. Jellemzően a lakótelepek többemeletes lakótömbjeit építették ezzel a technológiával, de épültek ilyen módon szállodák, irodaházak és közintézmények is. A volt keleti blokk államaiban a legelterjedtebb, de számos egyéb országban is próbálták a 20. század nagy világháborúi után kialakult lakáshiányt ezzel a viszonylag gyors és olcsó építési technológiával csökkenteni. Magyarországon közel 788 ezer lakás található panelépületben, ezekben él a lakosság ötöde. (A téglaépítésű, öntött falas, csúsztatott- és alagútzsalus építésmódok nem tartoznak ebbe a kategóriába.)

## Története

### Szovjetunió
A Szovjetunióban Nyikita Hruscsov pártfőtitkársága alatt indult az első nagy panelház-építési hullám. Ezeket az általában öt emeletes, lift nélküli panelházakat a népnyelv „hruscsovka”-ként emlegette és gyakran vicc tárgyává tette, mint a padló és a mennyezet keresztezésére tett legsikeresebb micsurini kísérletet, mivel a lakások belmagassága mindössze 230 cm volt. Ezeket a hatvanas évek eleji épületterveket elfogadhatatlan életminőségük miatt nem exportálták a kommunista országokba.[forrás?]
Brezsnyev pártfőtitkársága idején indult meg a „brezsnyevkának” becézett panelházak építése, amelyeket lifttel és 265–270 cm belmagasságú, a korábbinál nagyobb alapterületű lakásokkal alakítottak ki. Ezeket a terveket és házgyári technológiákat exportálták is, Magyarországon ennek egyik tipikus példája az angyalföldi lakótelepek.[forrás?]

### Csehszlovákia
Csehszlovákiában – hasonlóan a keleti blokk többi országához – két fő tényező miatt döntöttek a panelházak építése mellett. Egyrészt a háború utáni gyors urbanizáció miatt sok, és lehetőleg gyorsan elkészülő lakásra volt szükség, másrészt a tervezők úgy vélték, hogy az épületek tulajdonságaikból adódóan elősegítik a természetes kollektivizálódást, ami a rendszer egyik alapját képezte. 1959 és 1995 között 1,17 millió panellakás épült fel csak Csehországban, ma ezekben él az ország lakosságának harmada, közel 3,5 millió ember. A sokszor monumentálisra sikeredett épületek jelentős részben meghatározzák a csehországi és szlovákiai városok képét (például: Pozsony, Kassa). Közép-Európa legnagyobb panelházakból álló lakótelepe Pozsonyligetfaluban épült fel, ennek lakossága meghaladja a százezret. Az arányok tekintetében a csehországi Most (Brüx) bányászváros a legkülönlegesebb, a lakosság 80%-a panelházakban lakik.[forrás?]

### Magyarország
Magyarországon az első kísérleti jellegű panelház 1959-ben épült fel kohósalakos technológiával Dunaújvárosban. Az 1961-ben induló első 15 éves lakásépítési tervben több százezer lakás felépítését irányozták elő az átvett és részben továbbfejlesztett szovjet házgyári technológia alapján. A döntést hosszas lakáspiaci és városszerkezeti elemzés előzte meg, és természetesen figyelembe vették az ország rendelkezésre álló anyagi forrásait is. Ennek keretében három házgyár építését határozták el. Ezekben a korai házgyárakban készültek az 1960-as évek Magyarországára jellemző vakolt falú, 4-5 emeletes, 1-3 lépcsőházas, zömmel faltömbös blokkelemekből (monoblokk) összeállított pont- és szalagházak. (Elsőként Győrben és a fővárosi Lágymányosi lakótelepen, később többek között a József Attila-lakótelepen is.) Bennük a lakások többségében kétszobásak, átlagosan 53-55 négyzetméter alapterületűek, és korukból adódóan ezek szorulnak rá legjobban a felújításra.
Az 1970-es évektől a fokozódó demográfiai nyomás (szülőképes korba érkeztek a Ratkó-gyerekek) és ezzel összefüggésben a várhatóan bekövetkező komolyabb lakáshiány újabb lépés megtételére ösztönözte a pártvezetést. Ennek következtében számos új házgyár épült, amelyekben már a modernebb, nagyobb teherbírású, vékony polisztirolhabbal bélelt nagypaneles lapokat gyártották. Praktikus okokból a kiegészítő szerkezetek (például: erkélyek és loggiák, liftaknák, gépészeti aknák, a tetőperemekre az attikák, önálló térelemben a mellékhelyiségek, a végén már a sarokelem erkélyek is) mellett a lakások konyhabútorai és beépített szekrényei is a házgyárakban készültek. A kellő létszámú szakember brigádok optimálisan összehangolt együttműködésének eredményeként, alapozással és fogadószinttel együtt egy 30 lakásos épületet átlagosan nagyjából 4 hónap alatt el lehetett készíteni. Az ekkor épült panelházaknak a legrosszabb a társadalmi megítélése, mivel a tömegtermelés és a szűkös határidők minden áron való teljesítése sokszor a minőség rovására ment, illetve többségében 8-10 emeletes tömbök épültek, ami miatt zsúfoltság alakult ki, és ez rontotta az emberek közérzetét. (A beköltözés után észlelt hibákat gyakran a lakók javíttatták ki maszek kisiparosok munkájának igénybevételével.) Az évtized szürke panelházai között üdítő kivételt jelentettek a Paksi atomerőmű lakótelepének tulipánmotívumokkal díszített lakóházai, amely különlegessége miatt viták tárgya lett a korabeli építész szakma és a politikai vezetés körében. Ebben az időszakban kezdődött a legnagyobb magyar lakótelepek építése (például Békásmegyer, Újpest, Újpalota). A legtöbb lakást, szám szerint 93905 darabot 1976-ban adták át. (A házgyárak egyik nyersanyagigényét biztosító dunai ipari kavicskitermelés is ebben az évben tetőzött.) A nagypaneles épülettömbök eleinte nem csupán a később továbbfejlesztett szovjet házgyári technológia alapján készültek, hanem a tágasabb dán (Larsen-Nielsen típusú) módszer szerinti típustervek alapján is. (A szovjet technológia a fővárosban Kelenföldön 1965-ben, a dán a zuglói Füredi utcai lakótelepen 1967-ben debütált.) Budapesten a négy házgyár termelése nem bizonyult minden esetben elegendőnek, emiatt vidéki városok (Győr, Veszprém, Szeged, Kecskemét, Dunaújváros) gyárainak elemeiből is épültek lakótelepek.
A nagy panelosítási hullám lezajlása után az 1980-as években folytatódott a több ütemben készülő nagy lakótelepek építése. A Kádár-korszak utolsó évtizedében sokkal szerényebb méretű épületeket terveztek, és a kivitelezés színvonala is jelentősen javult. Az olajválság következtében megemelkedett termelési és kivitelezési költségek csökkentették a házgyári lakásépítés gazdaságosságát, egyúttal felhívták a figyelmet a mennyiségi helyett a minőségi szemléletmód, valamint az energiahatékonyabb technológiák alkalmazására. Több lett a tágasabb, három szobás lakás, illetve jobban odafigyeltek a lakókörnyezet minőségére is. Sok esetben a sivár lapostető helyett nyeregtető került a tömbházakra, ami jelentősen javította az esztétikai kinézetüket (például: Káposztásmegyeri lakótelep).
A rendszerváltás után a házgyárak az ezeket létrehozó korábbi politikai és gazdasági rendszer sorsára jutottak, azaz megszűntek. 1990 után a még félkész lakótelepeket befejezték.
A panelépítés harminc éve alatt közel 788 000 panellakás épült fel, amik meghatározzák a magyarországi nagyvárosok és iparvárosok képét. Arányaiban a legtöbb panellakás Komárom-Esztergom vármegyében található (az összes lakás 25%-a van panelházban). Az arányokat tekintve a sorban a második Budapest (az összes lakás 22,6%-a, 189 667 db).
1971 és 2009 között létezett a szociálpolitikai támogatási rendszer (ismertebb nevén a "Szocpol"), amely a gyerek(ek)et vállaló családok önálló lakhatáshoz jutását segítette vissza nem térítendő támogatás formájában. (1986-ig célzottan csak lakótelepi panellakásokra lehetett igényelni. 1994-től megszüntetéséig megemelték az összegét.)

#### Magyarország legnagyobb, paneltechnológiával épült lakótelepei
Az alábbi táblázat Magyarország legkiterjedtebb, legnagyobb népességű paneles lakótelepeit sorolja fel.
| Városrész                | Település | Lakás  | Népesség | Épült     |
| ------------------------ | --------- | ------ | -------- | --------- |
| Újpesti lakótelep        | Budapest  | 16 840 | 36 000   | 1969–1986 |
| Újpalota                 | Budapest  | 15 886 | 33 000   | 1969–1977 |
| Megyer                   | Pécs      |        | 34 065   | 1972–1979 |
| Óbuda-Városközpont       | Budapest  | 13 736 | 29 000   | 1968–1976 |
| Békásmegyeri lakótelep   | Budapest  | 13 394 | 28 000   | 1971–1983 |
| Füredi utcai lakótelep   | Budapest  | 12 547 | 26 000   | 1967–1978 |
| Avas-déli lakótelep      | Miskolc   | 11 498 | 28 000   | 1973–1985 |
| Kispest-Városközpont     | Budapest  | 11 464 | 24 000   | 1977–1986 |
| Széchenyiváros lakótelep | Kecskemét | 8673   | 21 000   | 1968–1985 |
| Uránváros                | Pécs      | 9651   | 25 000   | 1956–1974 |
| Kelenföld-Városközpont   | Budapest  | 9494   | 20 000   | 1965–1983 |
| Tatabánya-Újváros        | Tatabánya | 8862   | 19 000   | 1950–1975 |
| József Attila-lakótelep  | Budapest  | 8440   | 17 000   | 1957–1981 |

#### Volt magyarországi házgyárak
Magyarország házgyárainak listája:
| Hely                                                           | Működtető                                              | Termelés kezdete | Technológiai berendezés      | Kibocsátóképesség (lakás/év) |
| -------------------------------------------------------------- | ------------------------------------------------------ | ---------------- | ---------------------------- | ---------------------------- |
| Budapesti Házépítő Kombinát 1. (Szentendrei út)                | 43. sz. Állami Építőipari Vállalat                     | 1964             | szovjet                      | 1800-2300-3300               |
| Budapesti Házépítő Kombinát 2. (Ferencváros, Táblás utca)      | 43. sz. Állami Építőipari Vállalat                     | 1967             | dán (Larsen-Nielsen)         | 1700-2500                    |
| Budapesti Házépítő Kombinát 3. (Dunakeszi, Székesdűlő)         | 43. sz. Állami Építőipari Vállalat                     | 1969             | szovjet és hazai             | 3600-4200                    |
| Budapesti Házépítő Kombinát 4. (Albertfalva, Hunyadi János út) | 43. sz. Állami Építőipari Vállalat                     | 1974             | szovjet és hazai             | 2800-3000                    |
| Győri Házépítő Kombinát                                        | Győr megyei Állami Építőipari Vállalat (GYÁÉV)         | 1968             | szovjet, keletnémet és hazai | 3000-3500                    |
| Egri Házépítő Kombinát                                         | Heves megyei Állami Építőipari Vállalat                | 1976             | szovjet és hazai             | 3100-3500                    |
| Miskolci Házépítő Kombinát                                     | Borsod megyei Állami Építőipari Vállalat               | 1970             | szovjet és hazai             | 3600-4200                    |
| Debreceni Házépítő Kombinát                                    | Hajdú megyei Állami Építőipari Vállalat (HÁÉV)         | 1971             | szovjet és hazai             | 2500-3500                    |
| Szegedi Házépítő Kombinát                                      | Dél-Magyarországi Magas- és Mélyépítő Vállalat (DÉLÉP) | 1971             | szovjet és hazai             | 2500-3000                    |
| Veszprémi Házépítő Kombinát                                    | Veszprém megyei Állami Építőipari Vállalat (VÁÉV)      | 1975             | szovjet és hazai             | 2500                         |
| Kecskeméti Házépítő Kombinát                                   | Bács megyei Állami Építőipari Vállalat (BÁCSÉP)        | 1975             | szovjet és hazai             | 2500                         |

#### Volt magyarországi panelüzemek
| Hely                   | Működtető                                       | Termelés kezdete | Technológiai berendezés | Kibocsátóképesség (lakás/év) |
| ---------------------- | ----------------------------------------------- | ---------------- | ----------------------- | ---------------------------- |
| Dunaújváros            | Beton- és Vasbetonipari Művek (BVM)             | 1962             | hazai                   | 1200                         |
| Pécs                   | Baranya megyei Állami Építőipari Vállalat (BÉV) | 1963             | hazai                   | 1300                         |
| Szekszárd              | Tolna megyei Állami Építőipari Vállalat         | 1972             | hazai                   | 600                          |
| Kaposvár               | Somogy megyei Állami Építőipari Vállalat (SÁÉV) | 1973             | hazai                   | 450                          |
| Siófok és Balatonlelle | Somogy megyei Állami Építőipari Vállalat (SÁÉV) | 1968, 1971       | hazai                   | 200 (szállodai ágy/év)       |
| Békéscsaba             | Békés megyei Állami Építőipari Vállalat         | 1970             | hazai                   | 400                          |
| Szolnok                | Szolnok megyei Állami Építőipari Vállalat       | 1969             | hazai                   | 400                          |

#### Érdekességek
Az ország legnagyobb panelelemekből épült lakóháza, a Faluház Budapesten, Óbudán, a Flórián tér nyugati szélén áll. Az 1970-ben épült, 315 méter hosszú, 15 lépcsőházas szalagház 886 lakásában megközelítőleg háromezren élnek.
A legkisebb panelház Újszegeden, a Dorottya utcában található. A 32 nm alapterületű, földszintes épület 1974-ben készült.
A legmagasabb hazai panelépület az 1976-2016 között állt Pécsi magasház volt. A 25 emeletén 250 lakás kapott helyet. A hibás építési technológia miatt 1989-ben kiürítették. Ezt követően a folyamatosan pusztuló torony bekerült a Guinness Rekordok Könyvebe is Közép-Európa legmagasabb lakatlan épületeként. Ez 80 méter magasságot jelent.

## Galéria

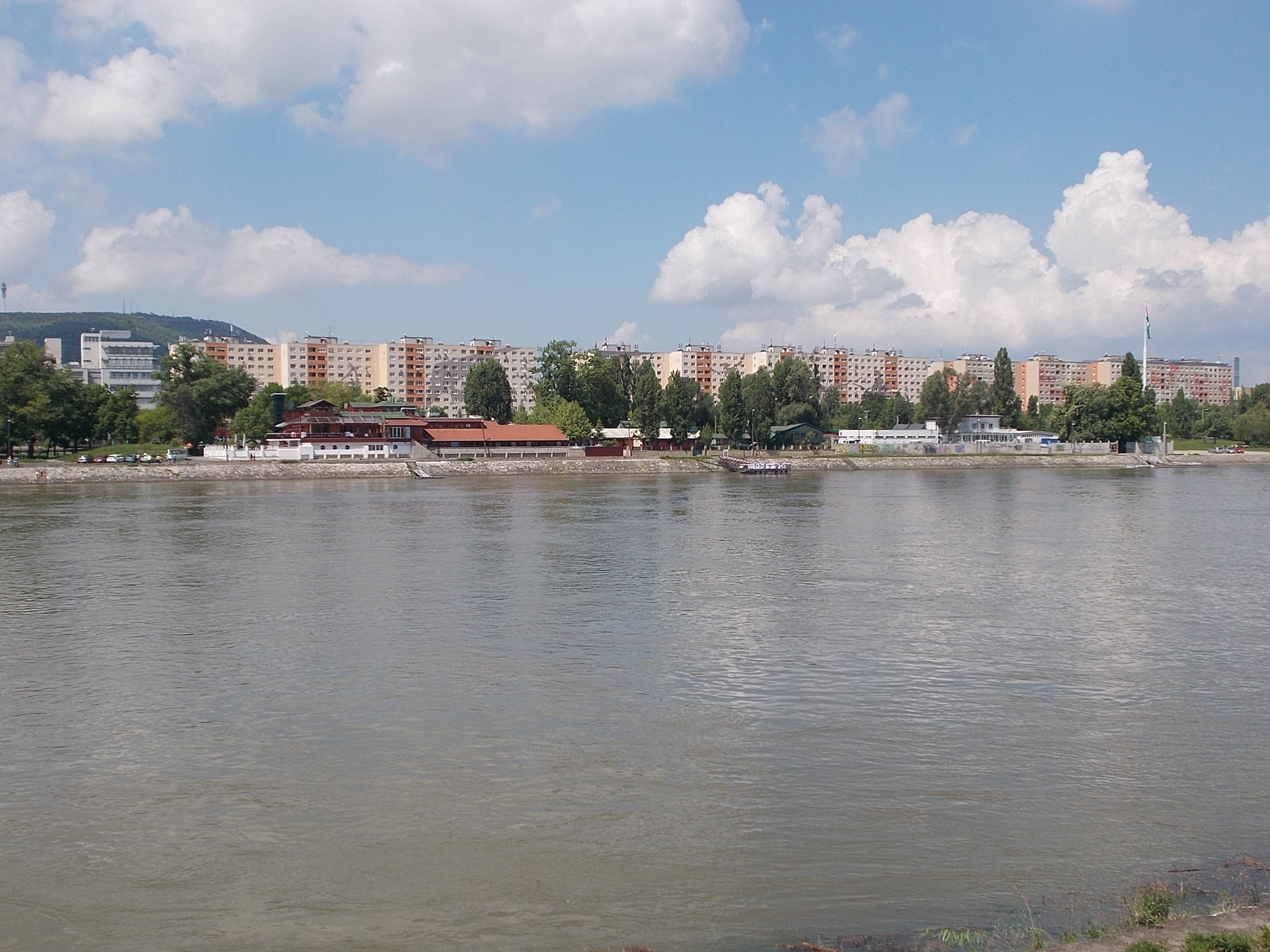
Az óbudai Duna-part a Margit-sziget felől
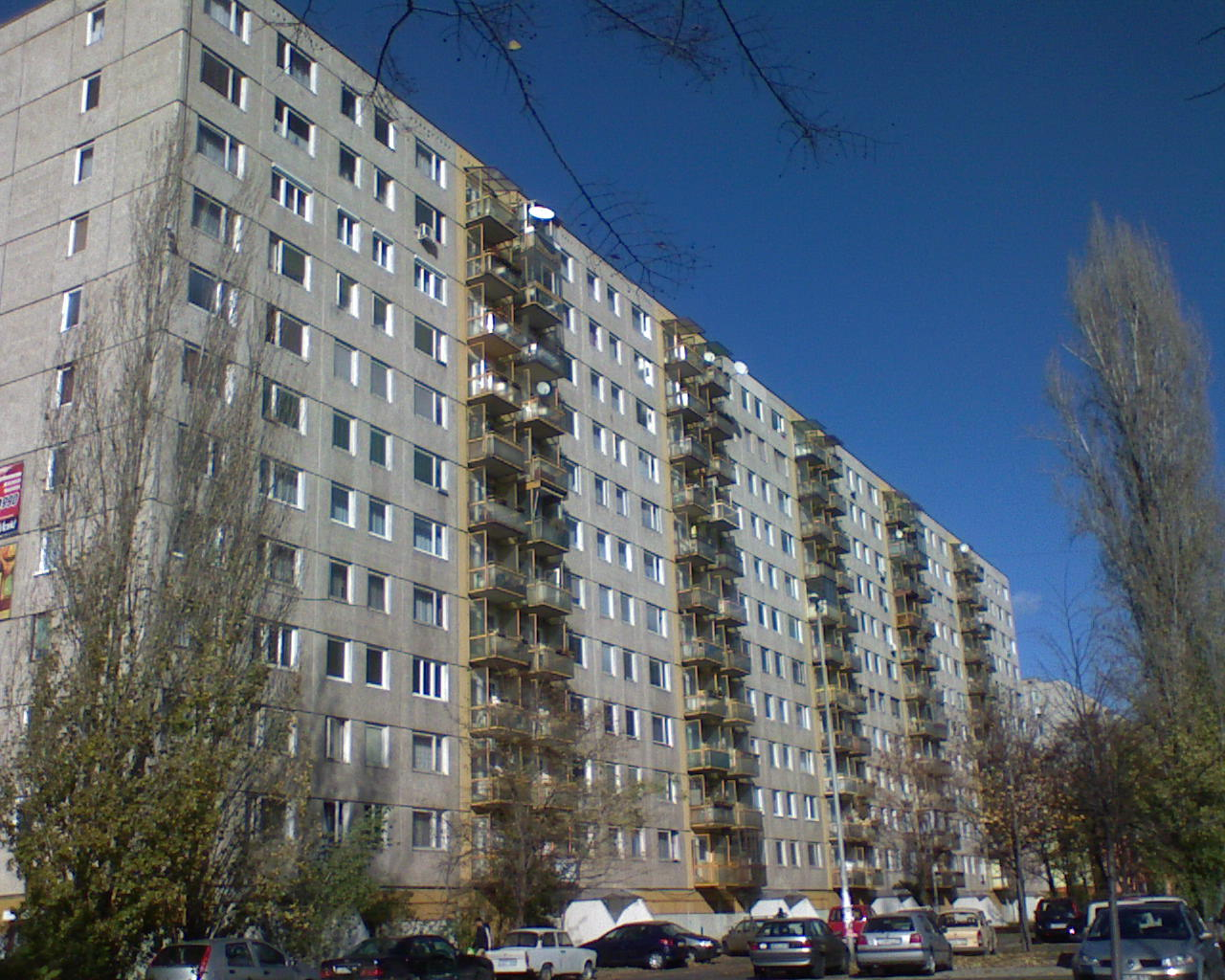
Kispest
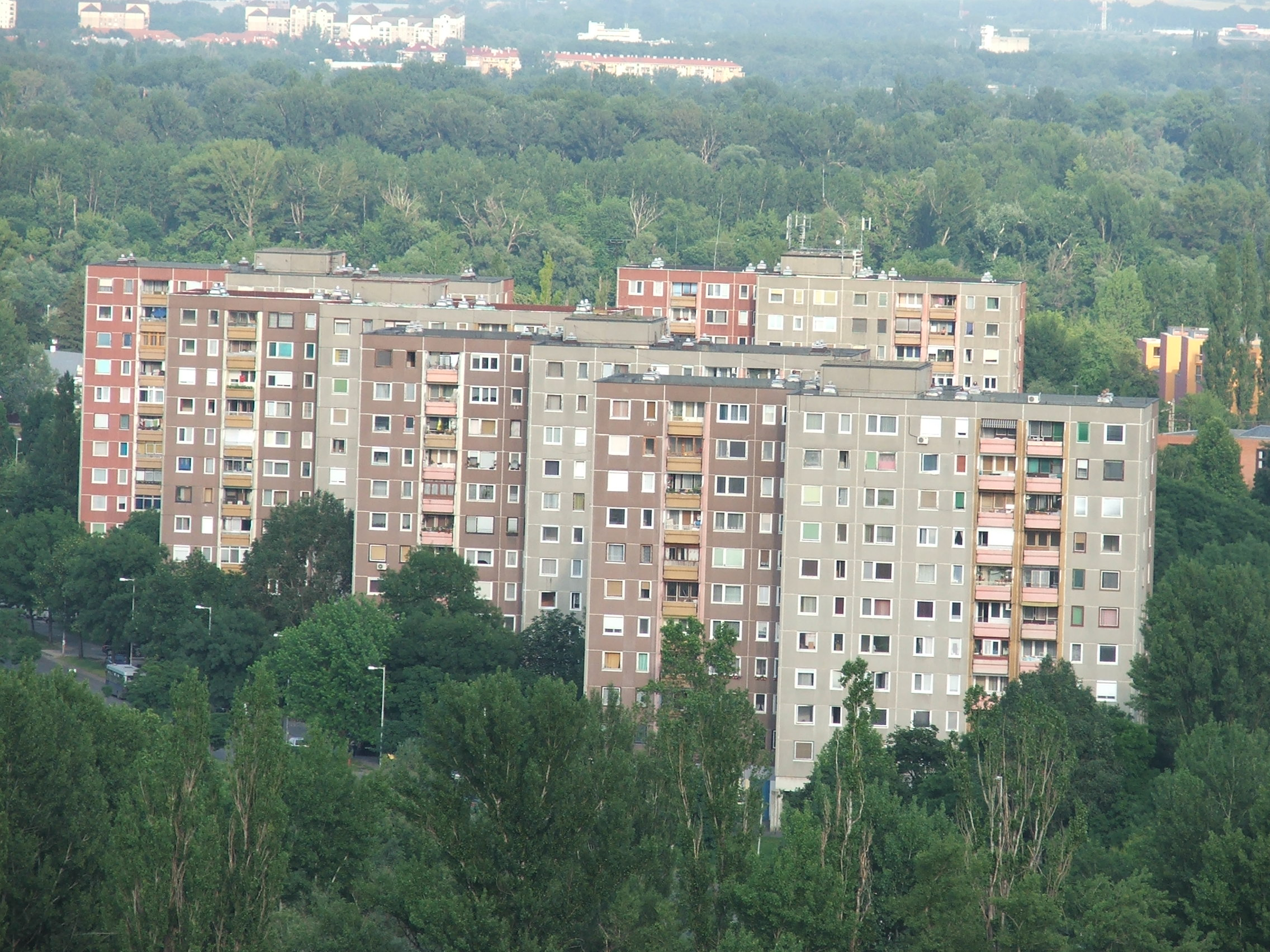
Békásmegyer Duna felőli oldala
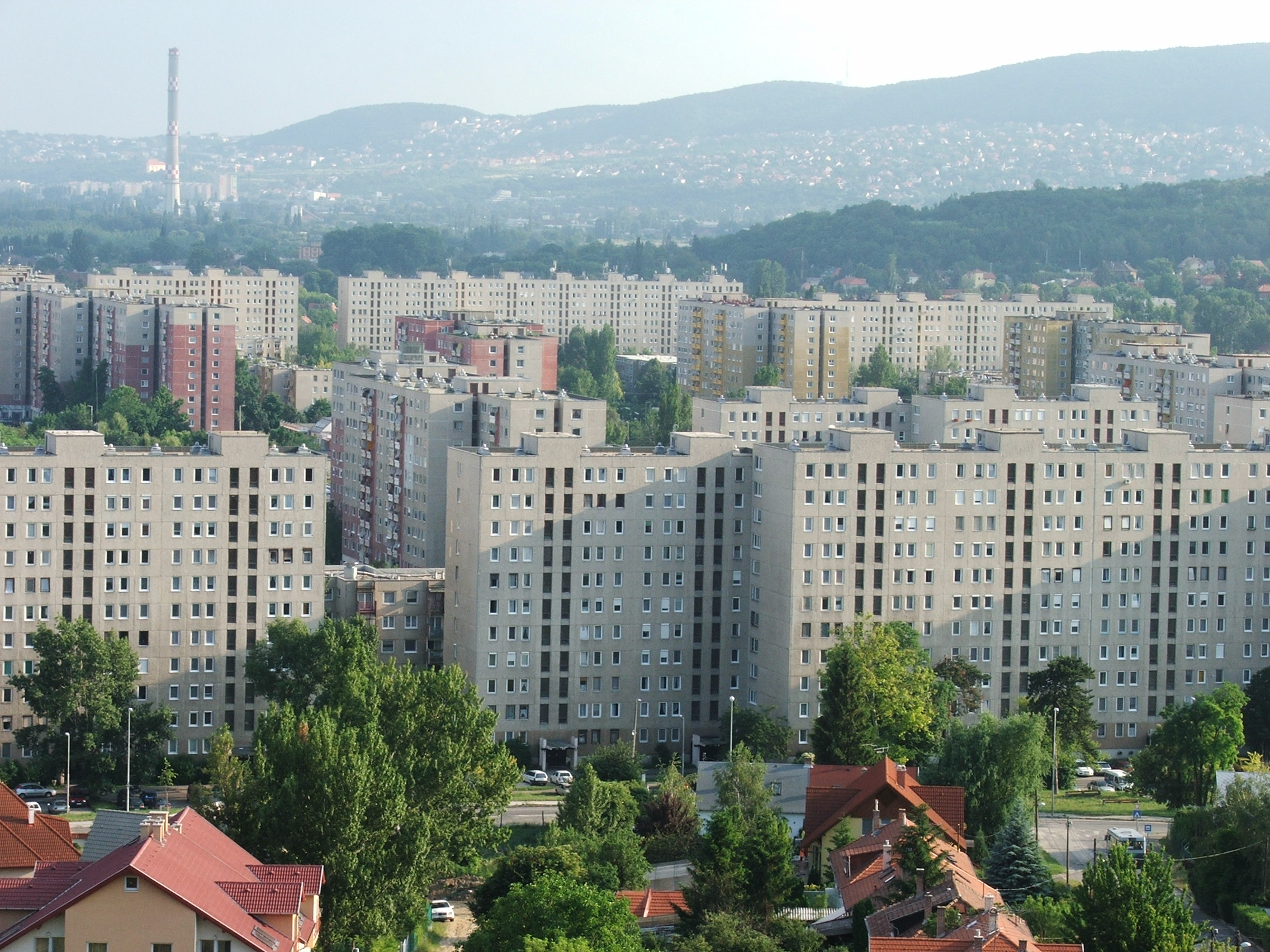
Békásmegyer észak felől, a Kálvária dombról (Háttérben a Hármashatár-hegy és az MVM Zrt. Észak-Budai Fűtőerőművének kéménye)
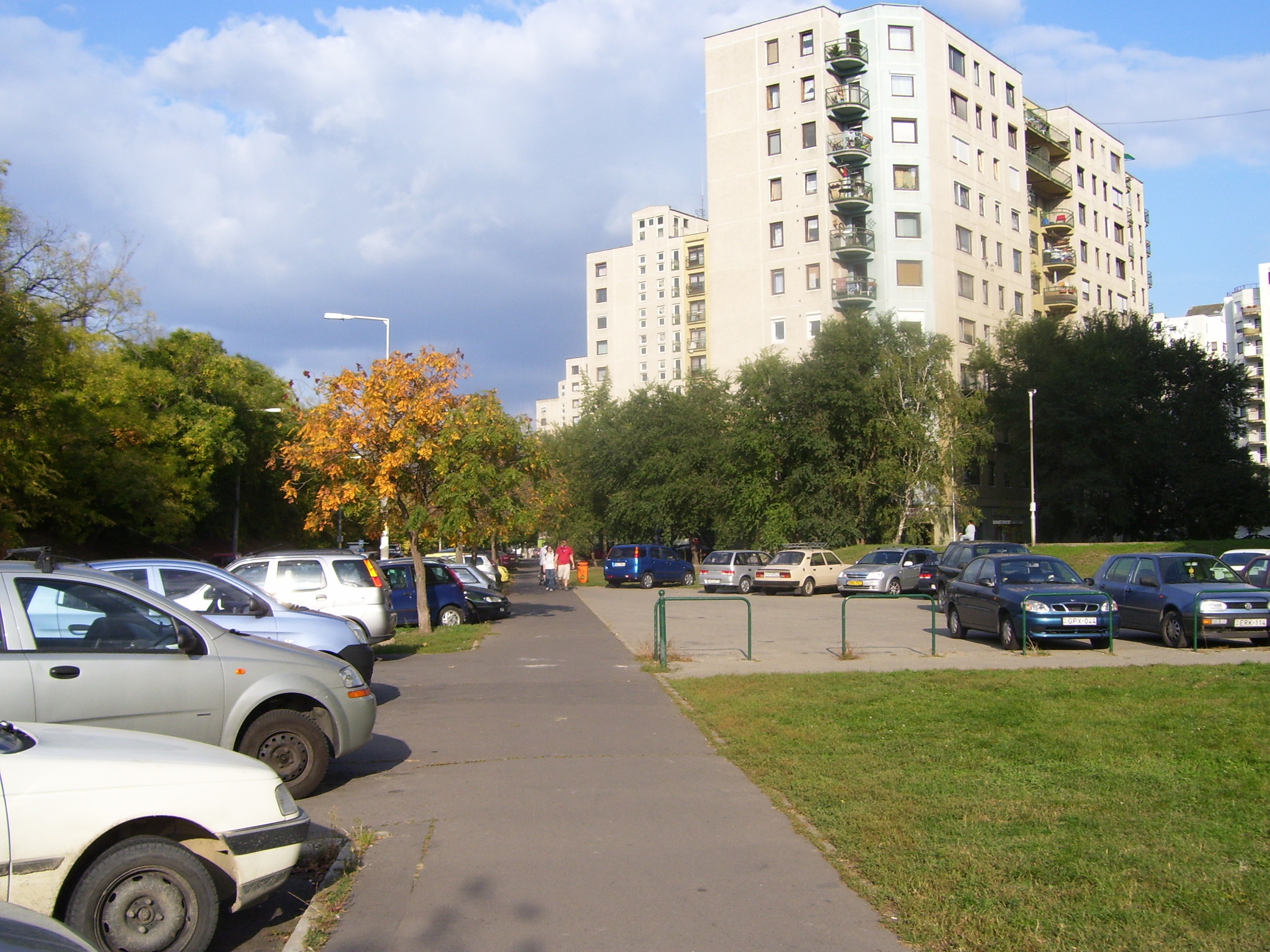
Káposztásmegyer
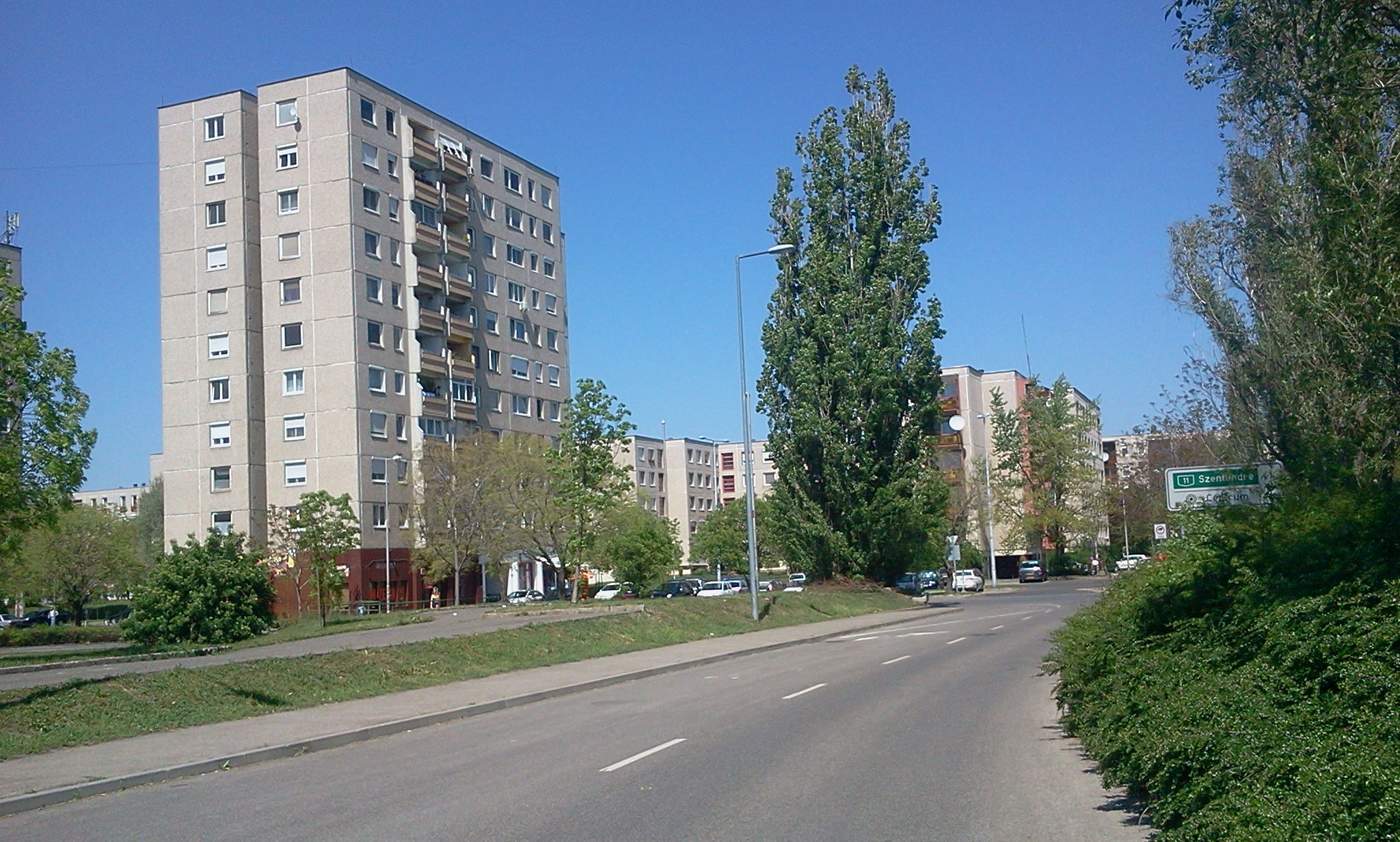
Kaszásdűlő
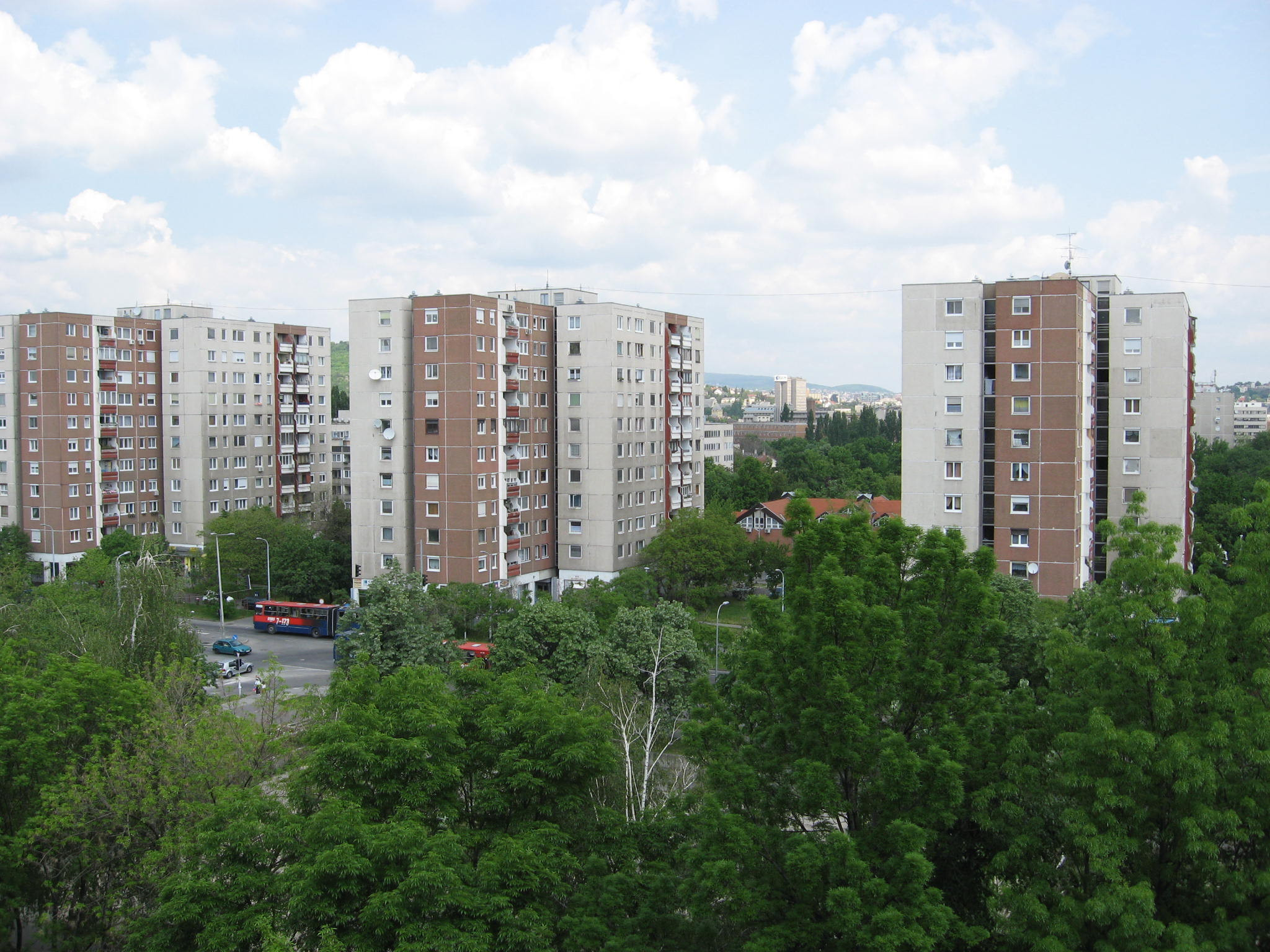
Kelenföld (A-10 jelű Z alakú tömbök[48])
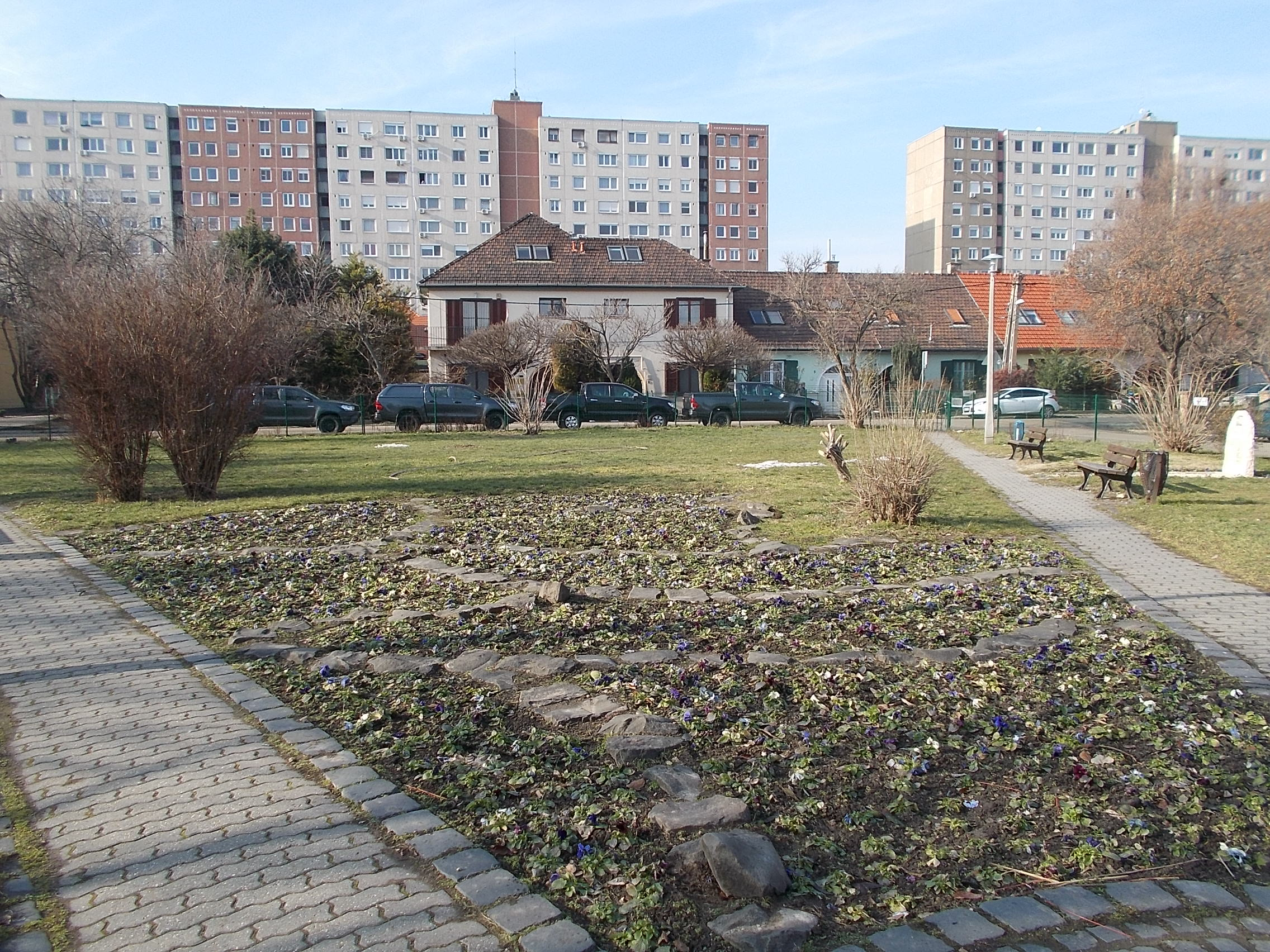
Albertfalva
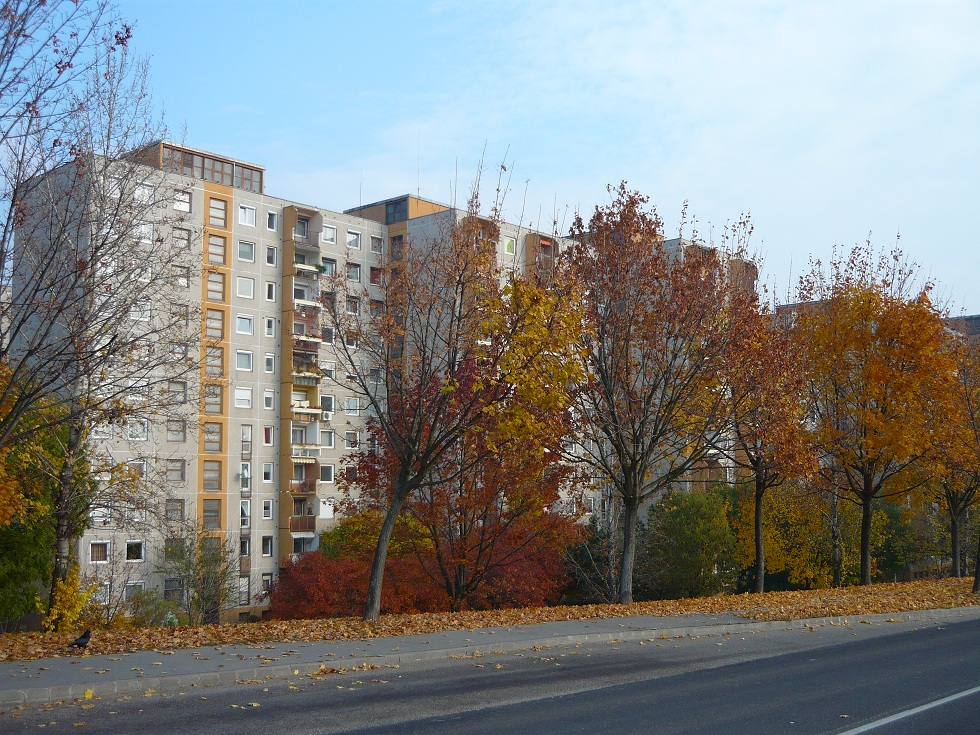
Gazdagrét ősszel
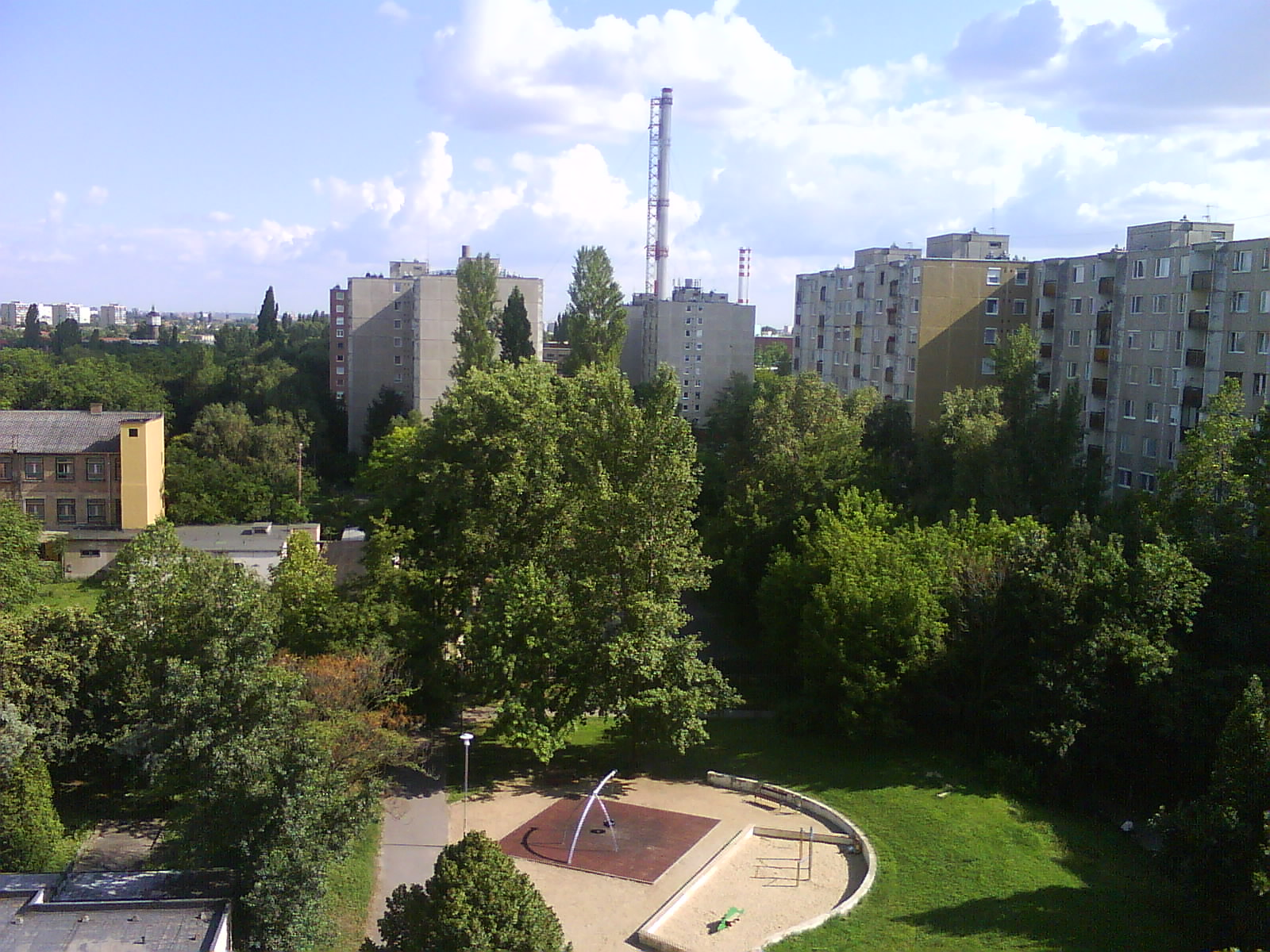
Újpesti lakótelep (K 30 jelű kövér tömbök[49])
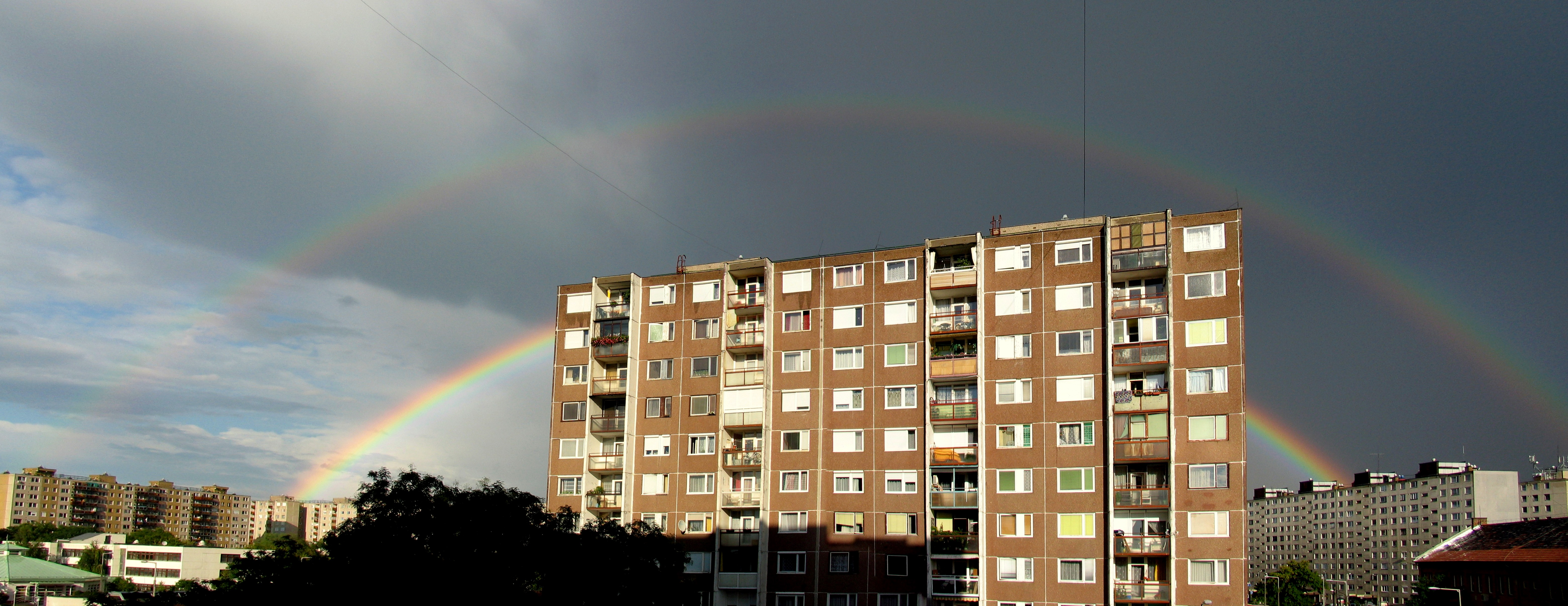
Szivárvány Újpest felett
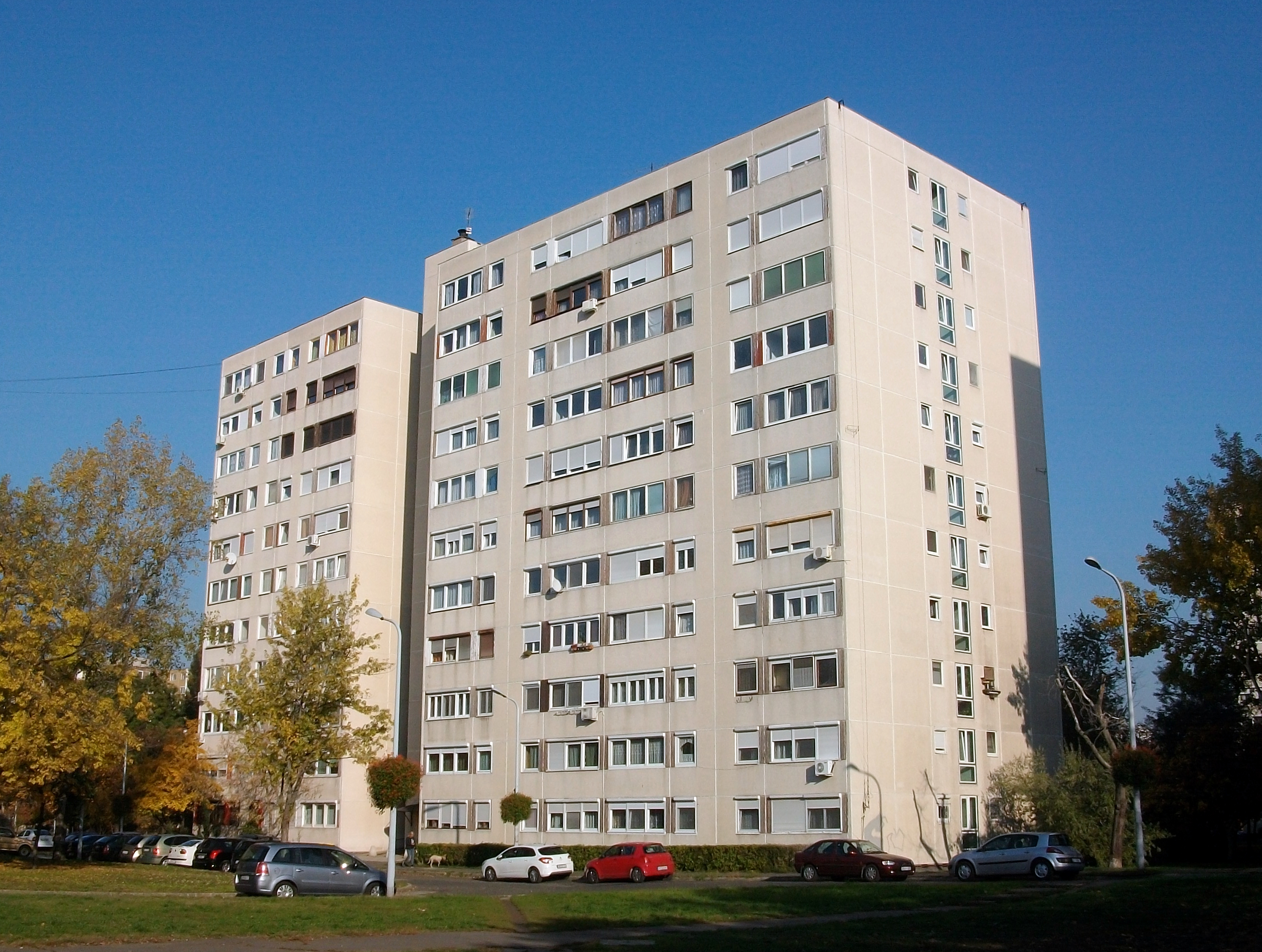
Dán technológia alapján épült lakóházak egyike az újpesti Szellemtelepen (Larsen-Nielsen típusú pontház[49][50])
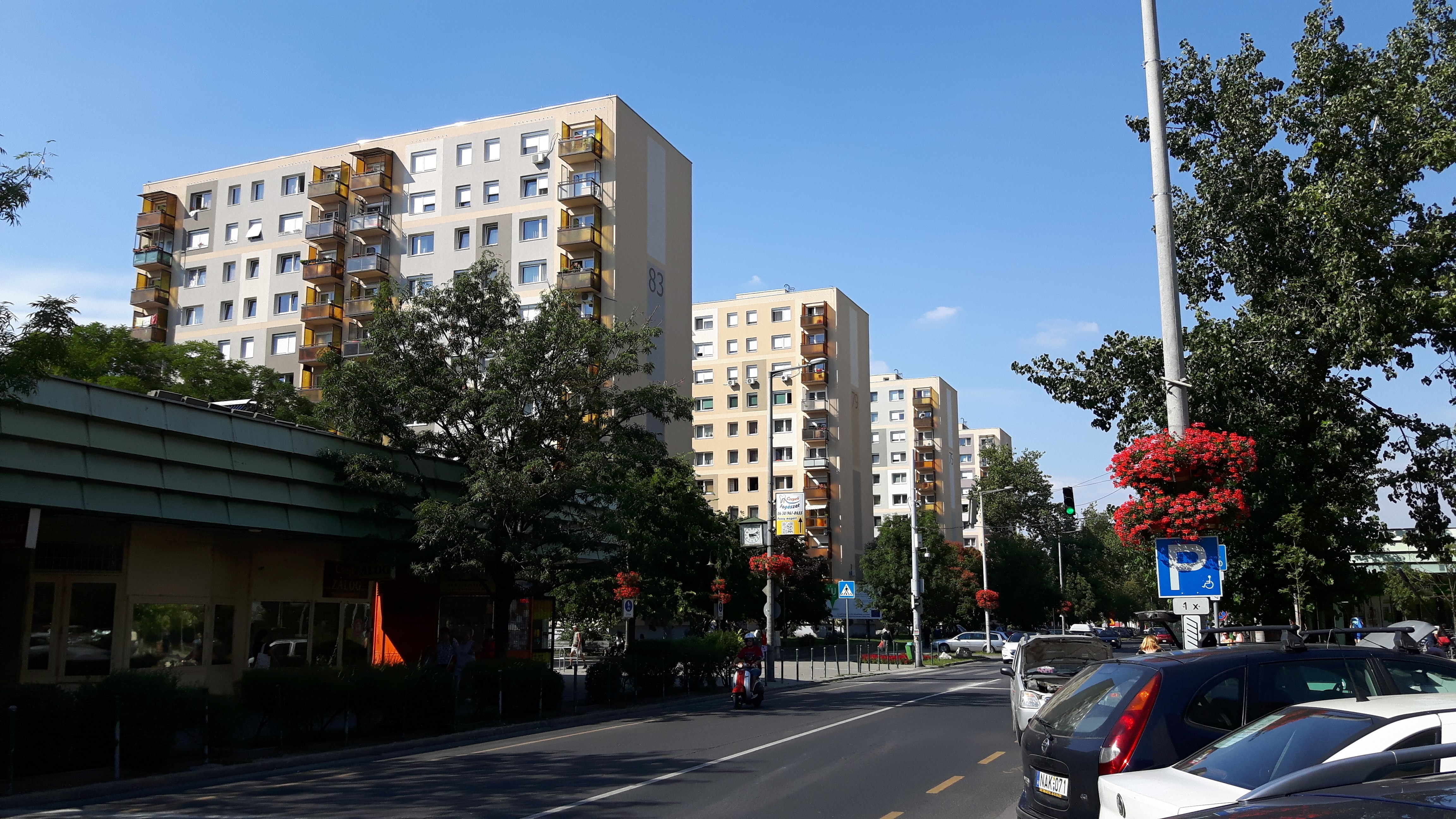
Csepel-Belváros
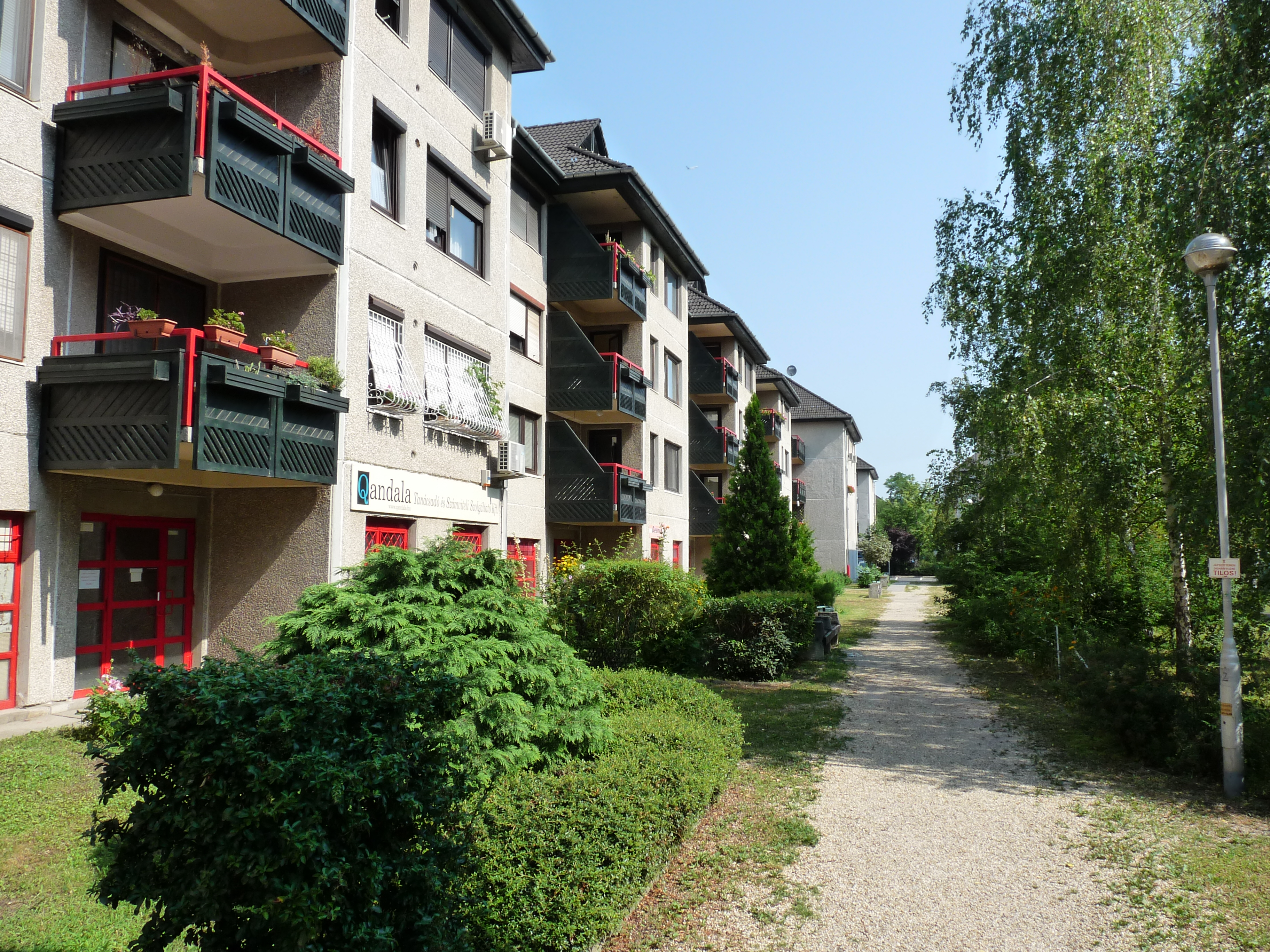
Vizafogó (2. ütem)
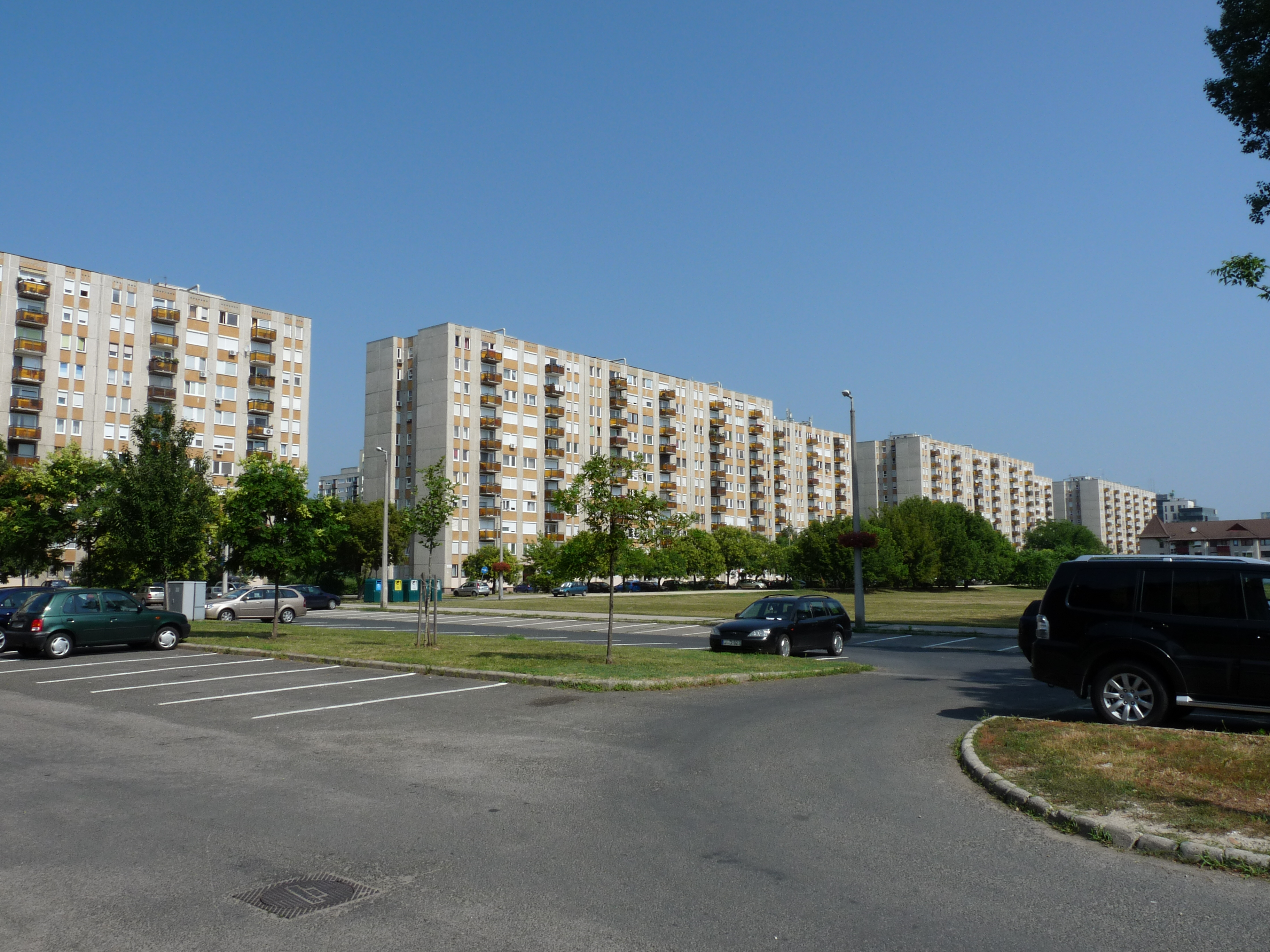
Kf-10 jelű szalagházak Vizafogón
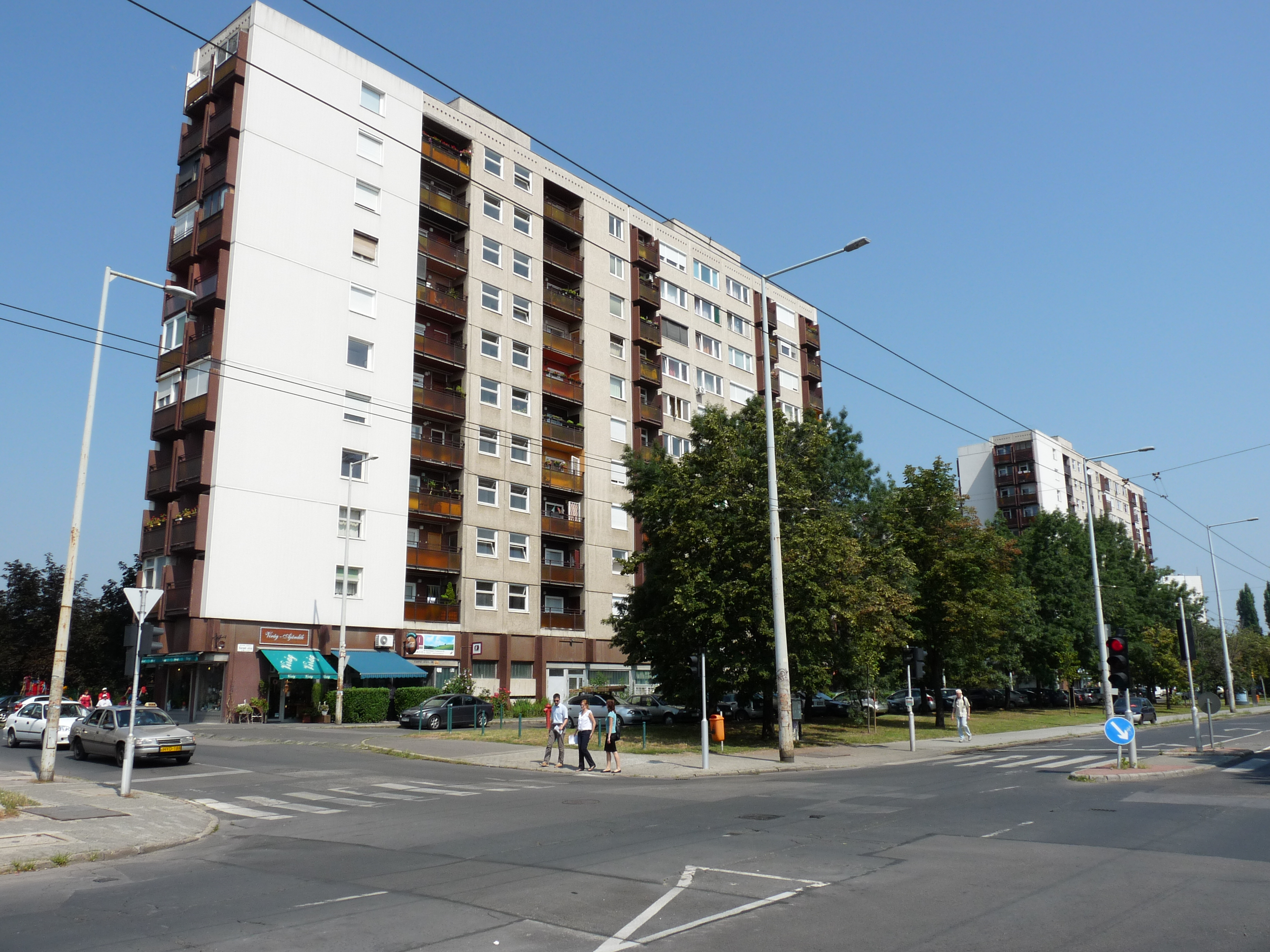
Ky szalagházak a Kárpát utcai (Újlipótvárosi) lakótelepen
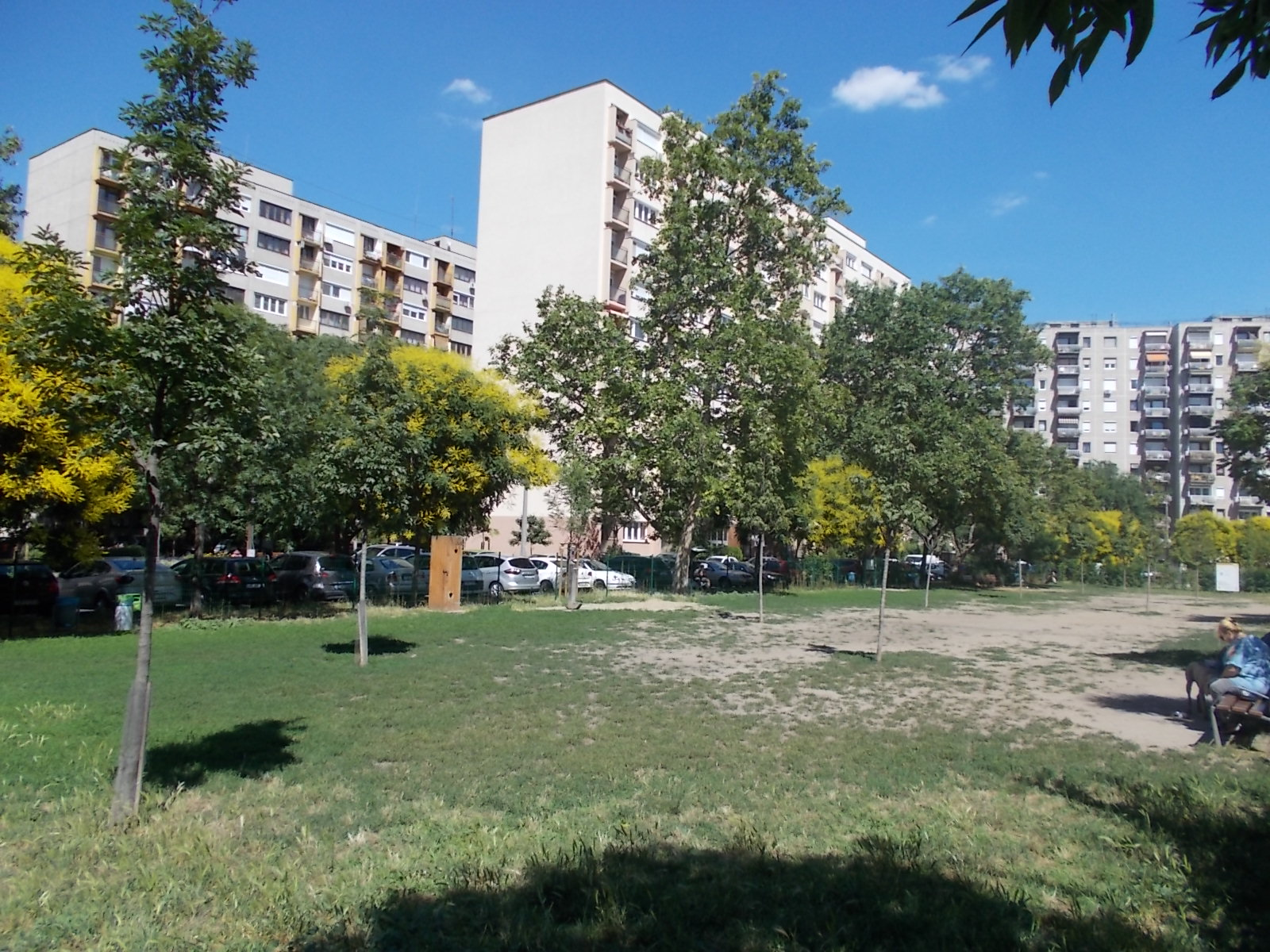
Angyalföld, Dunyov István utca
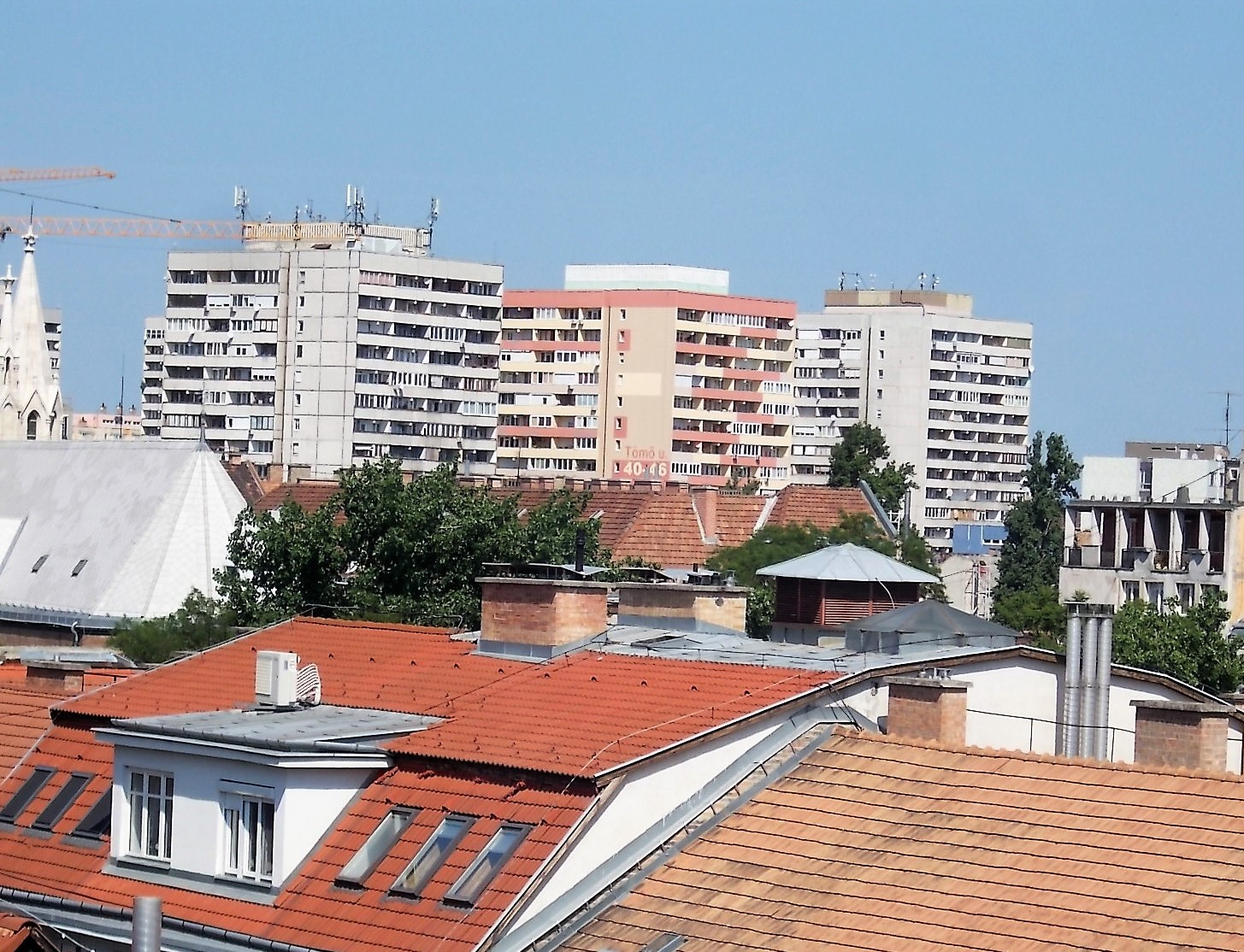
A Szigony utcai lakótelep Tömő utcai tornyai a Józsefvárosban
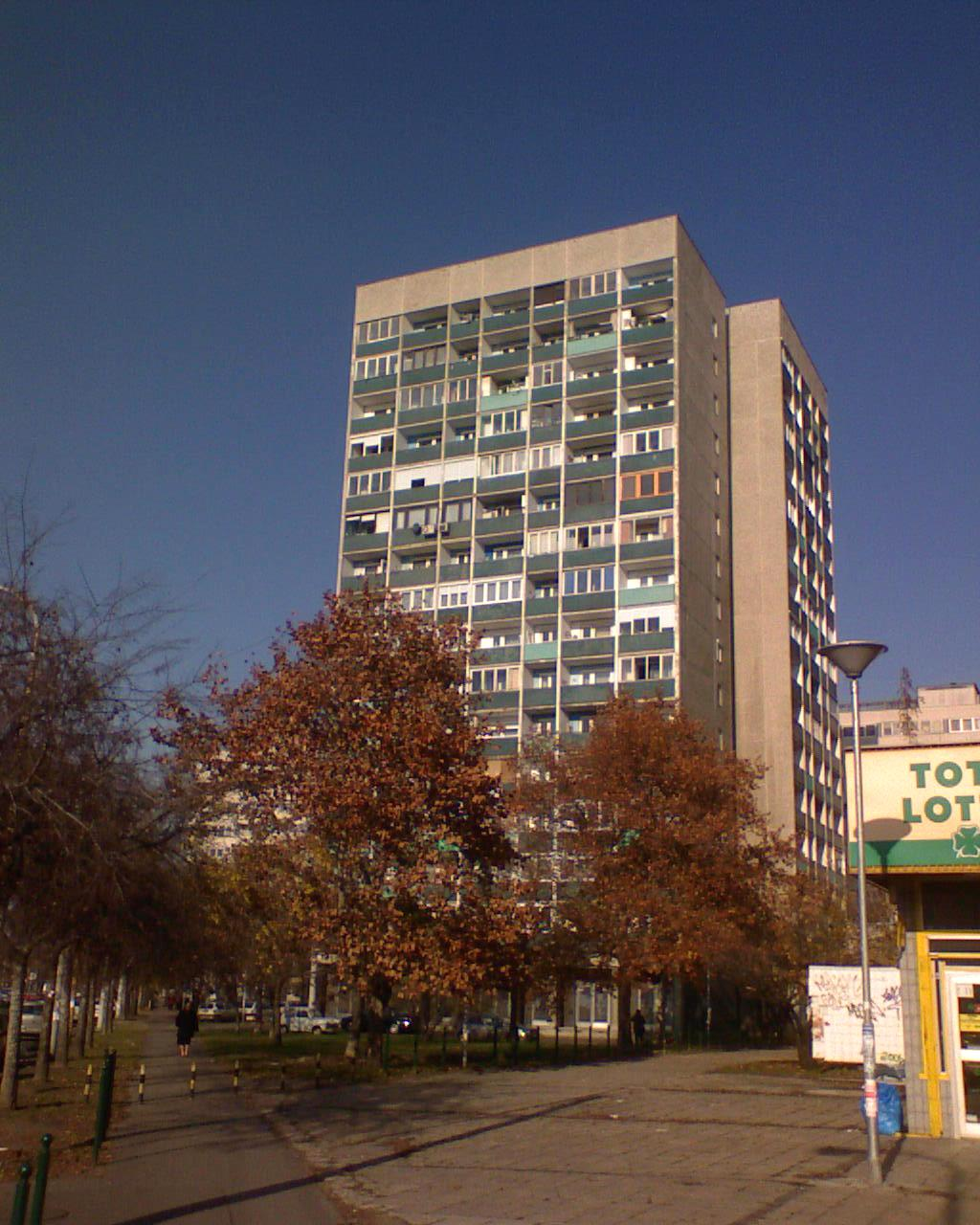
P jelű magas pontház a Füredi utcai lakótelep Zuglóban
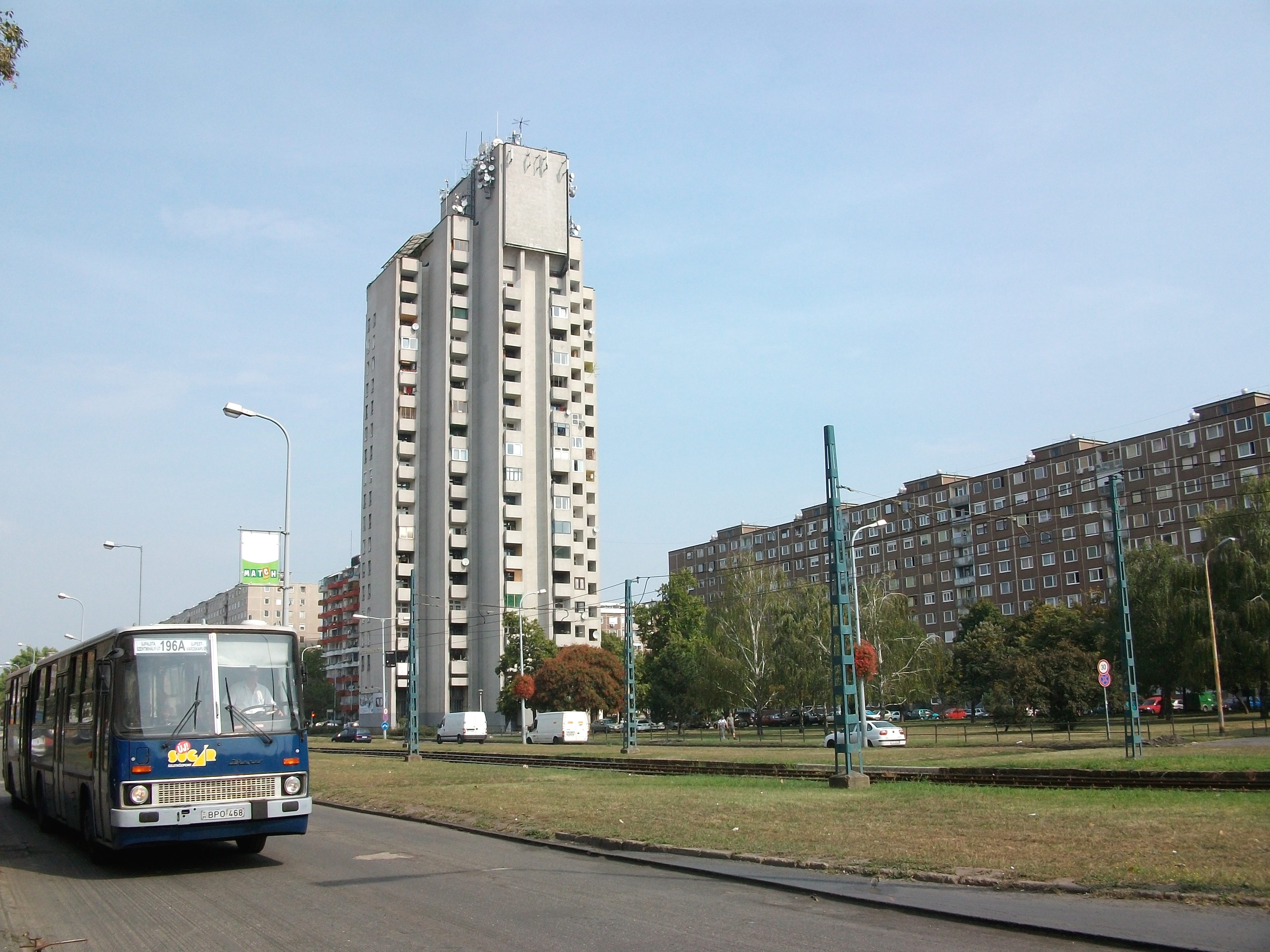
Újpalotai életkép a Víztoronyházzal
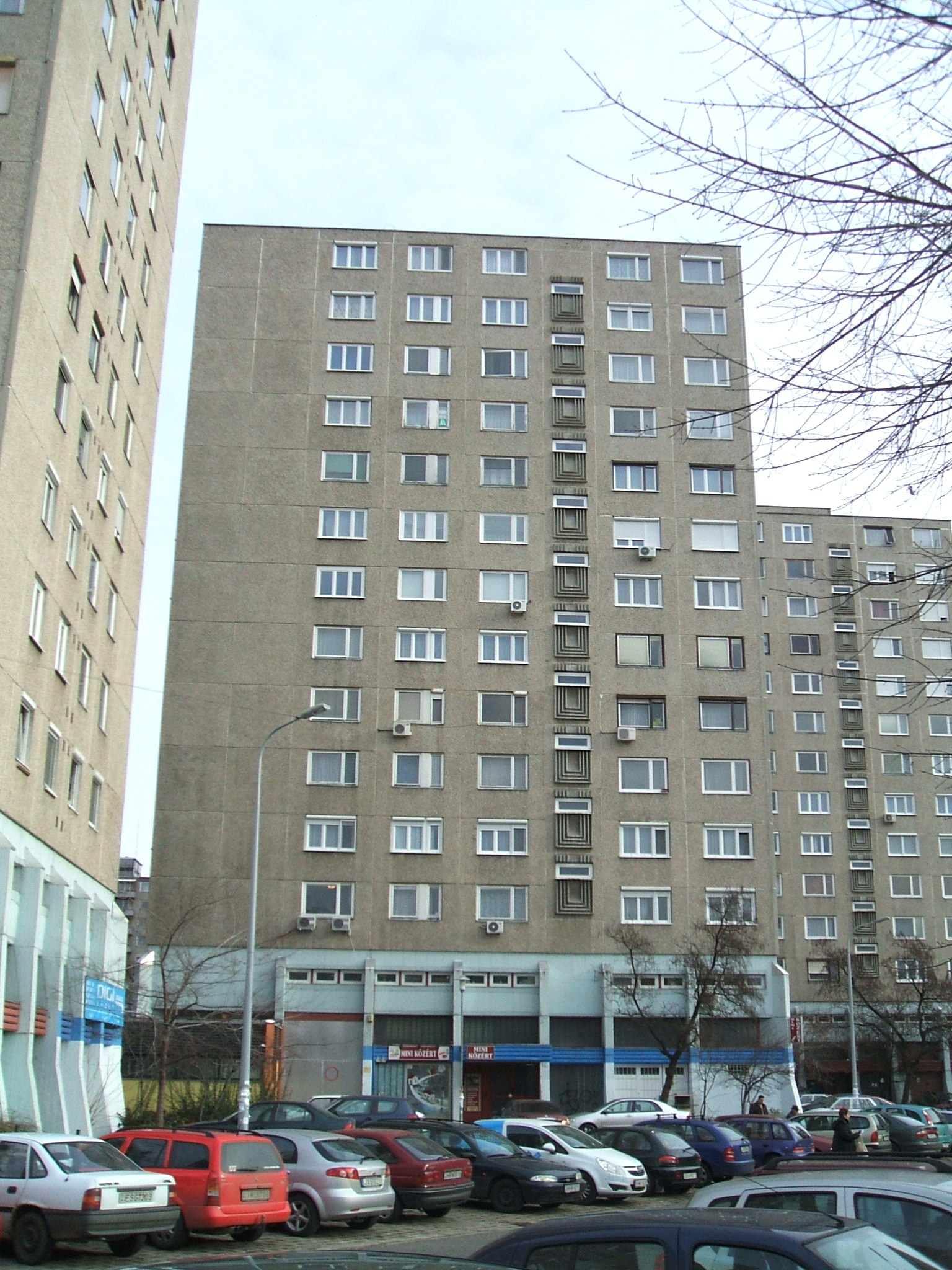
Újpalota
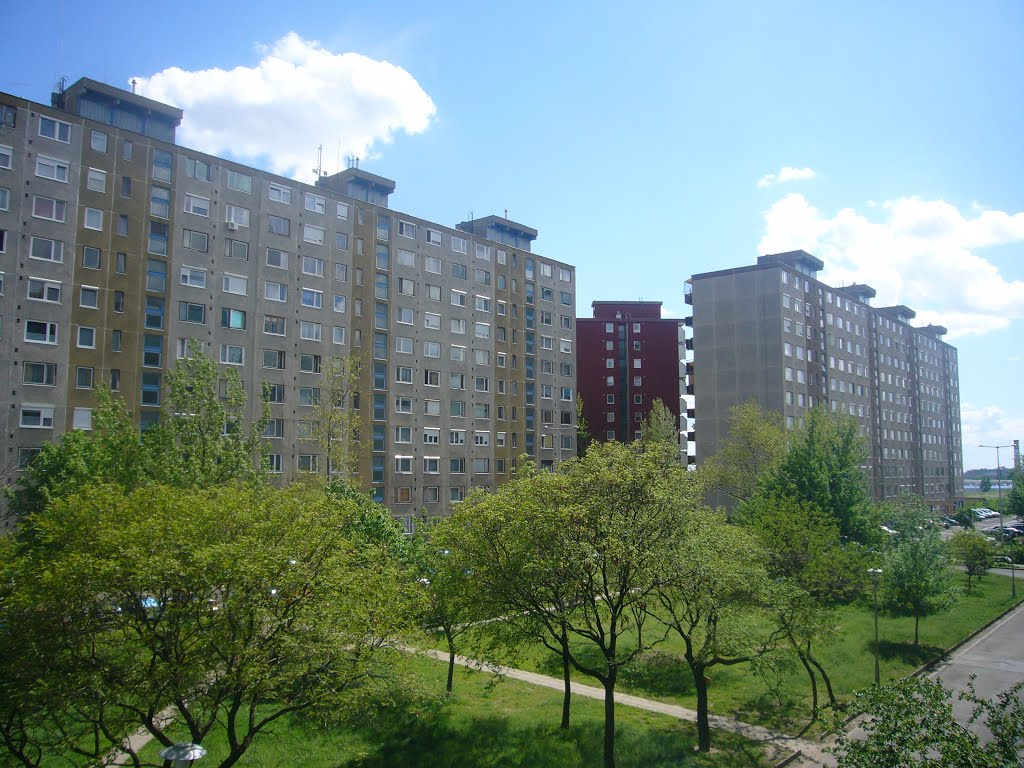
Kőbánya-Óhegy (S-312 jelű sovány szalagház[49])
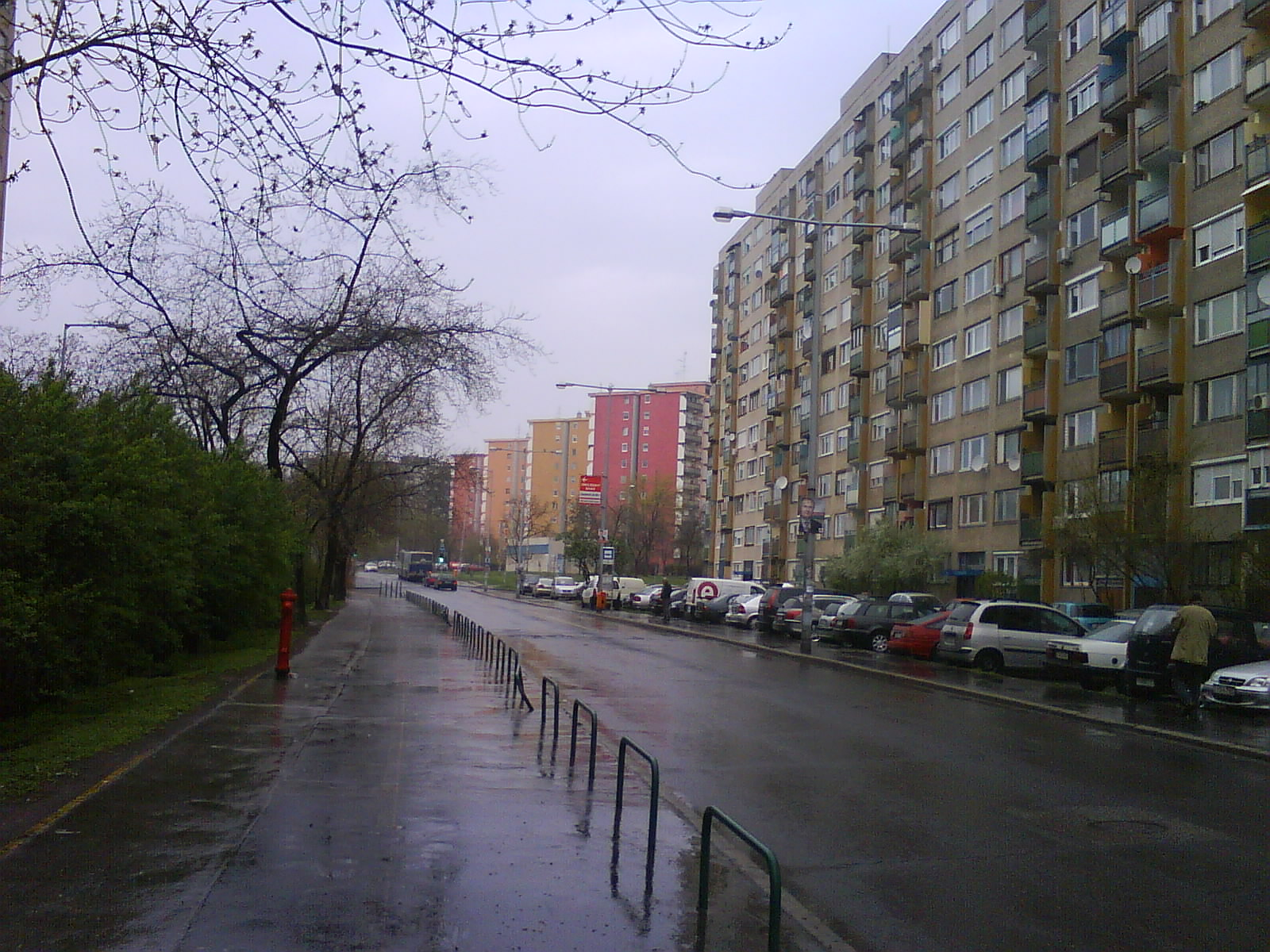
Kőbánya-Újhegy (Ky jelű szalagház[53])
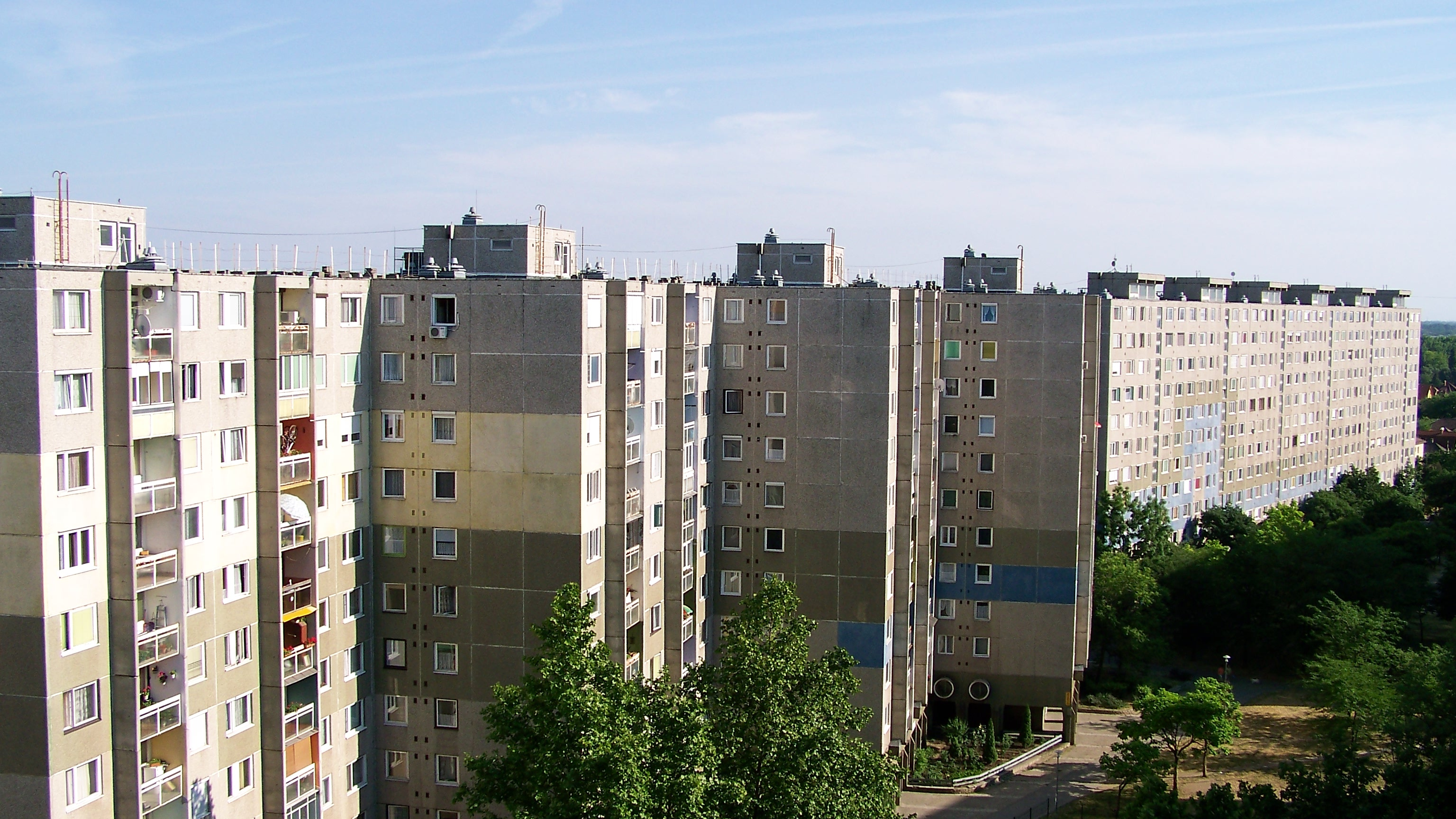
Sovány S-312 és kövér K 30 tömbök a Havanna-lakótelepen
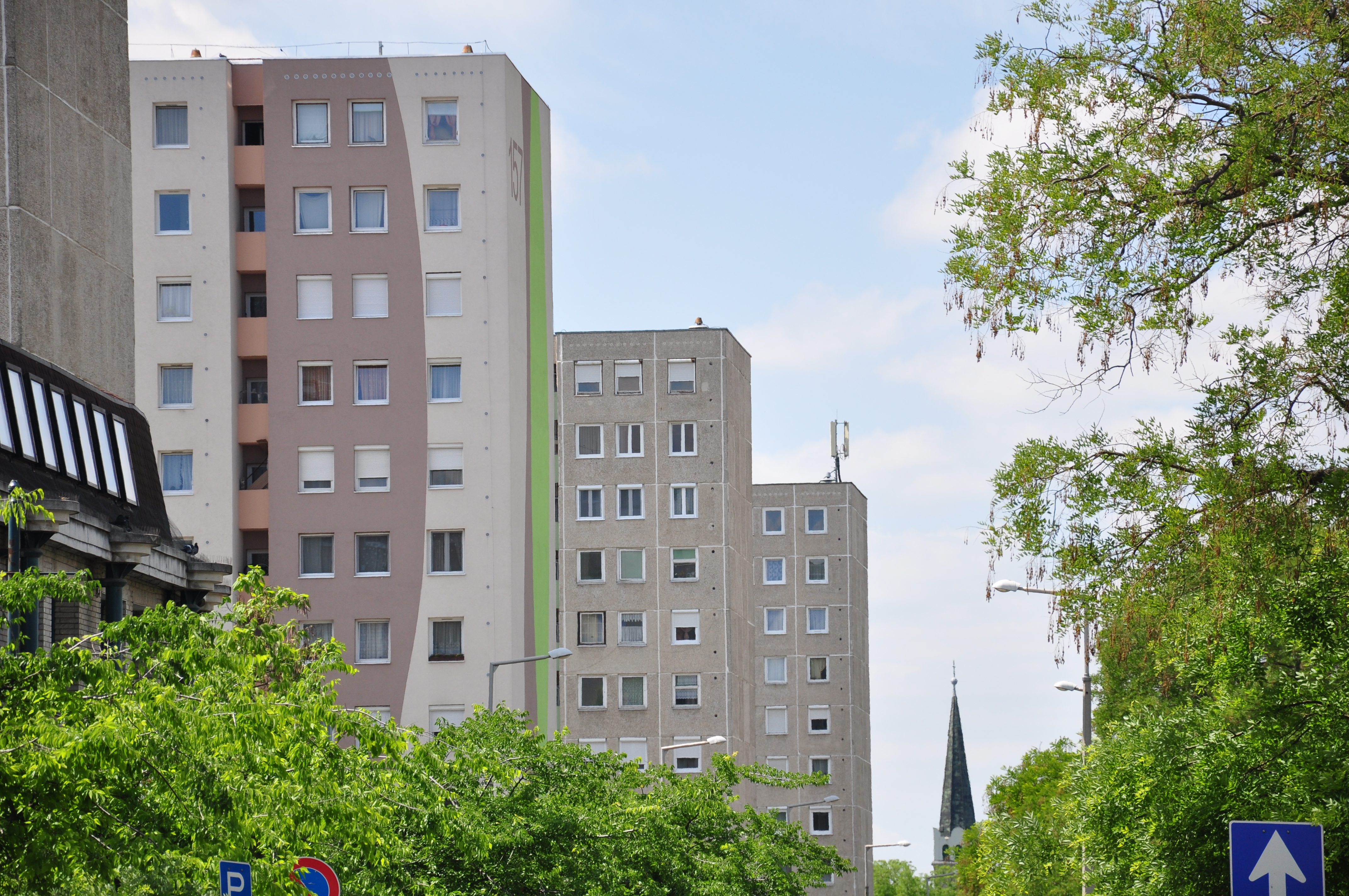
Rákoskeresztúr
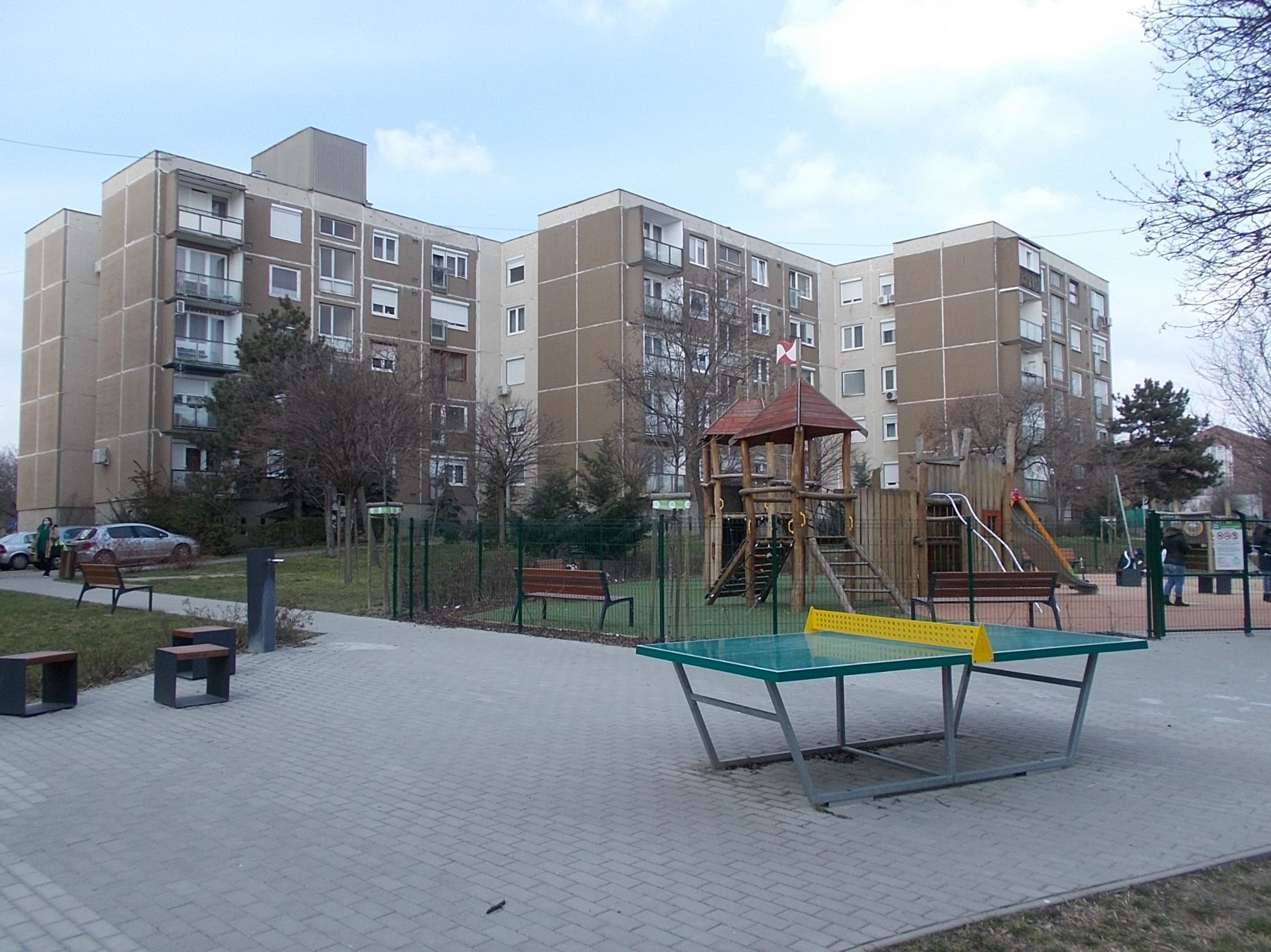
Budatétény, Rózsakert lakótelep
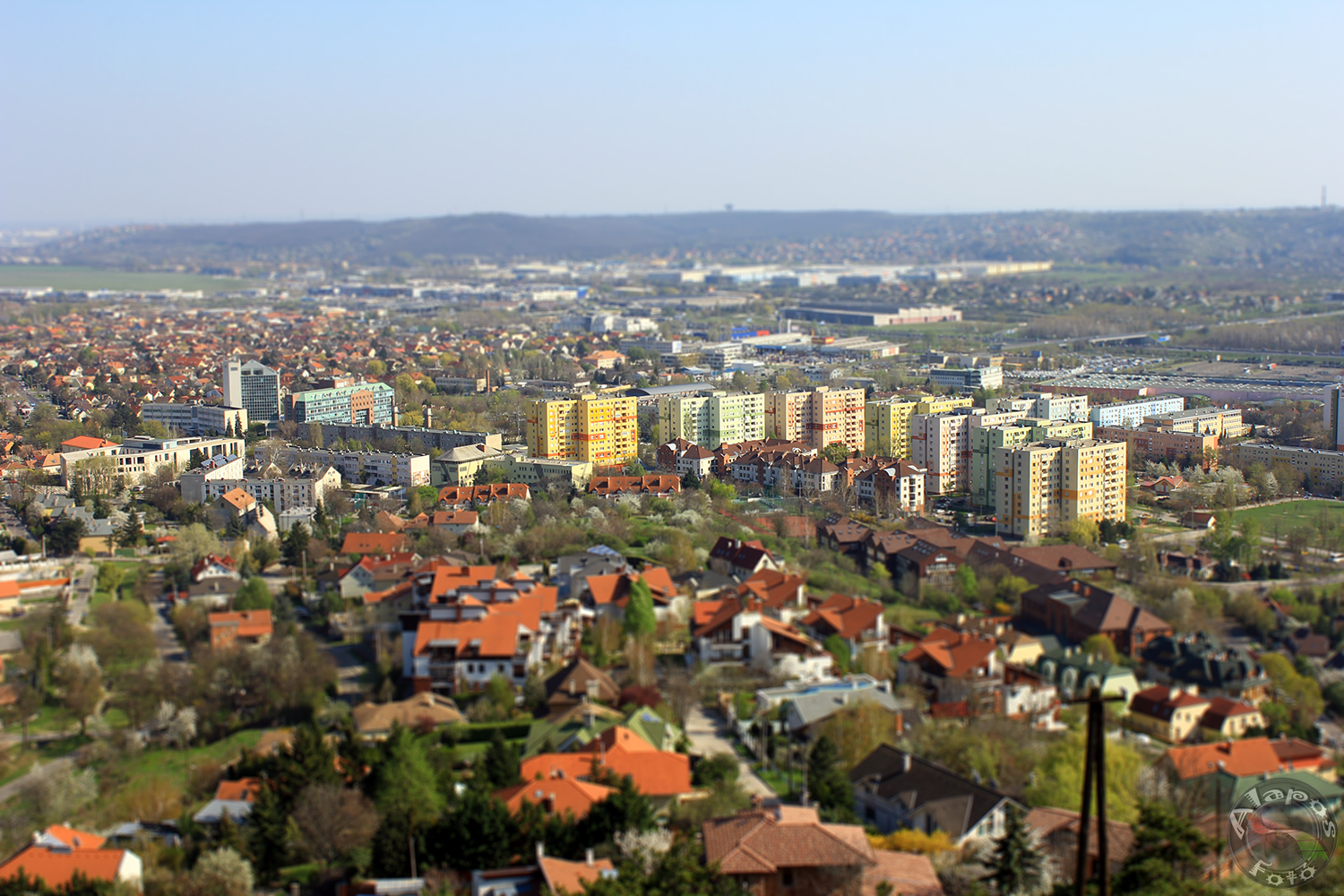
Budaörsi lakótelep
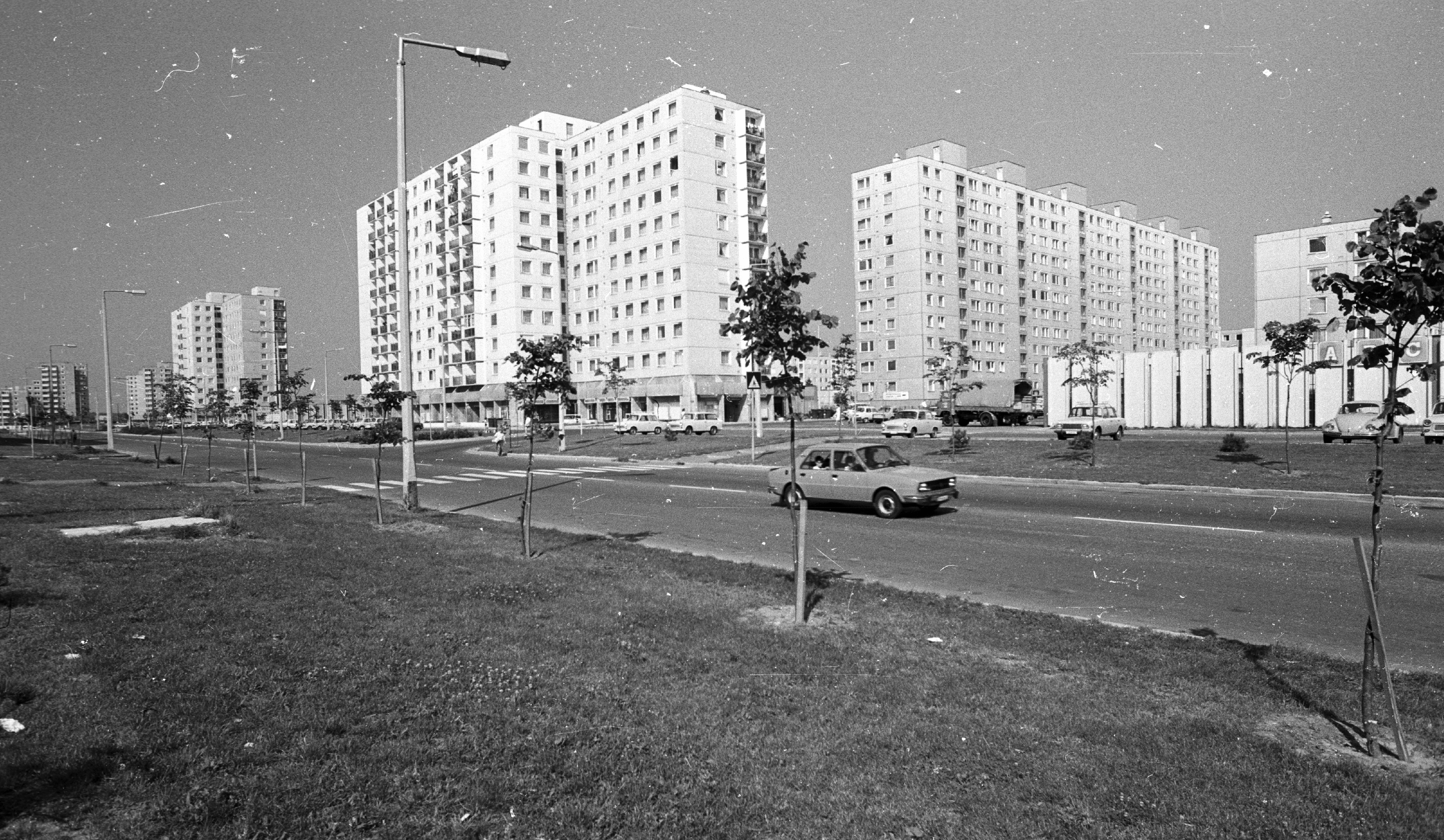
A frissen felépült Marcalváros Győrben egy archív felvételen
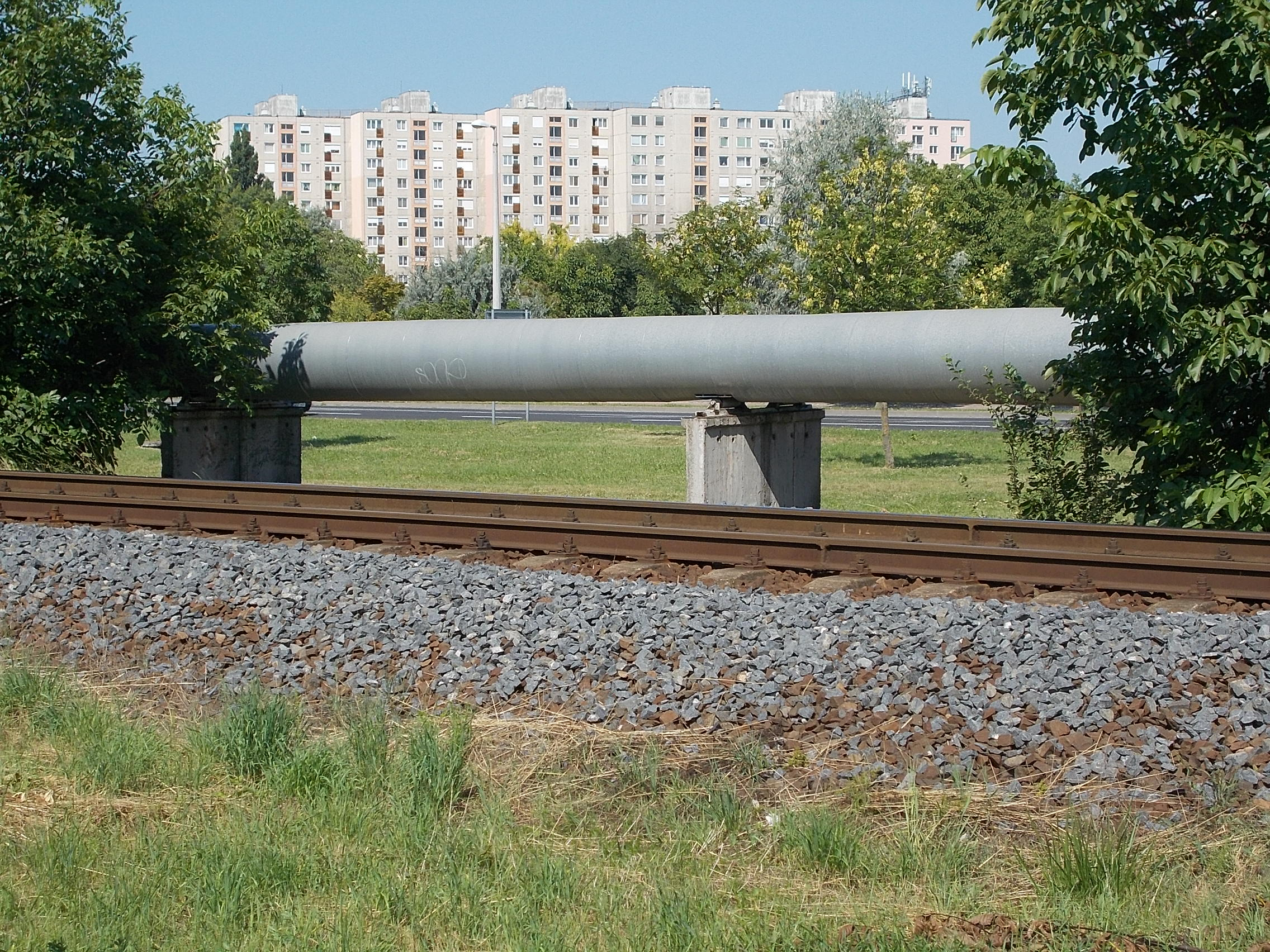
Adyváros Győrben (előtérben a Győr–Veszprém-vasútvonal)
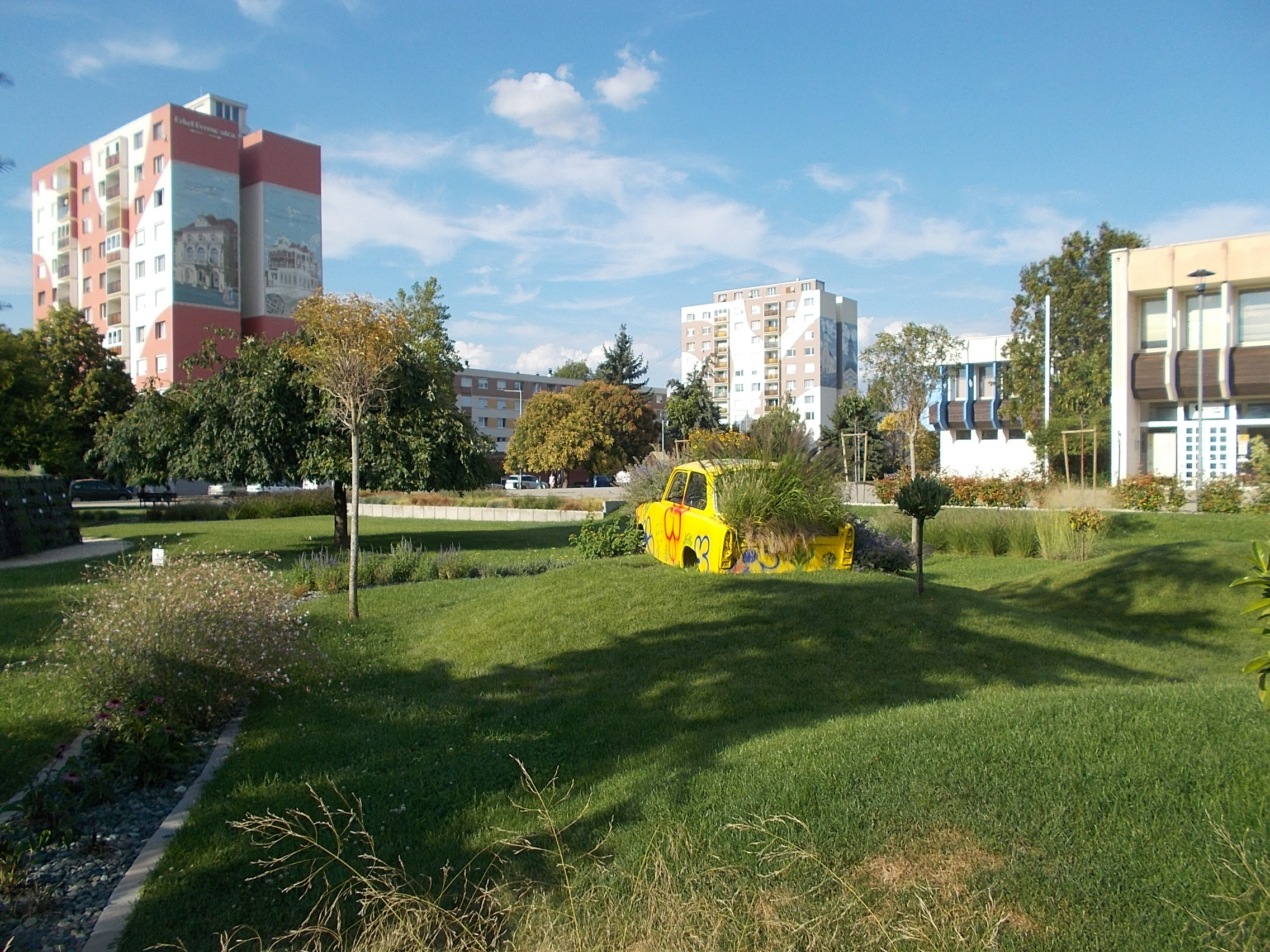
Mosonmagyaróvár
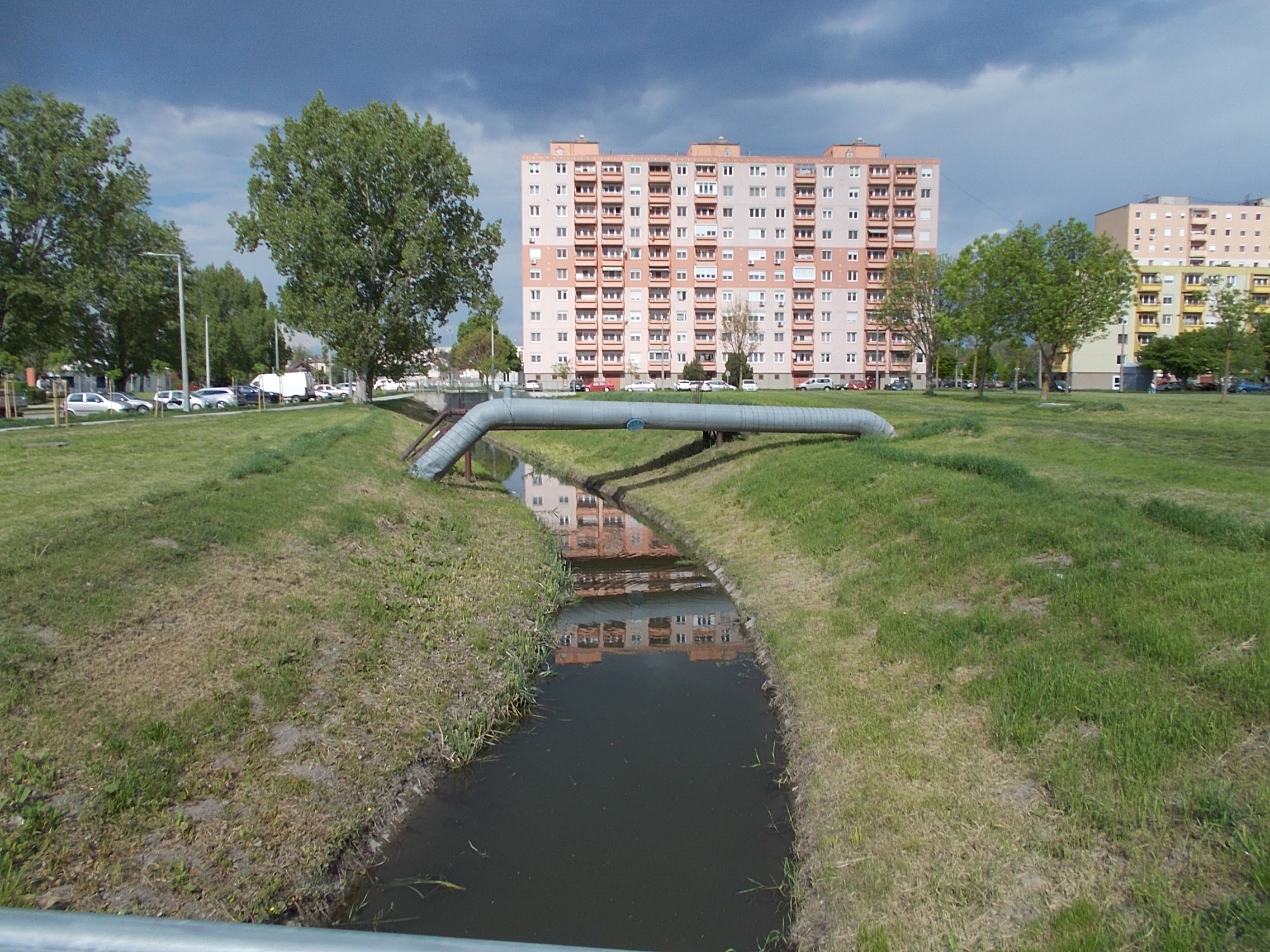
Székesfehérvár, Palotaváros
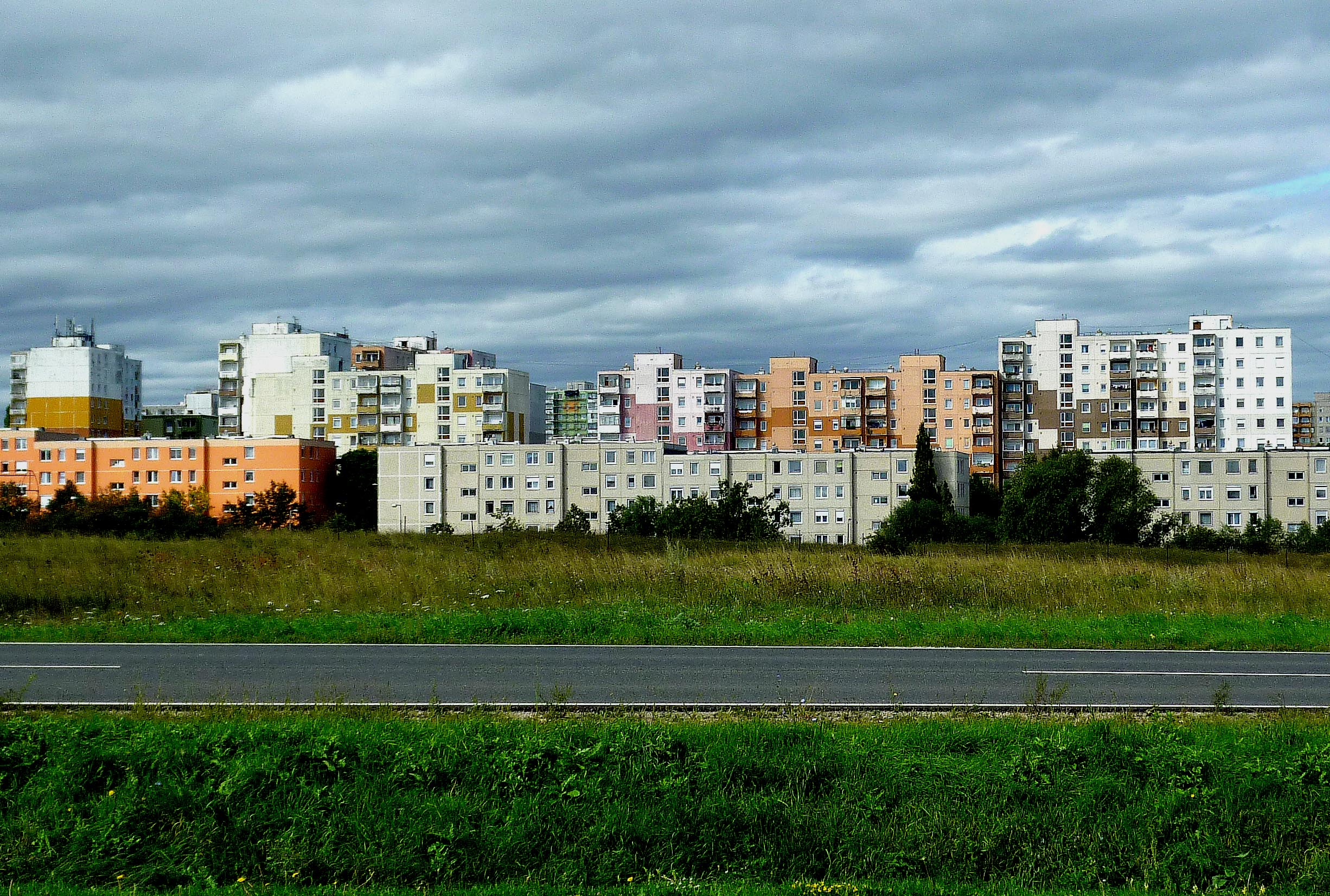
A Jutasi úti lakótelep ("Haszkovó") Veszprémben
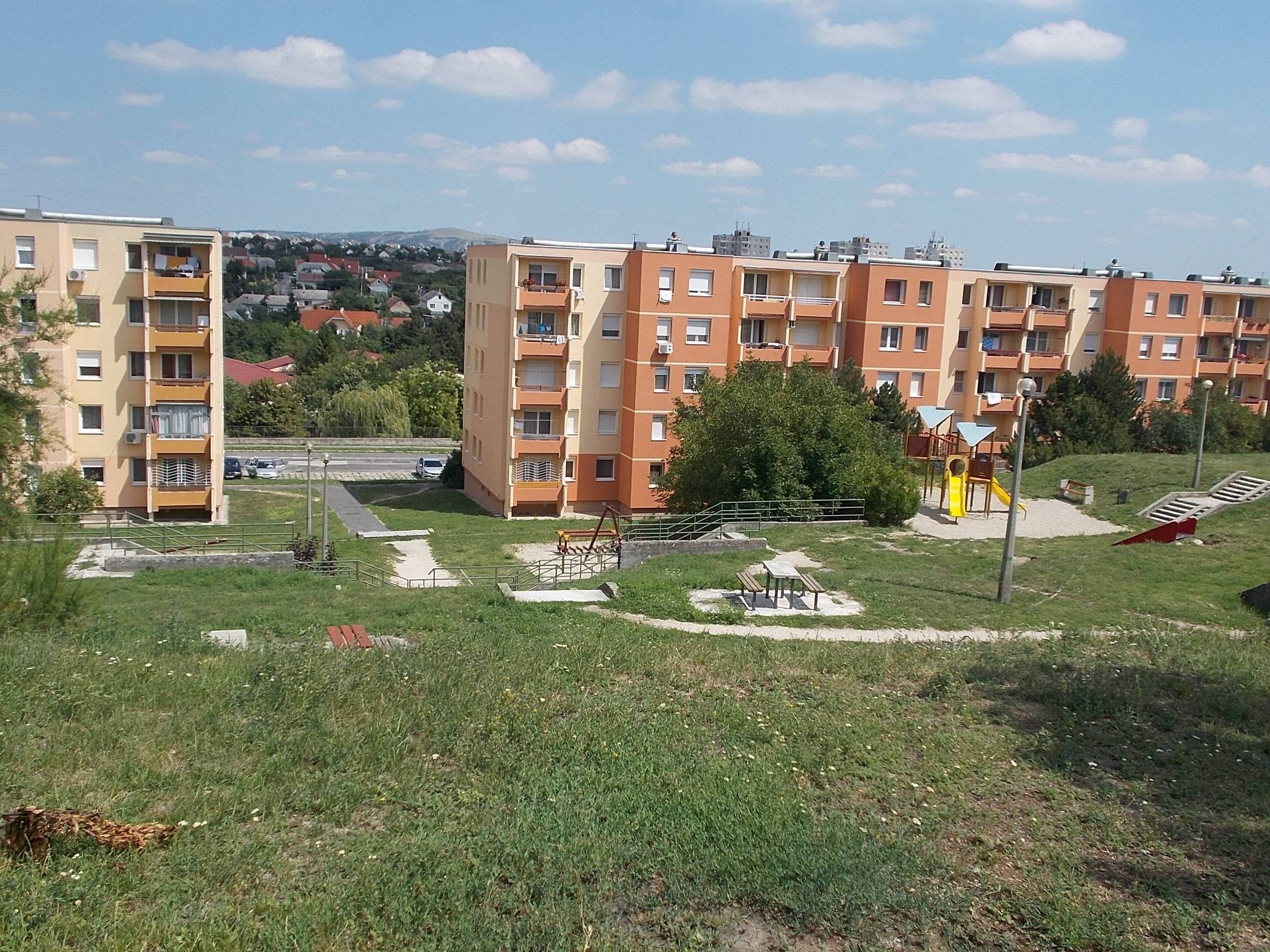
Várpalota
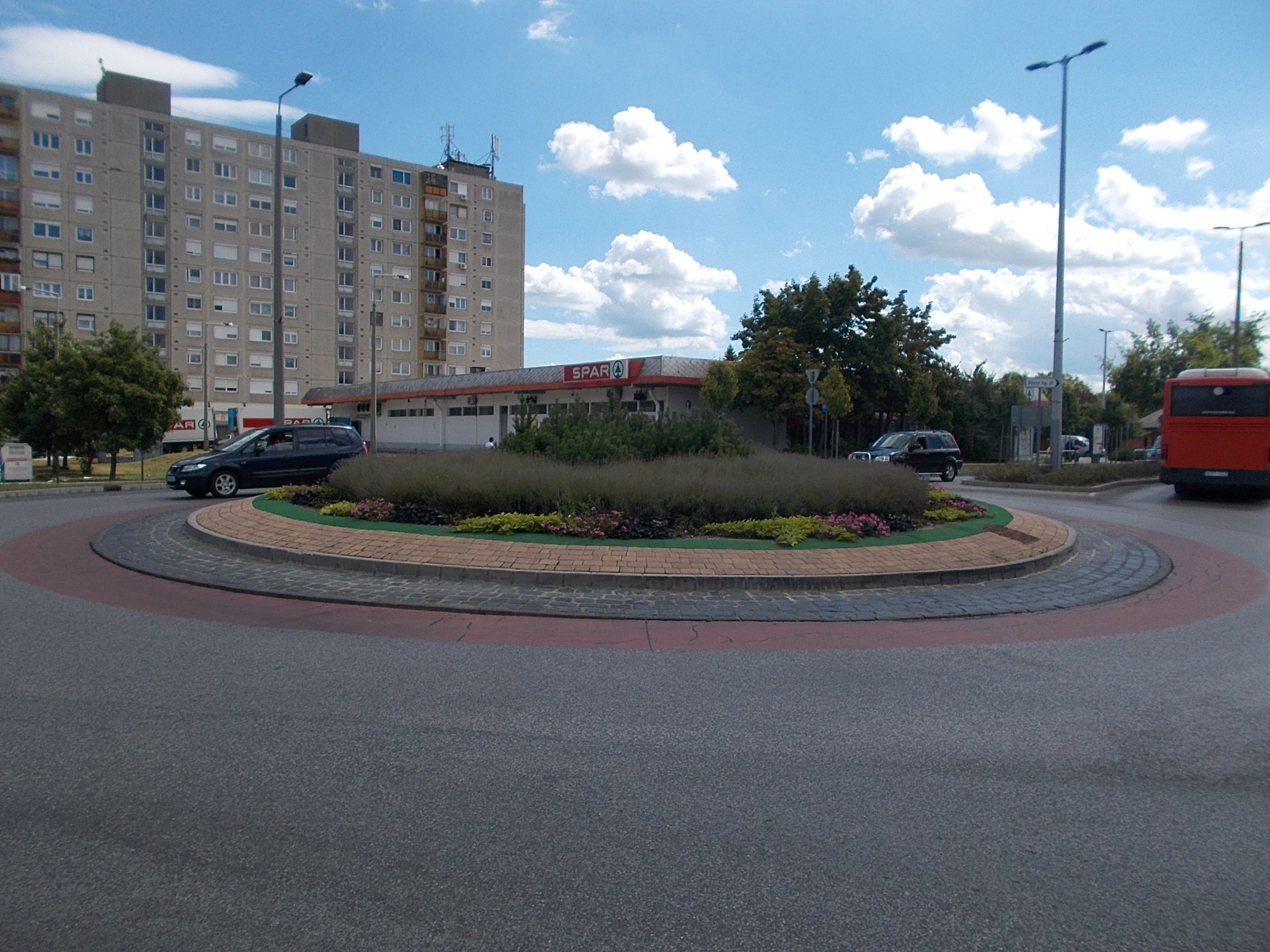
Egy körforgalom és élelmiszer áruház a Bánhidai lakótelepen, Tatabányán
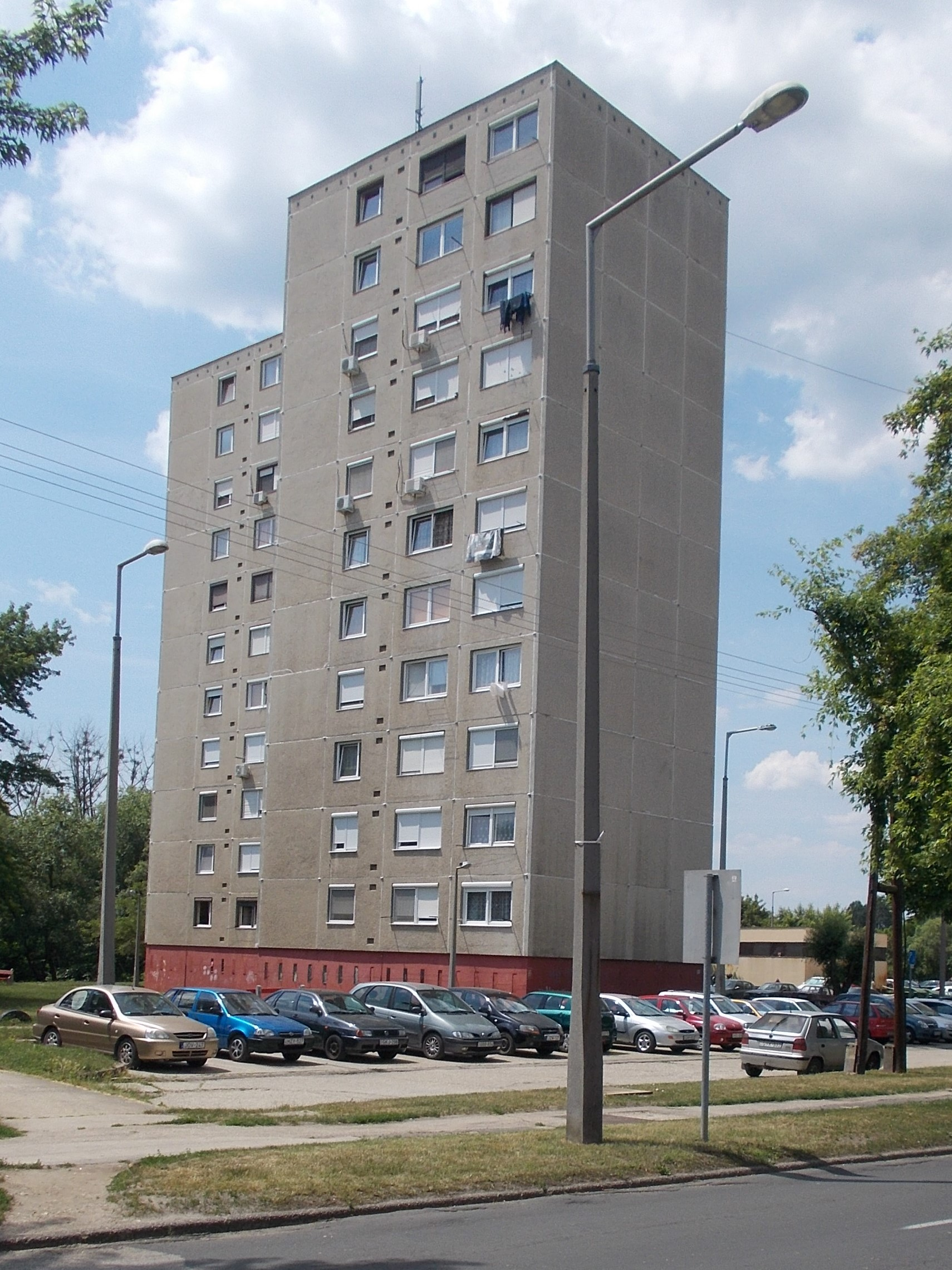
Oroszlány
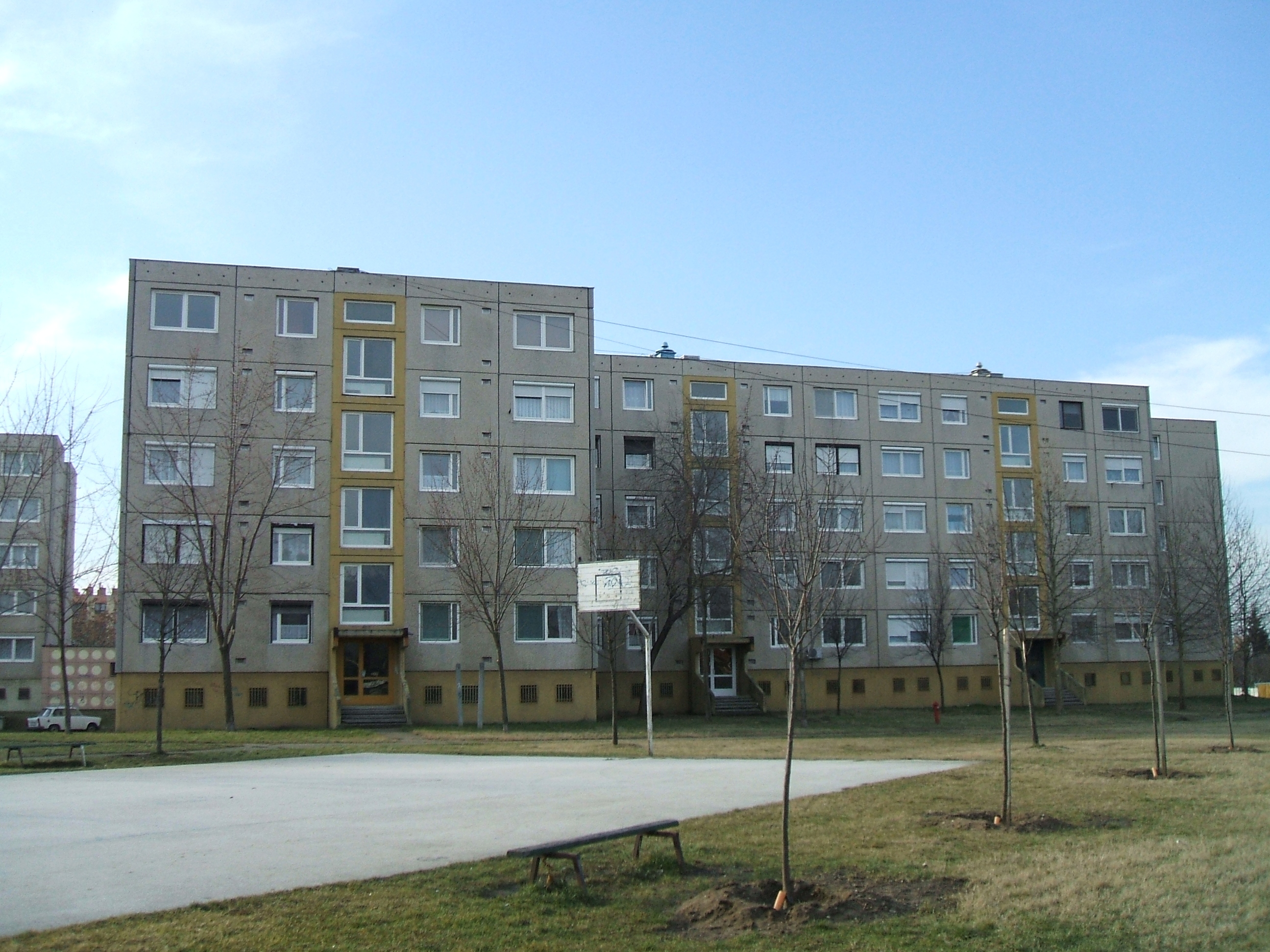
A dorogi Schmidt Sándor-lakótelep
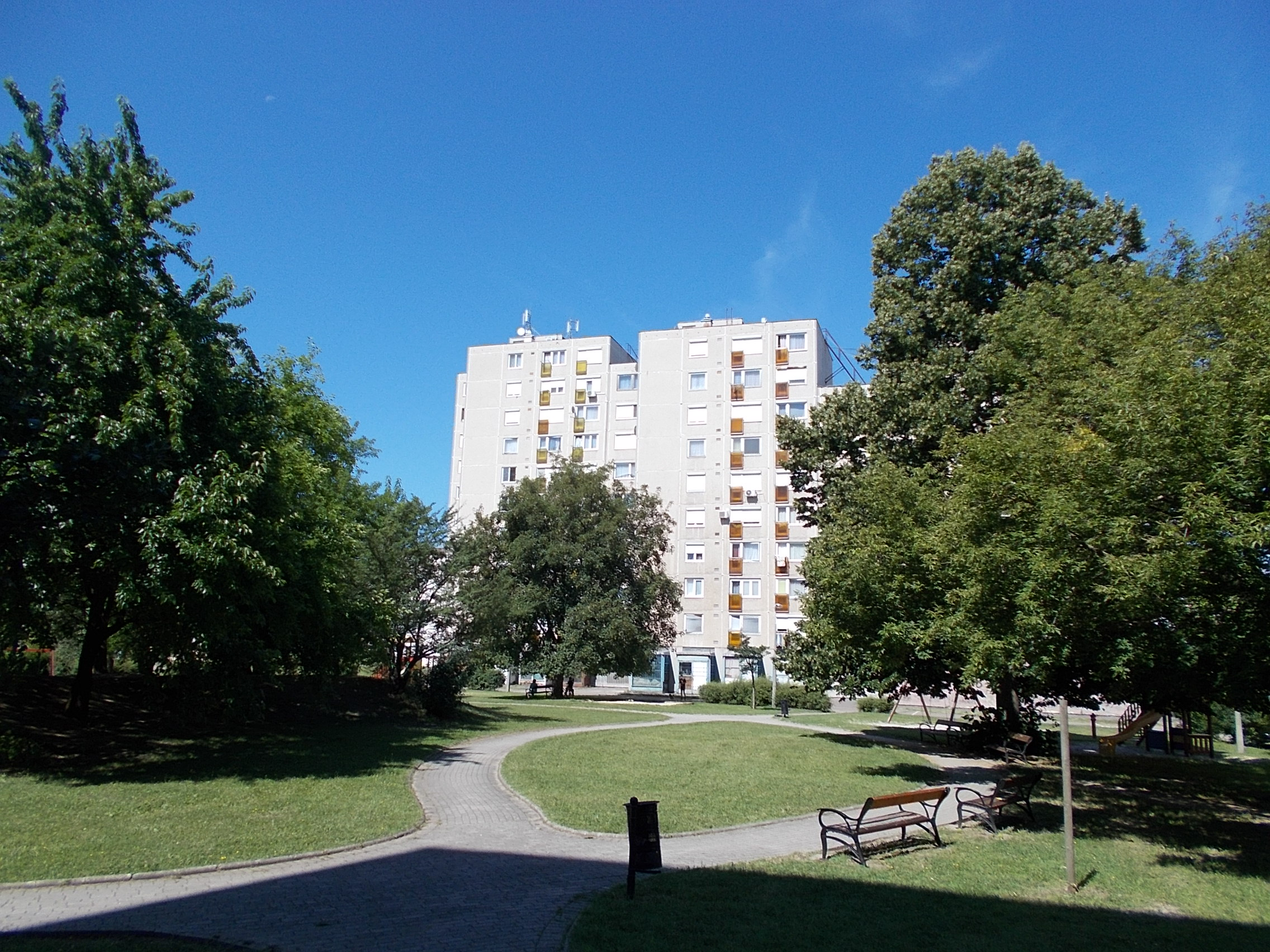
Nyergesújfalu
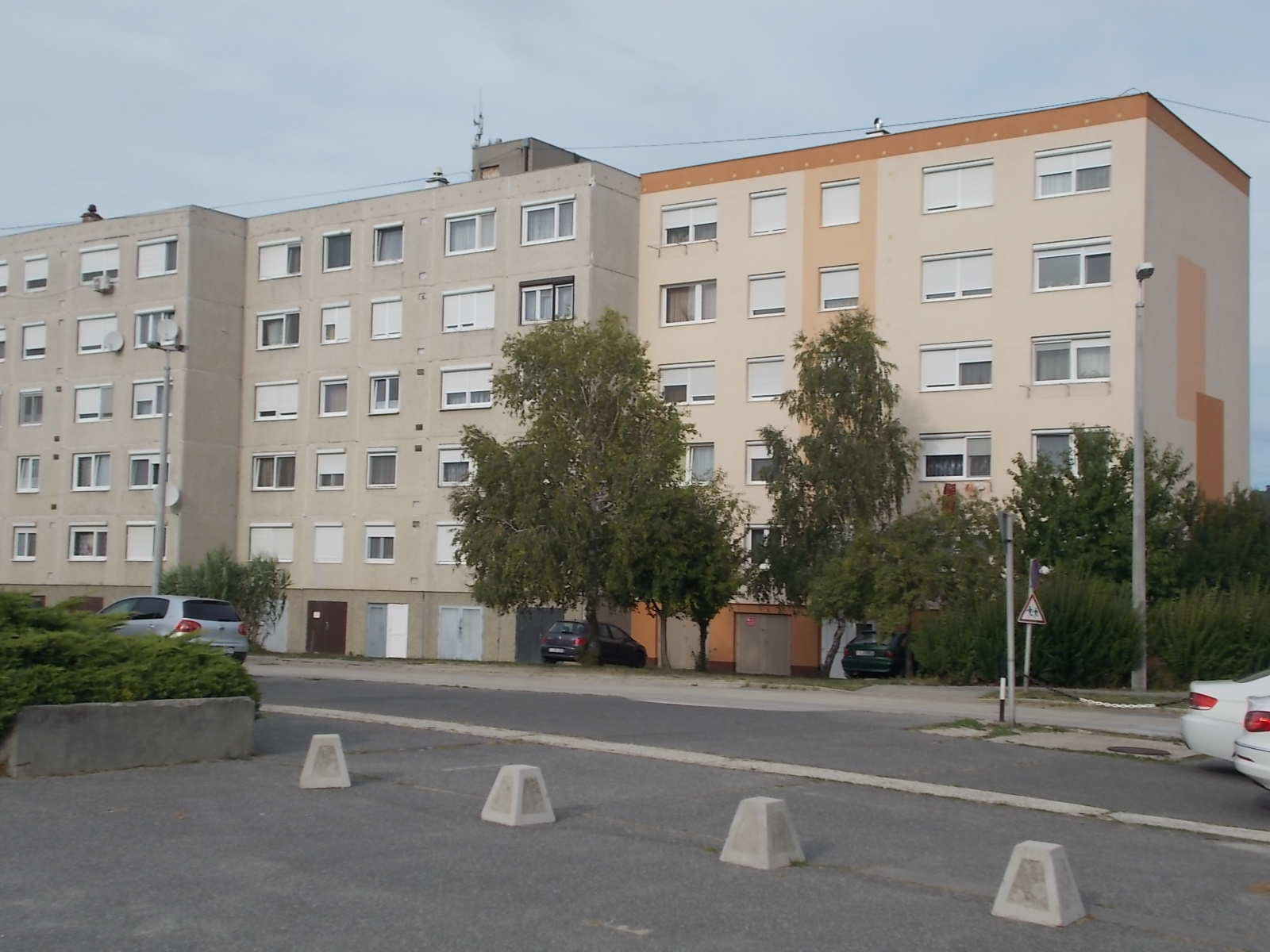
Mór
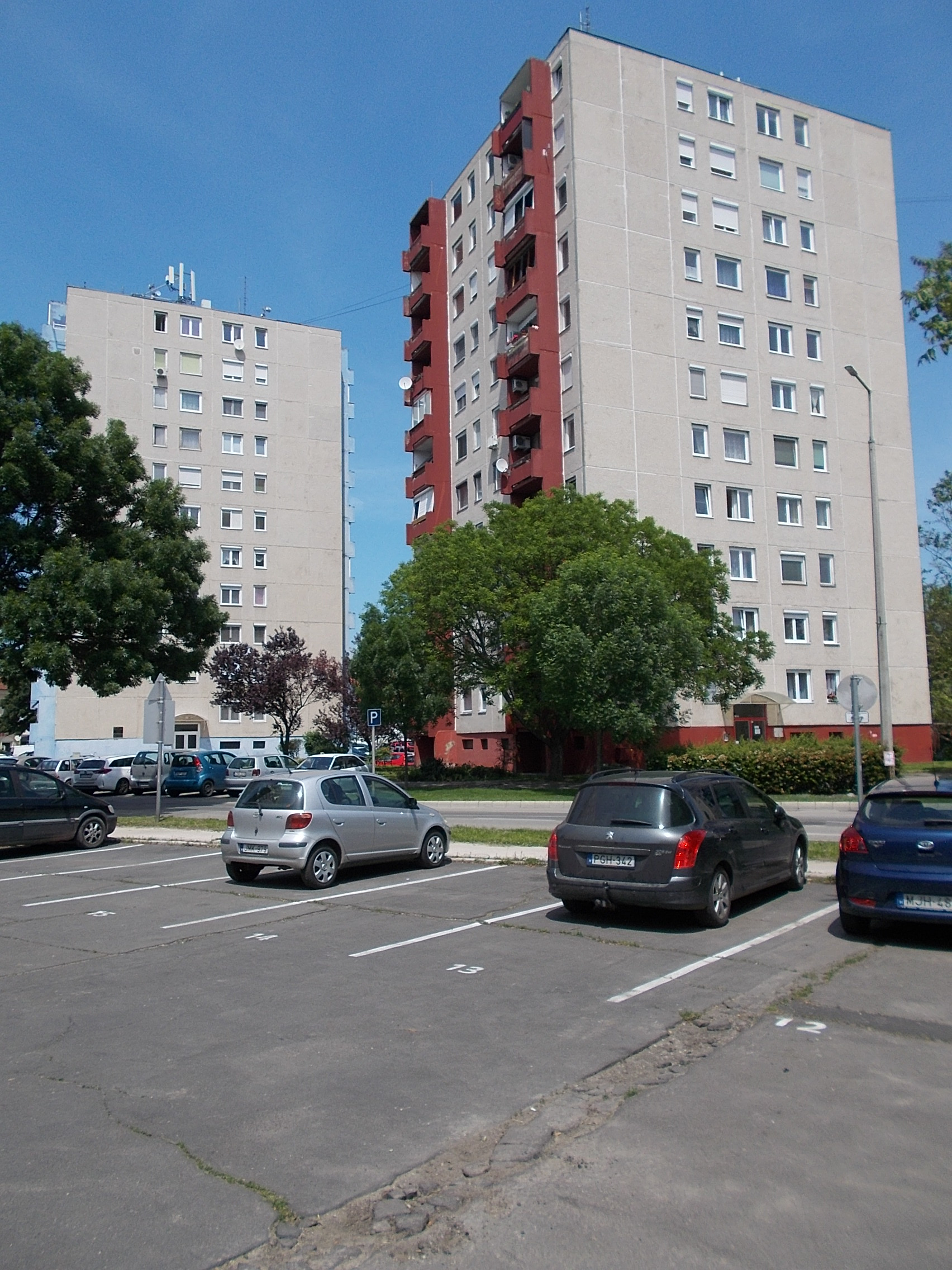
Siófok
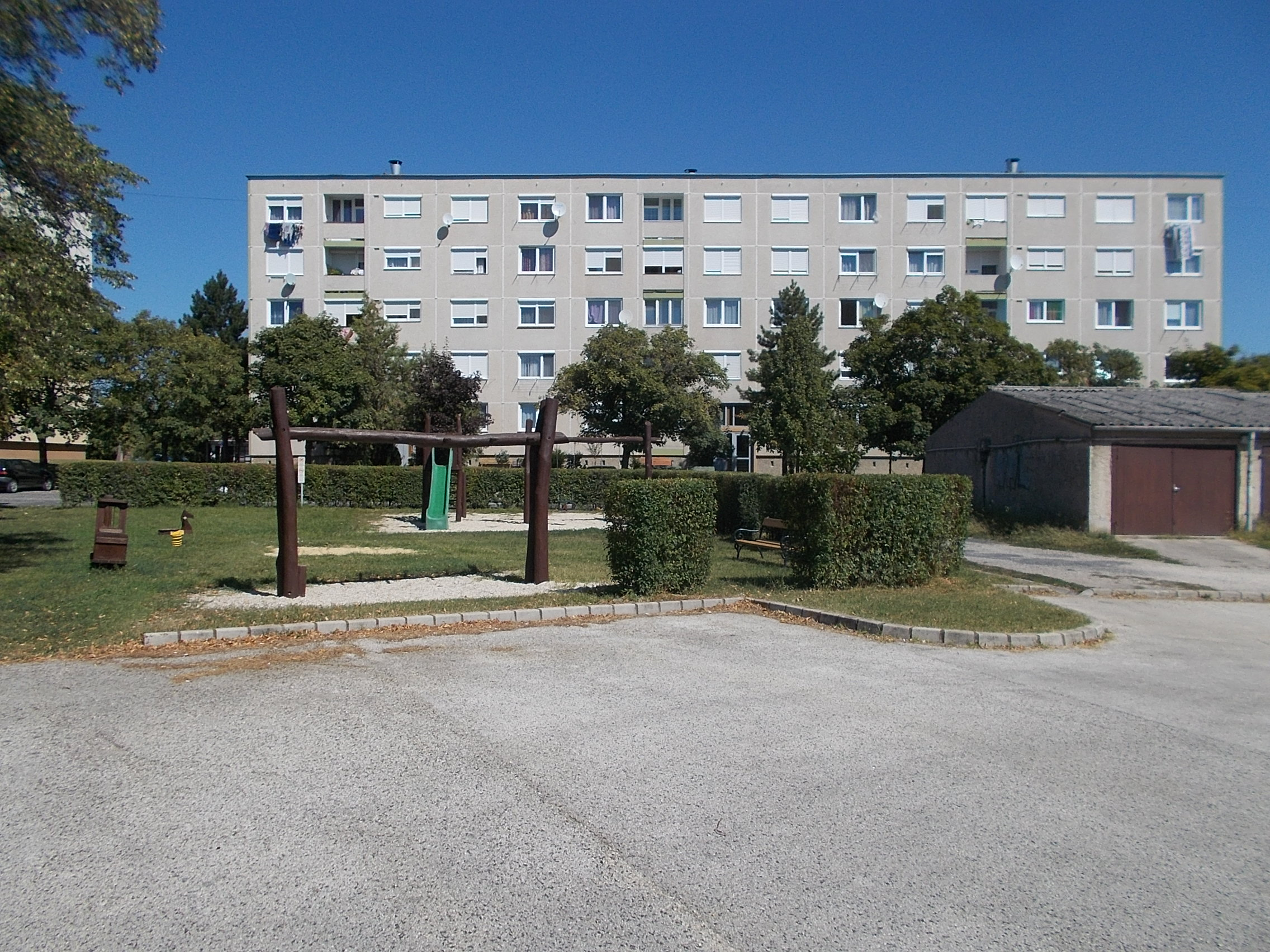
Tapolca
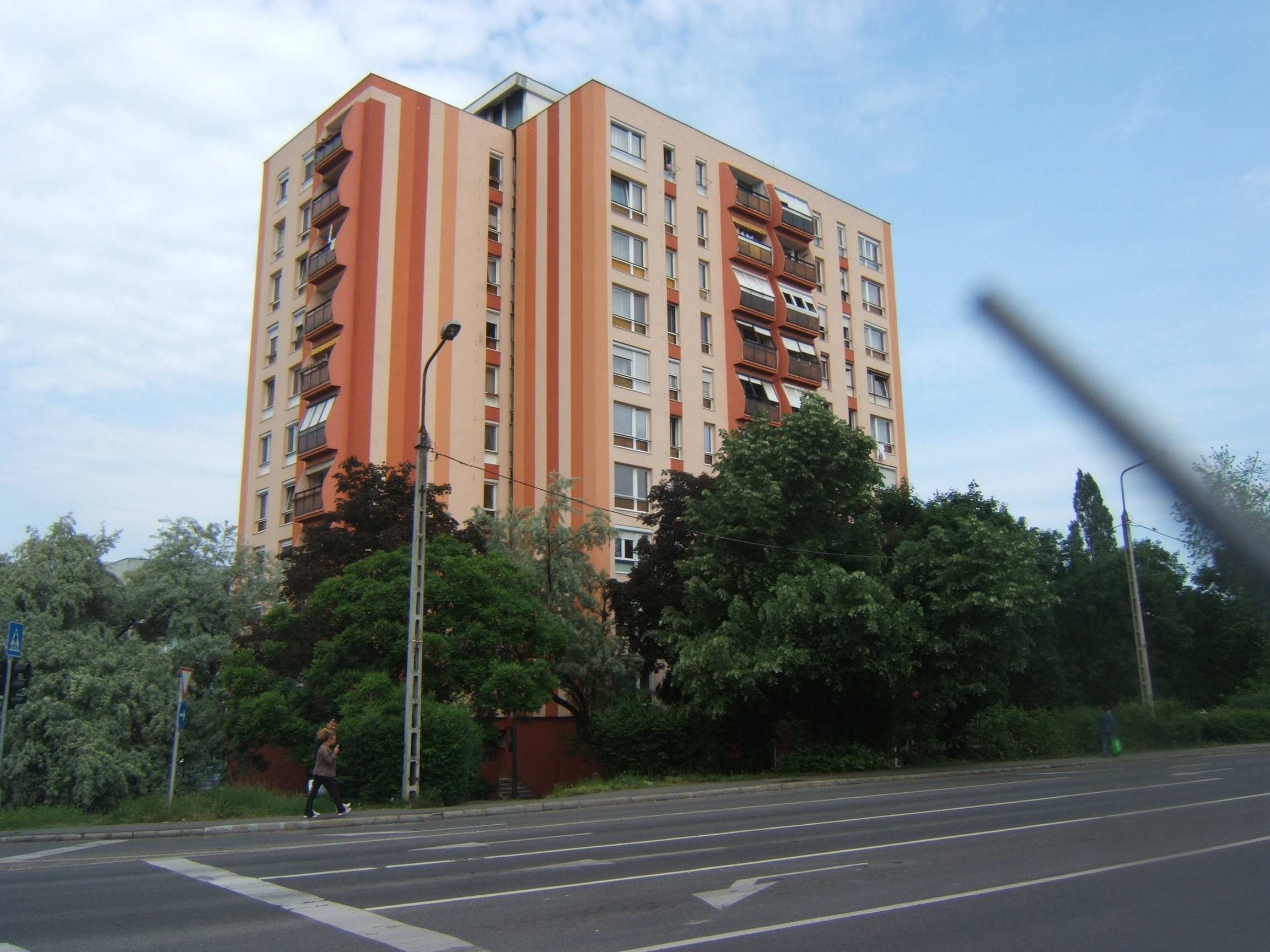
A Toldi-lakótelep egyik épülete Kaposváron
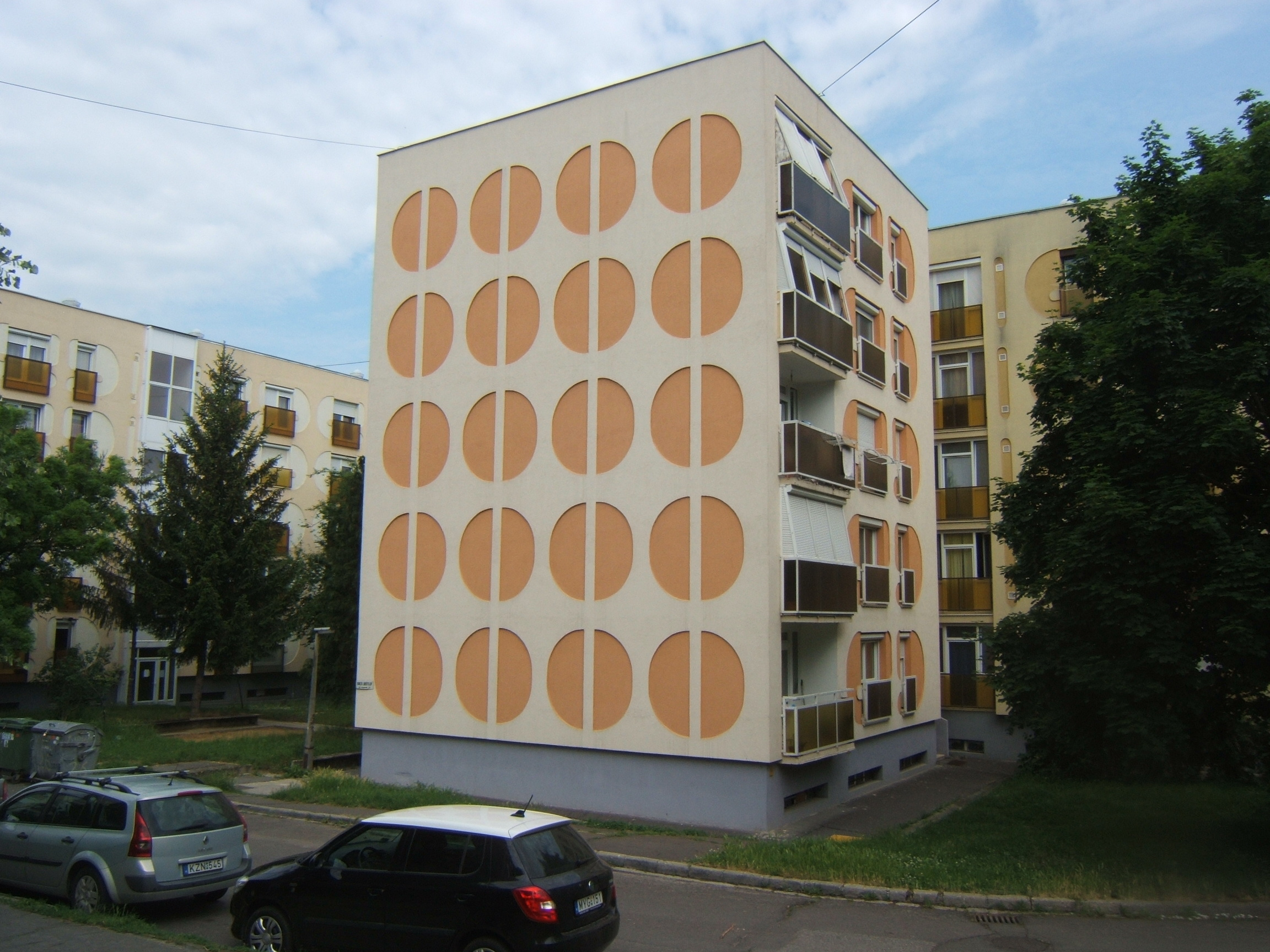
A Kinizsi-lakótelep kávés mintájú épülete Kaposváron
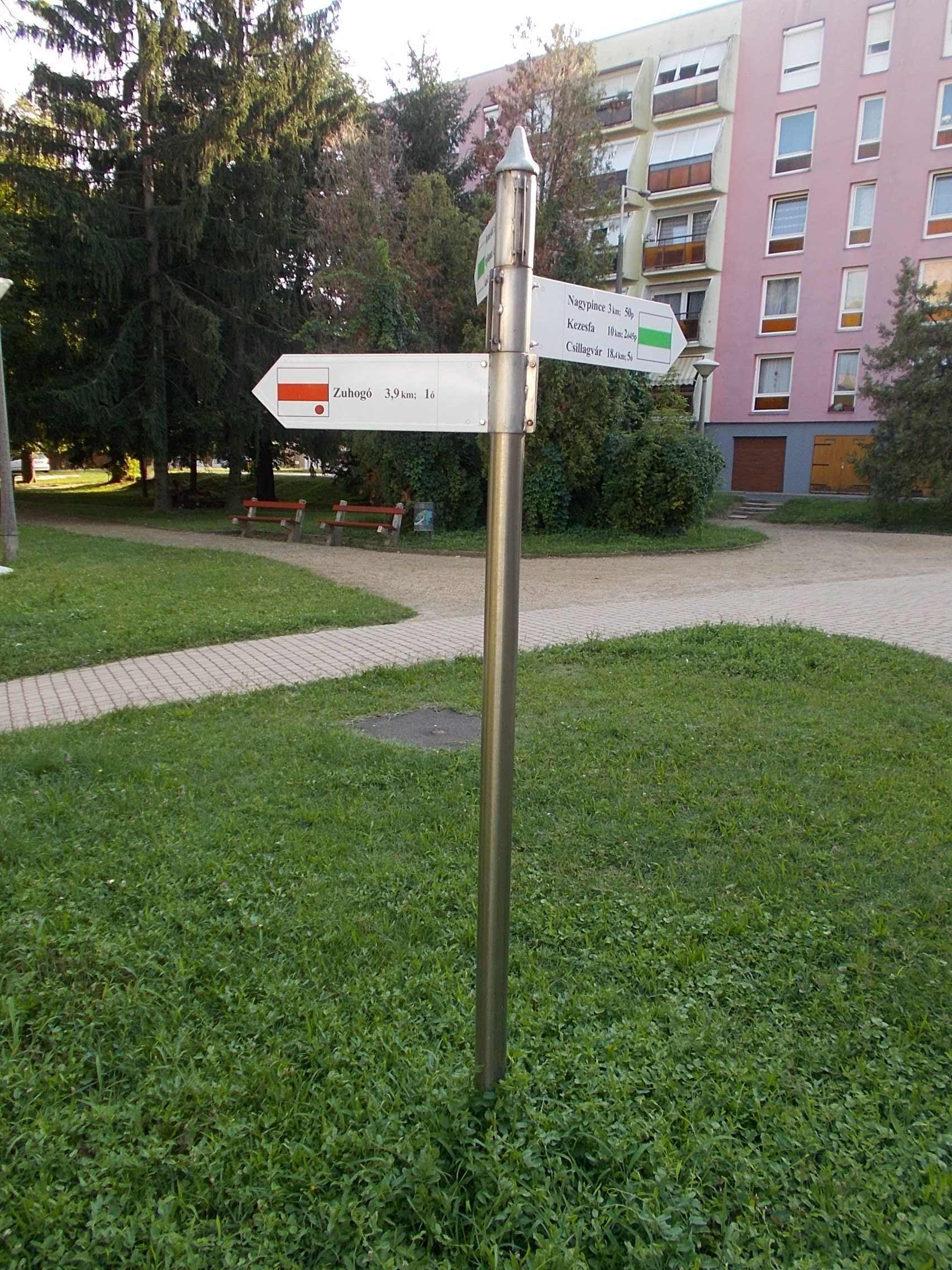
Marcali
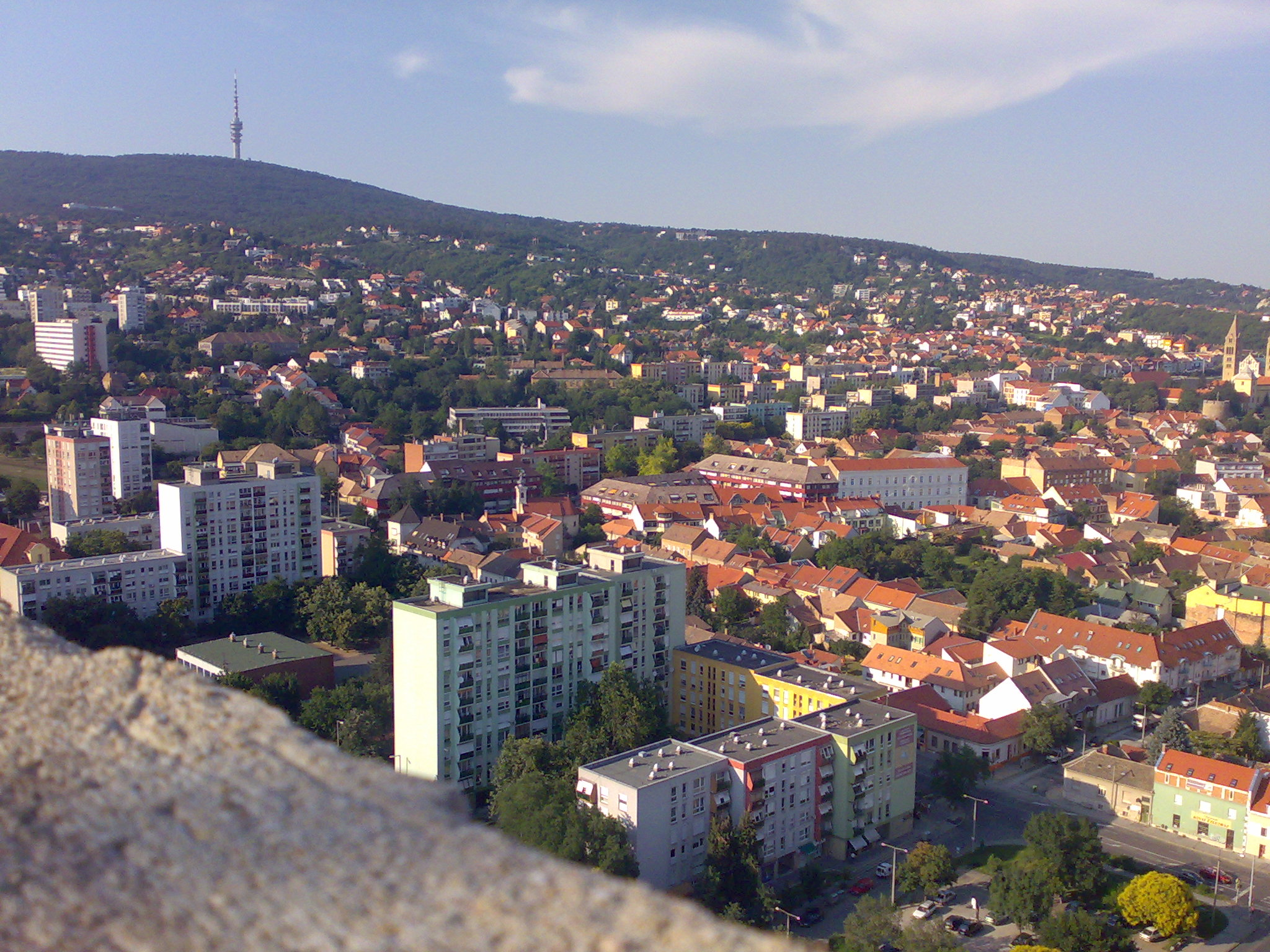
A pécsi Szigeti külváros és a Mecsekoldal
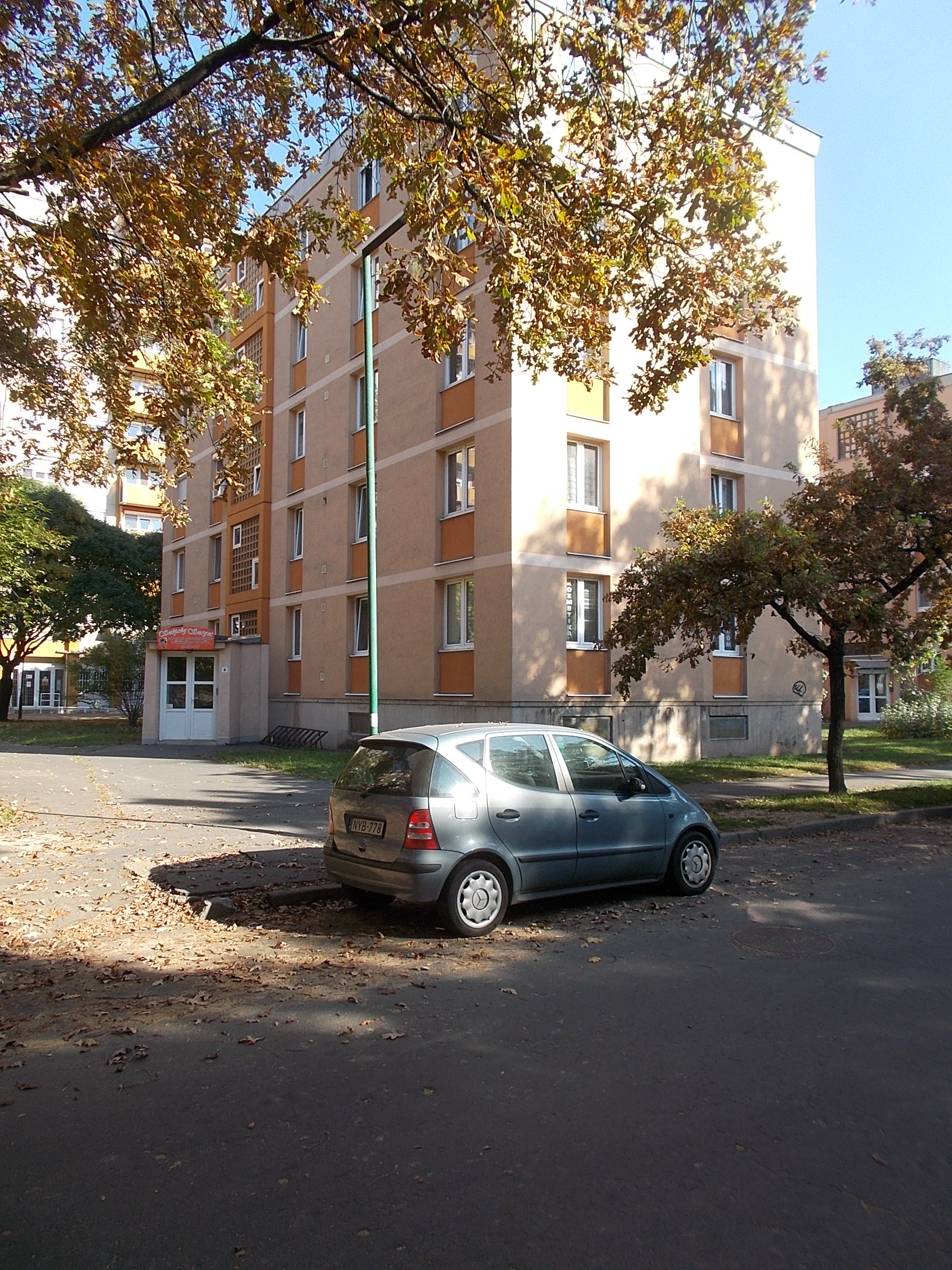
Az ország első panelháza Dunaújvárosban
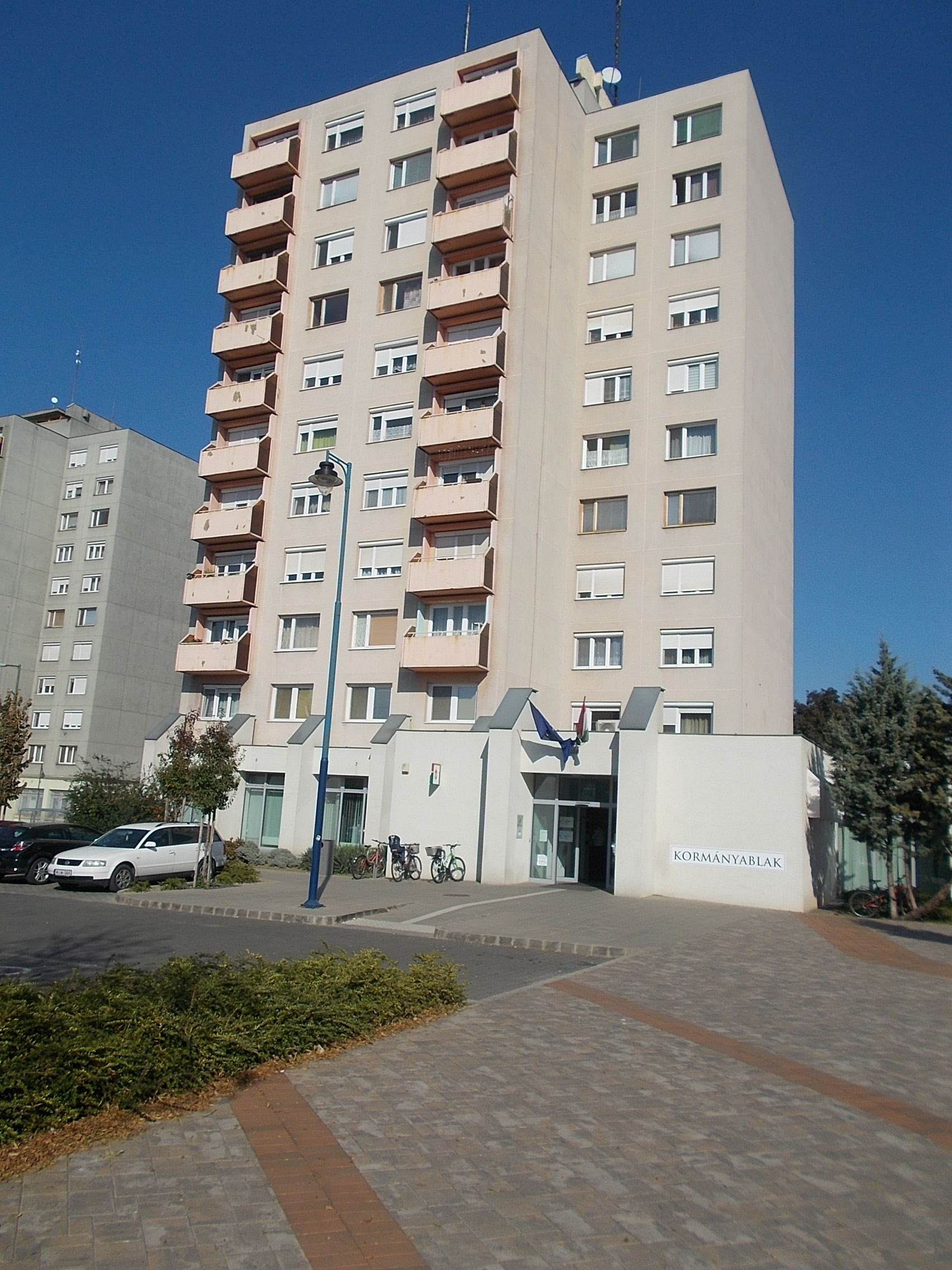
Dunaújváros
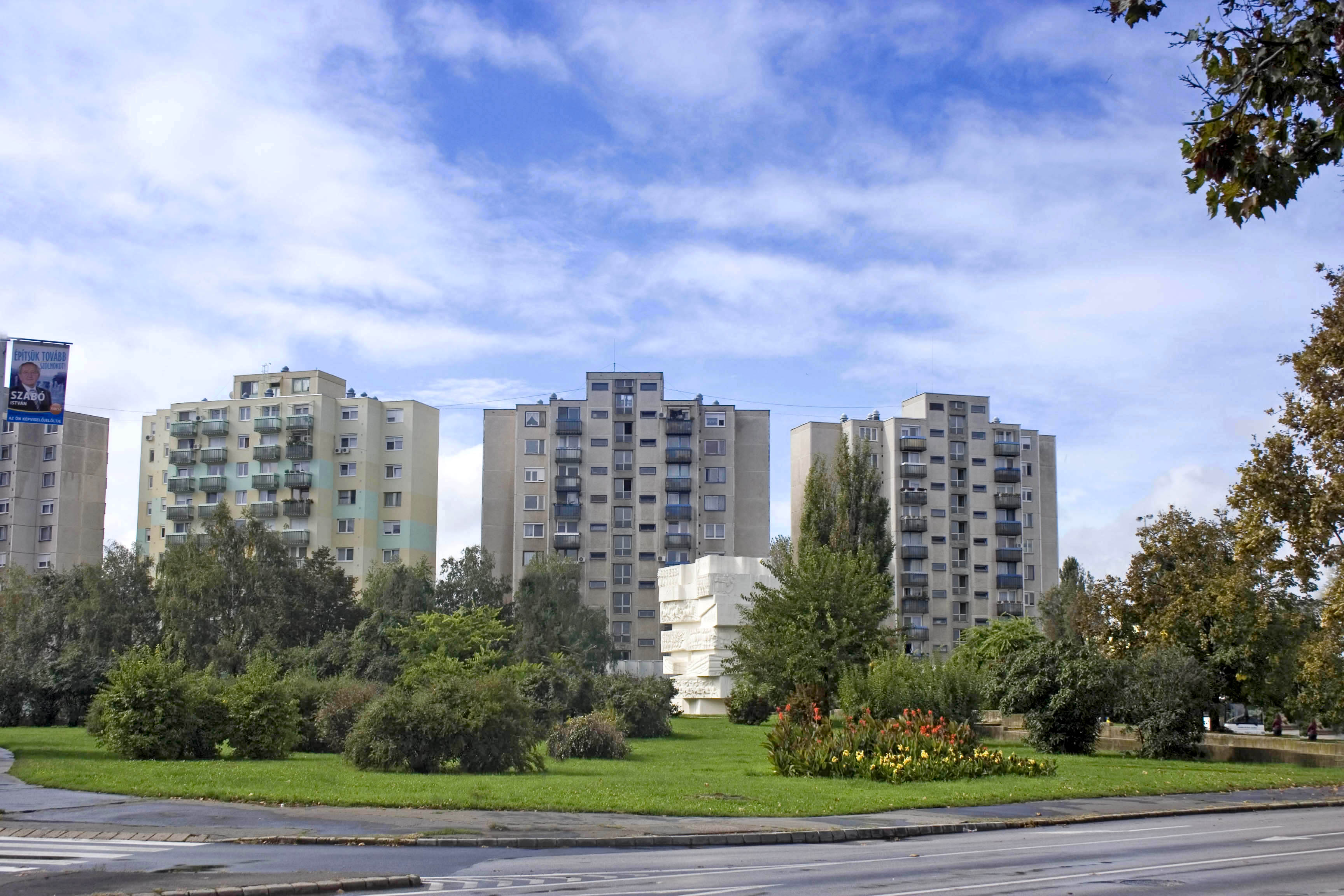
Szolnok
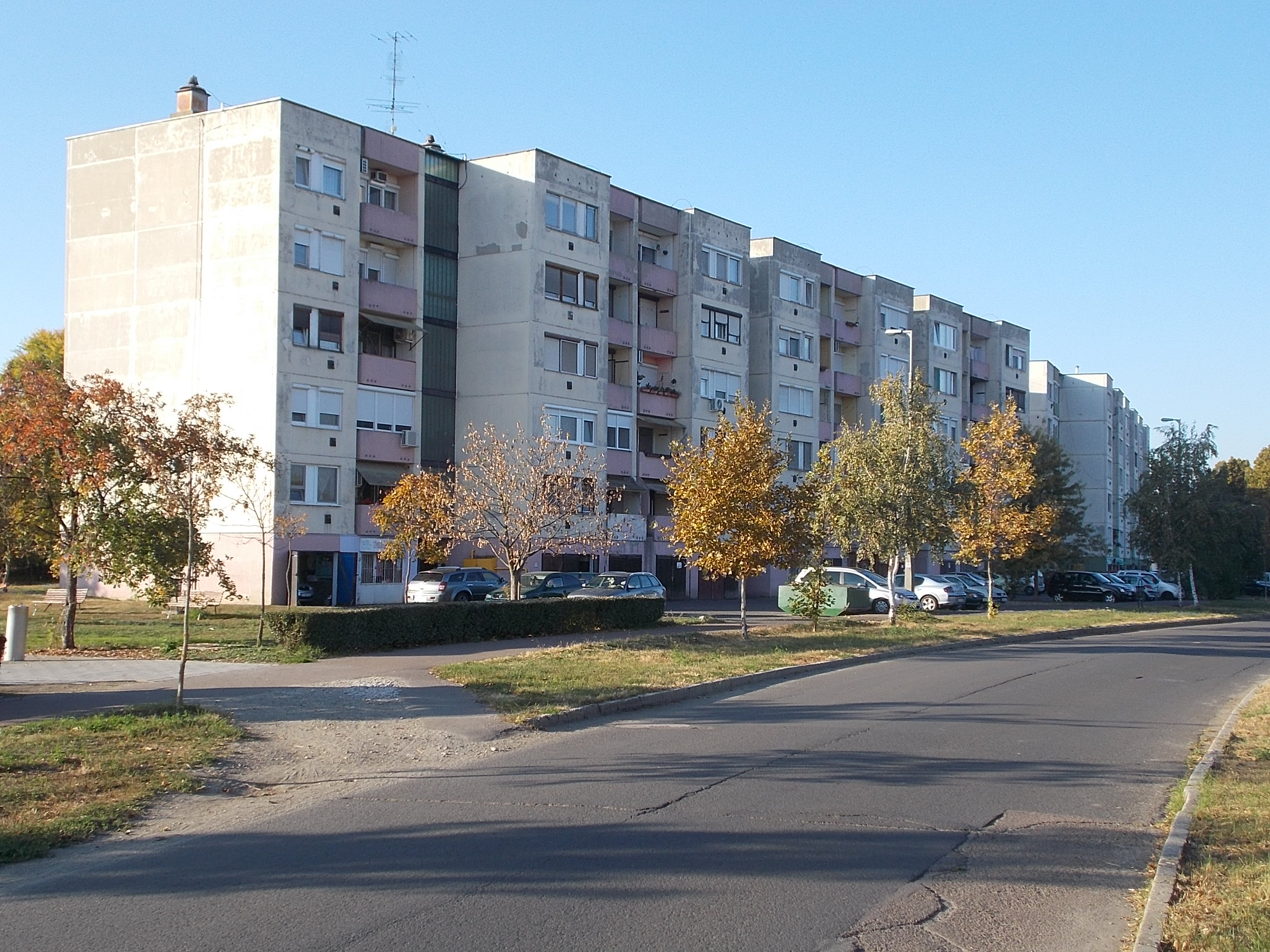
Karcag
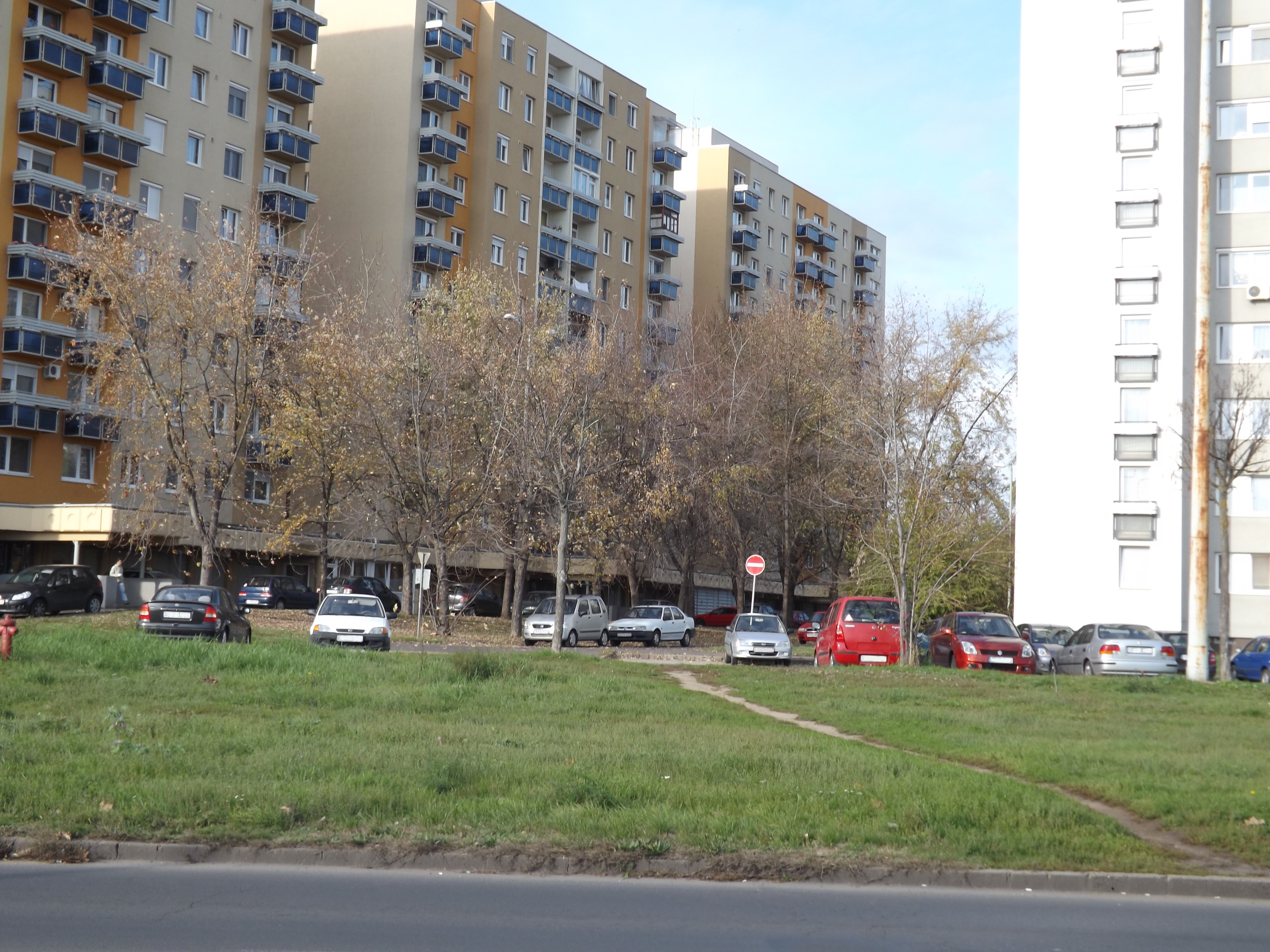
Debrecen, Tócóskert
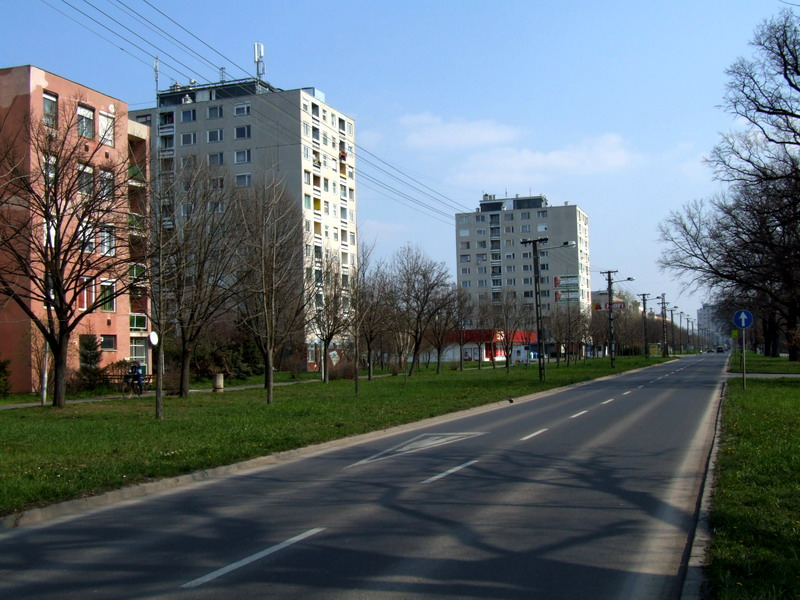
A Lencsési lakótelep Békéscsabán
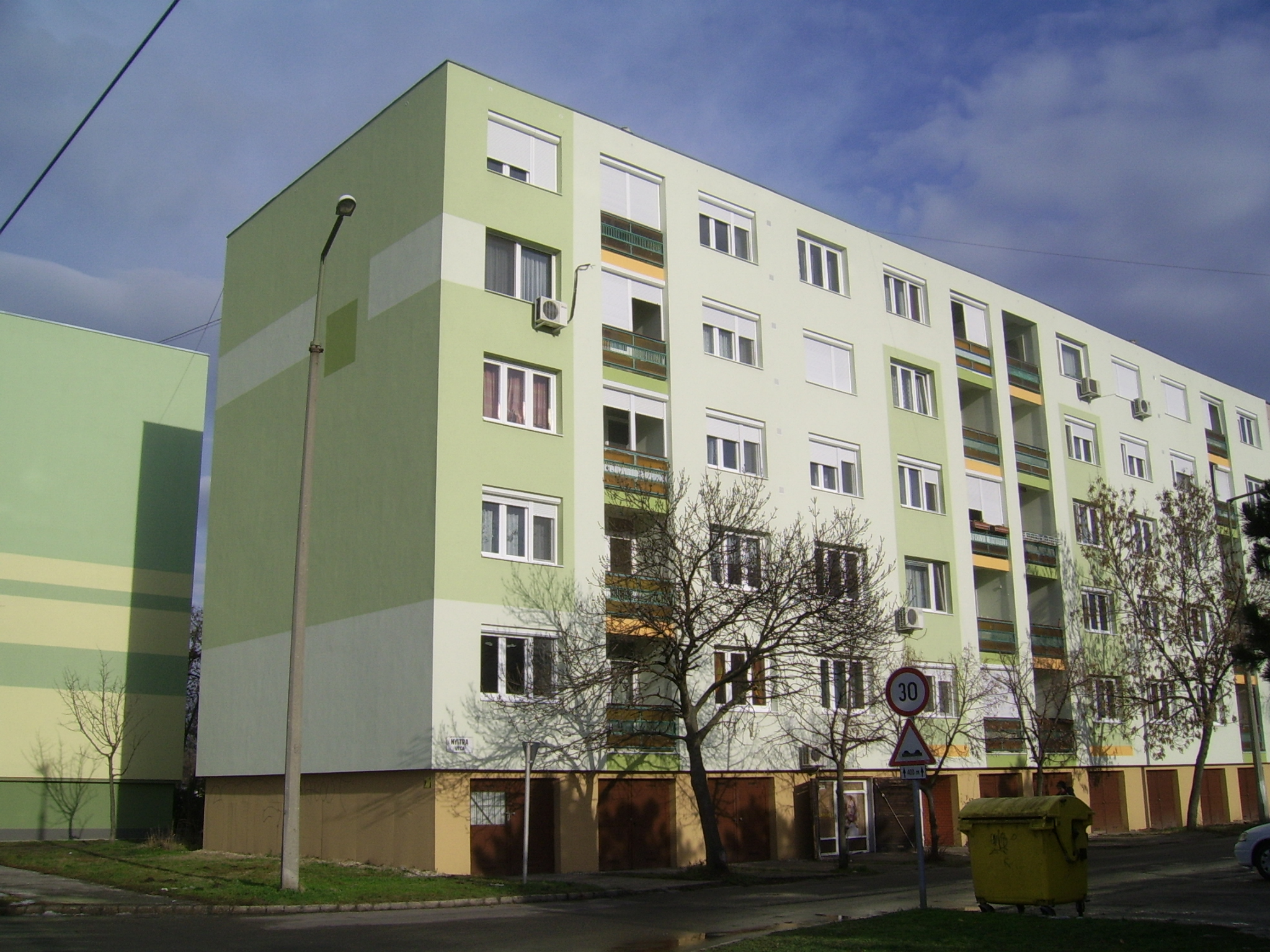
Felújított ötemeletes Újrókuson, Szegeden
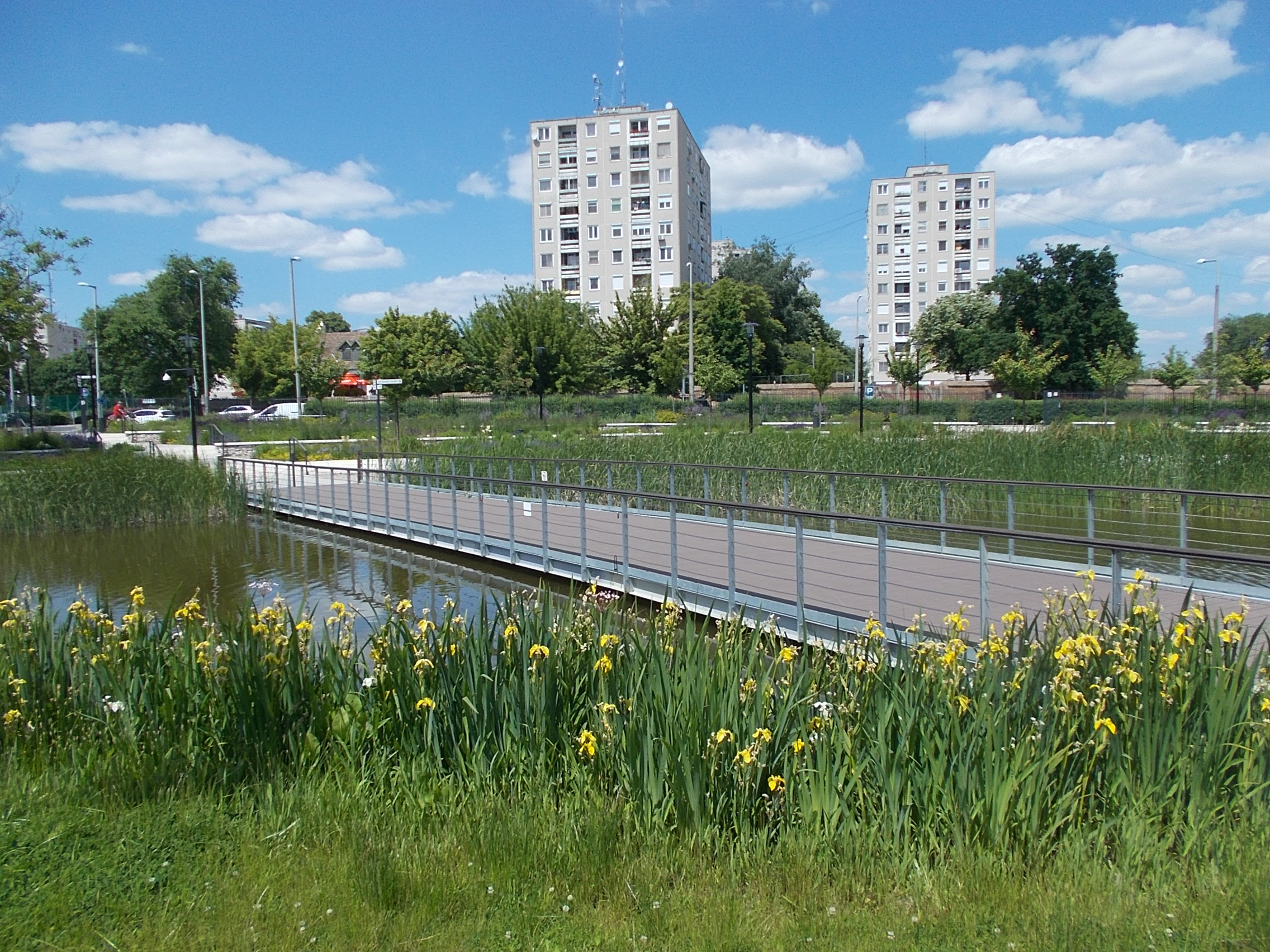
Hódmezővásárhely
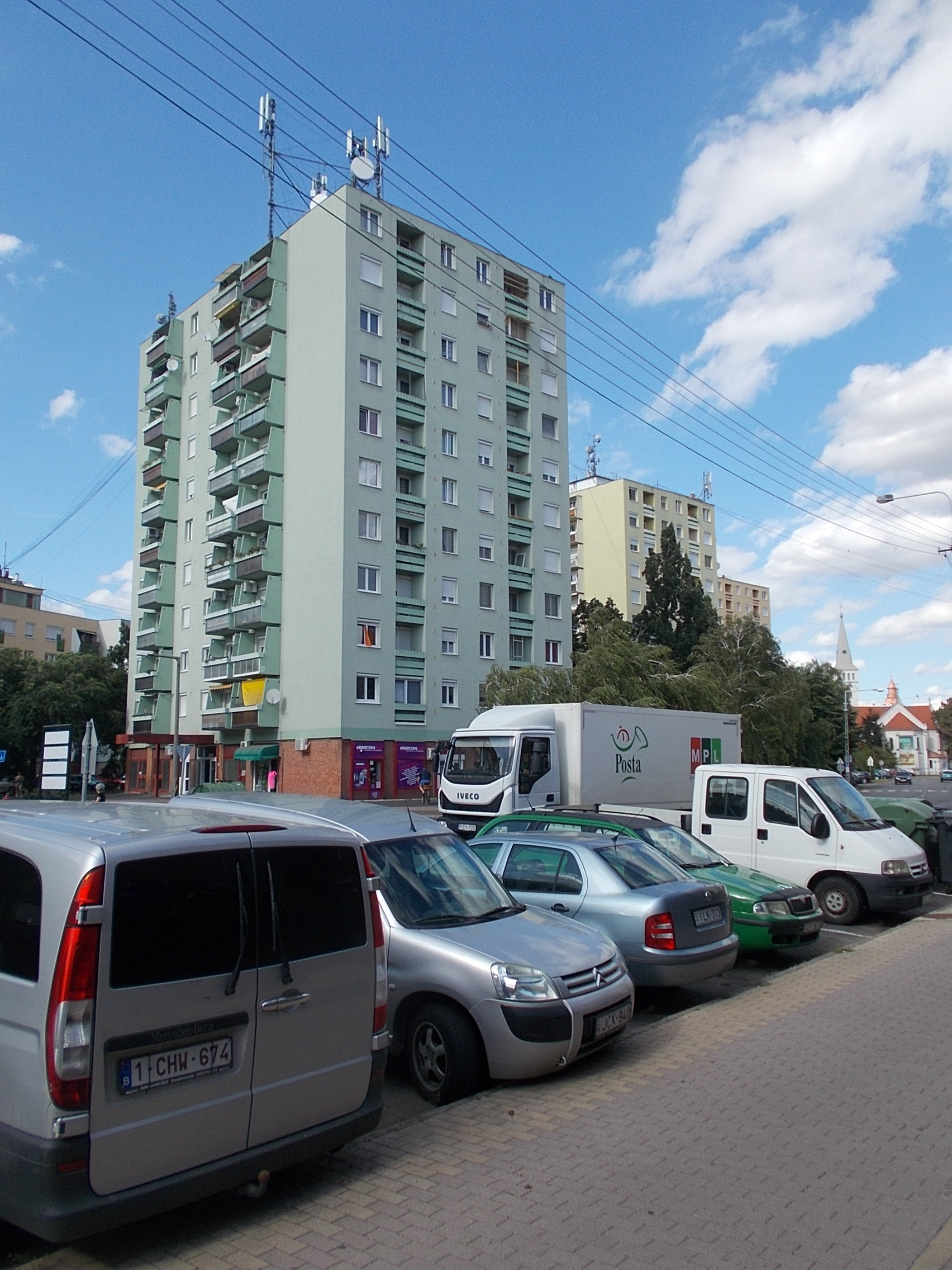
Orosháza
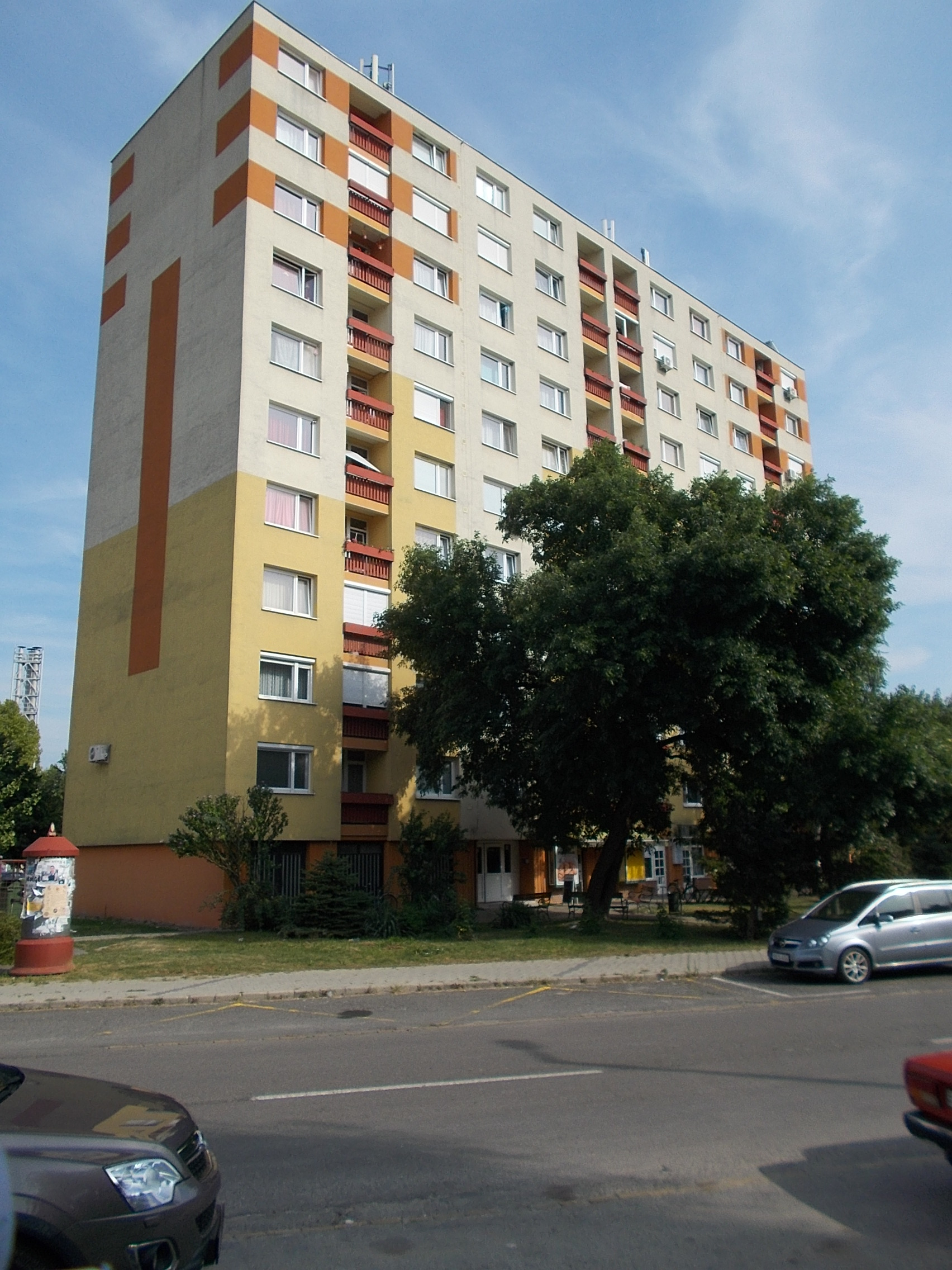
Szentes
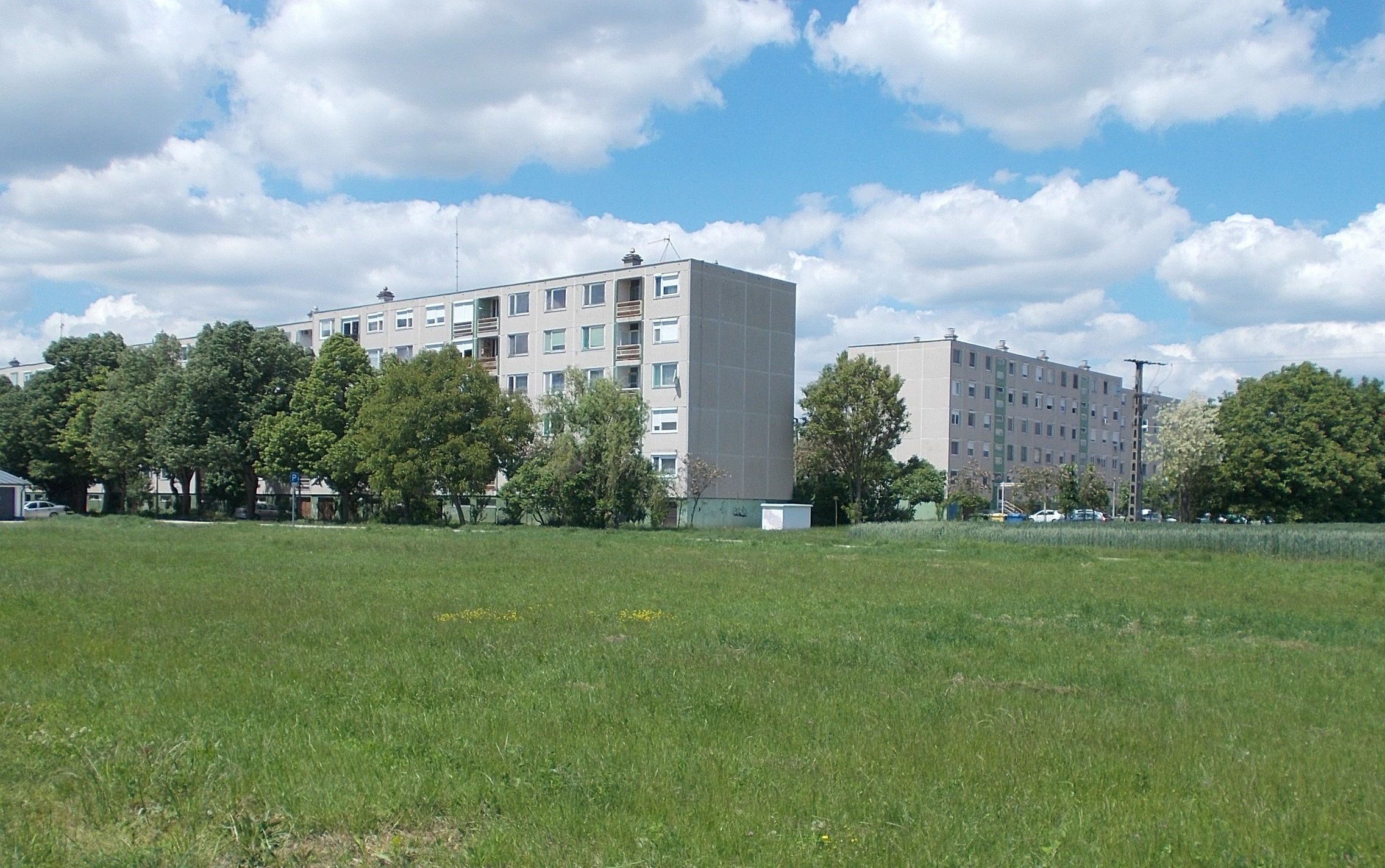
Csongrád
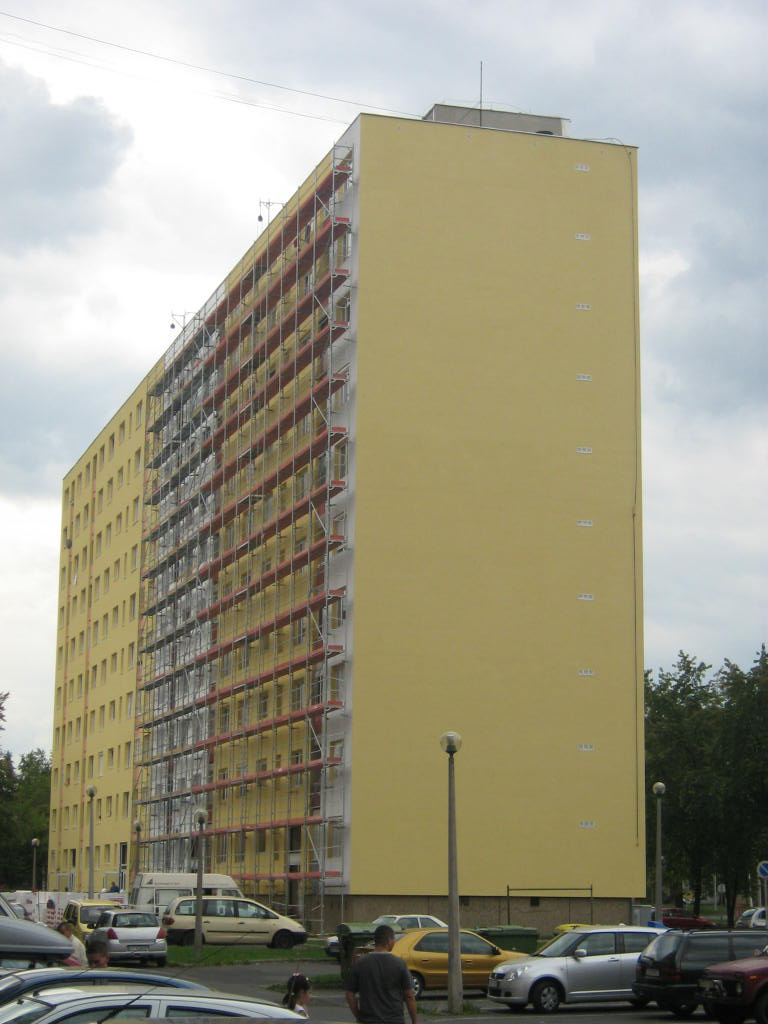
Felújítás alatt álló tömb Kazincbarcikan
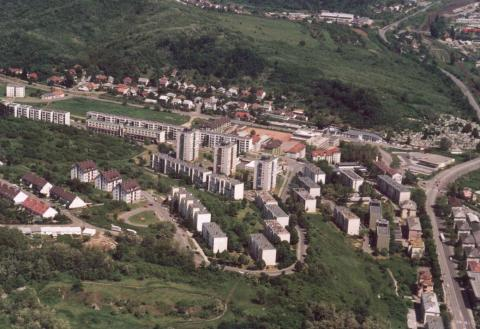
A Gorkij-lakótelep Salgótarjánban
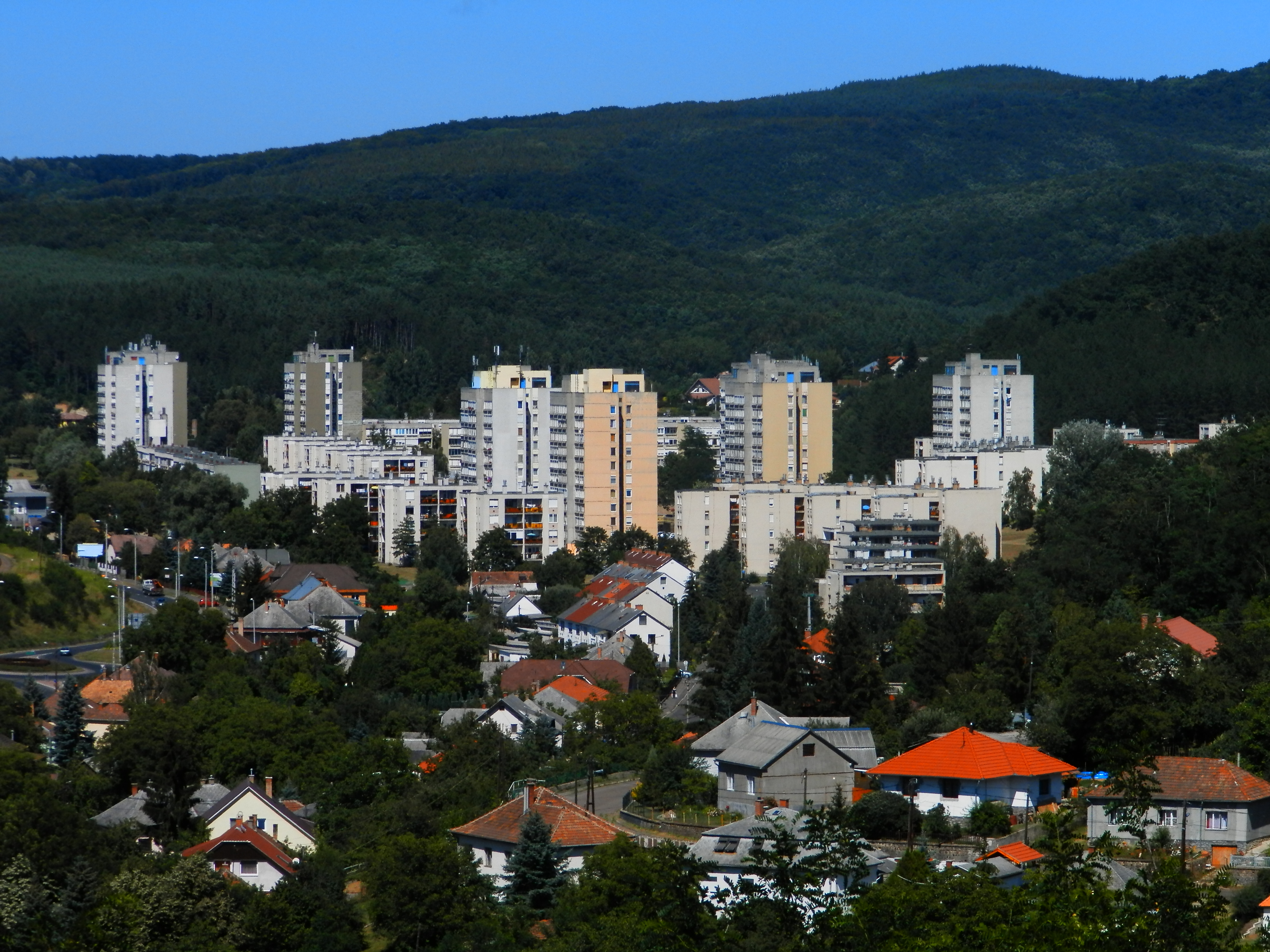
A Beszterce-lakótelep Salgótarjánban
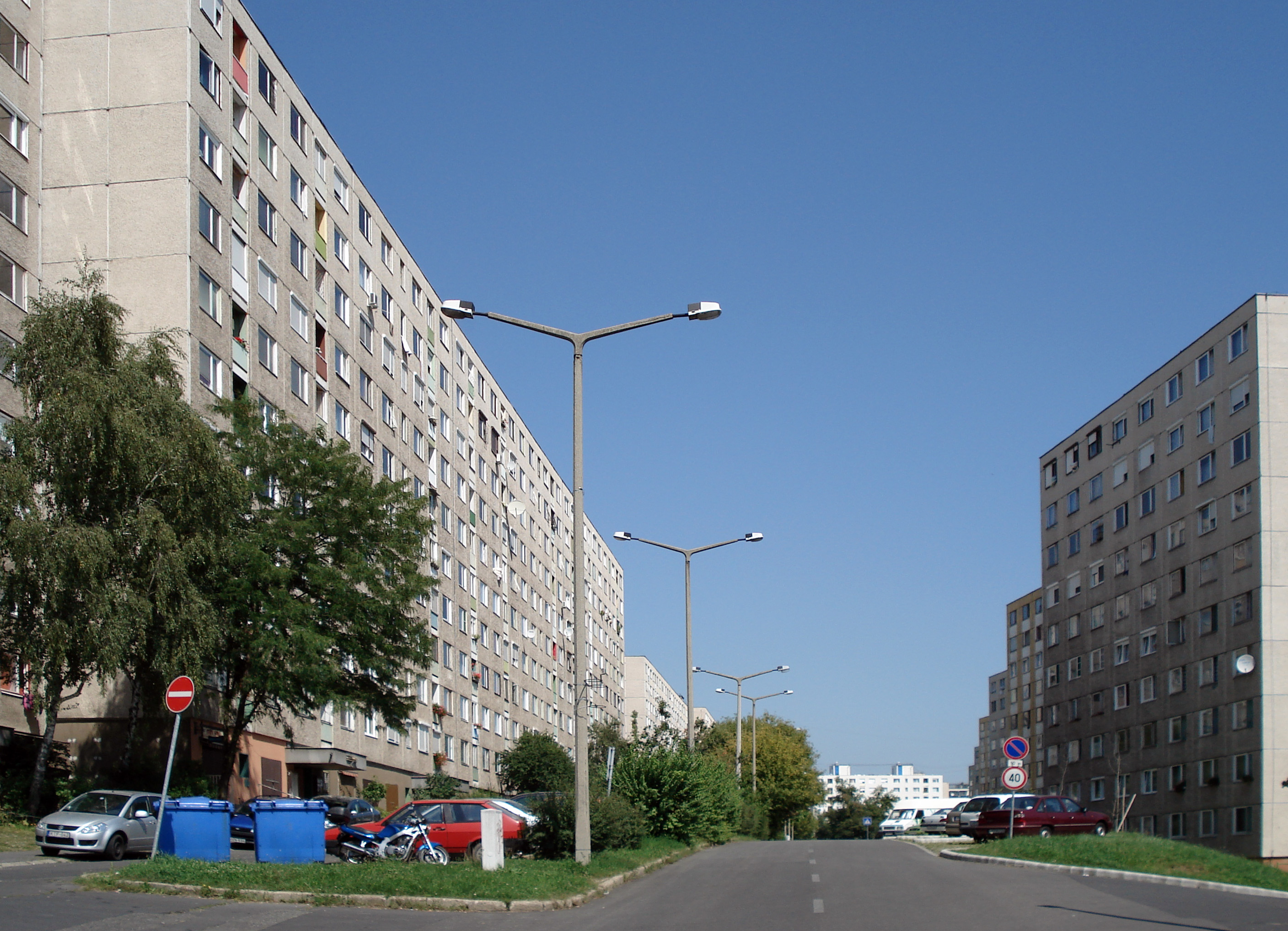
Miskolc, Avas
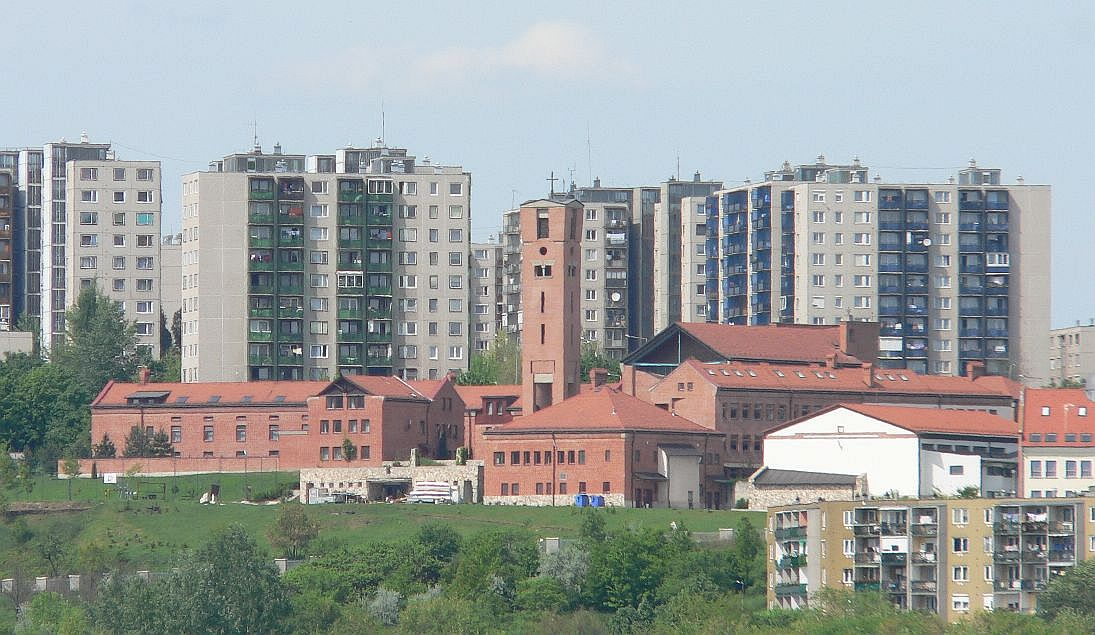
Miskolc, Avas
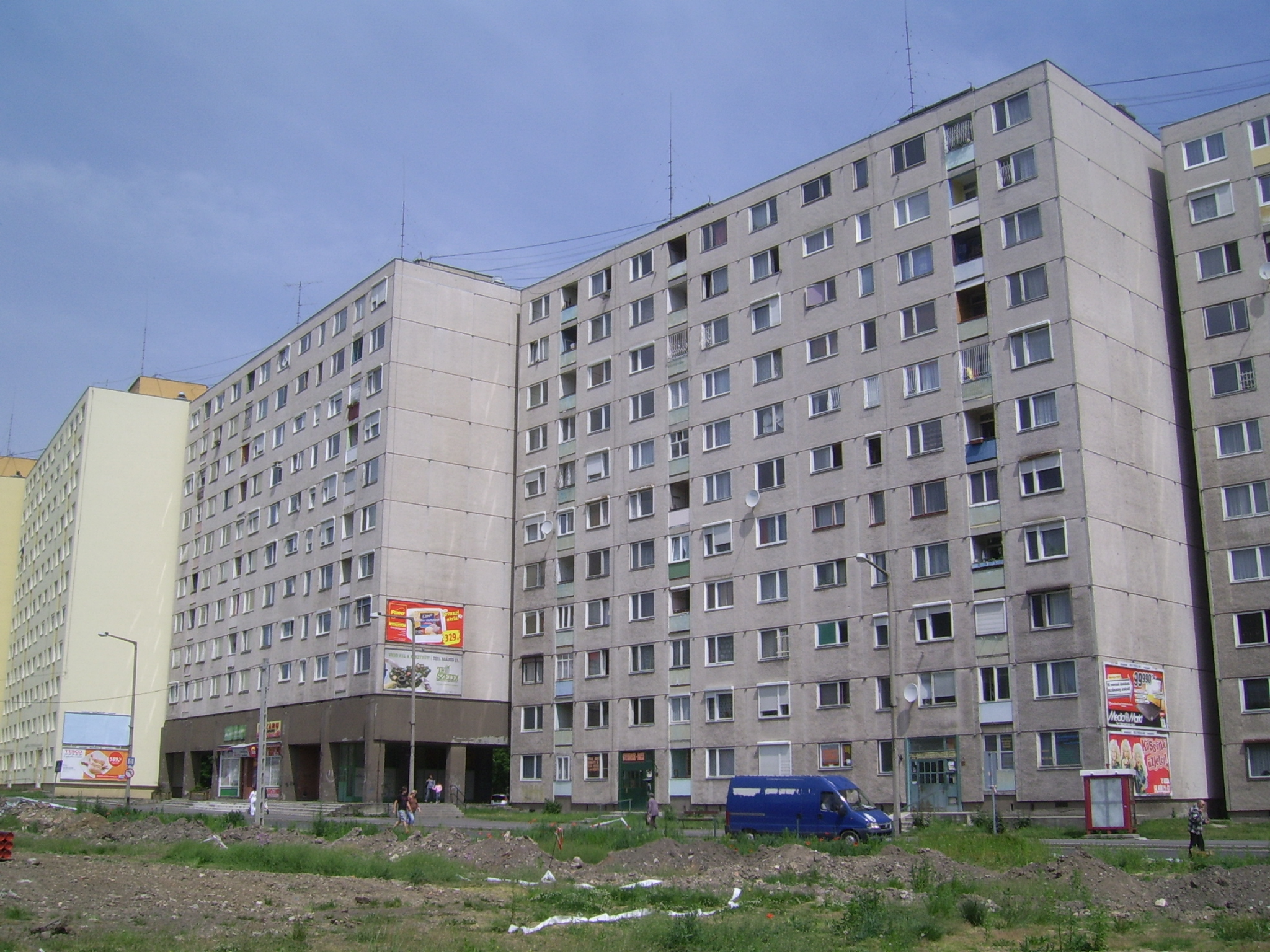
Miskolc, Diósgyőr
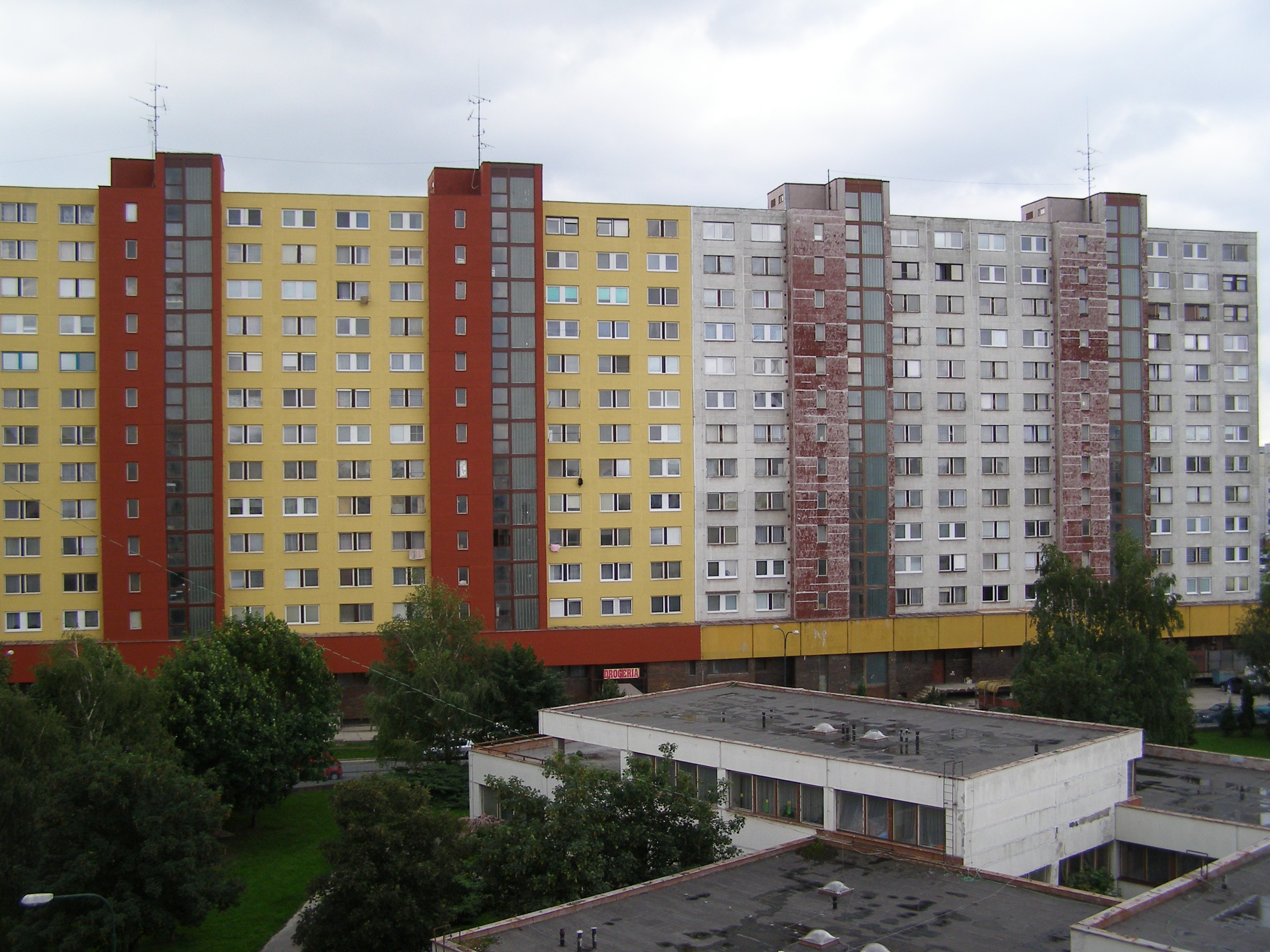
A Ligetújfalui lakótelep Pozsonyban
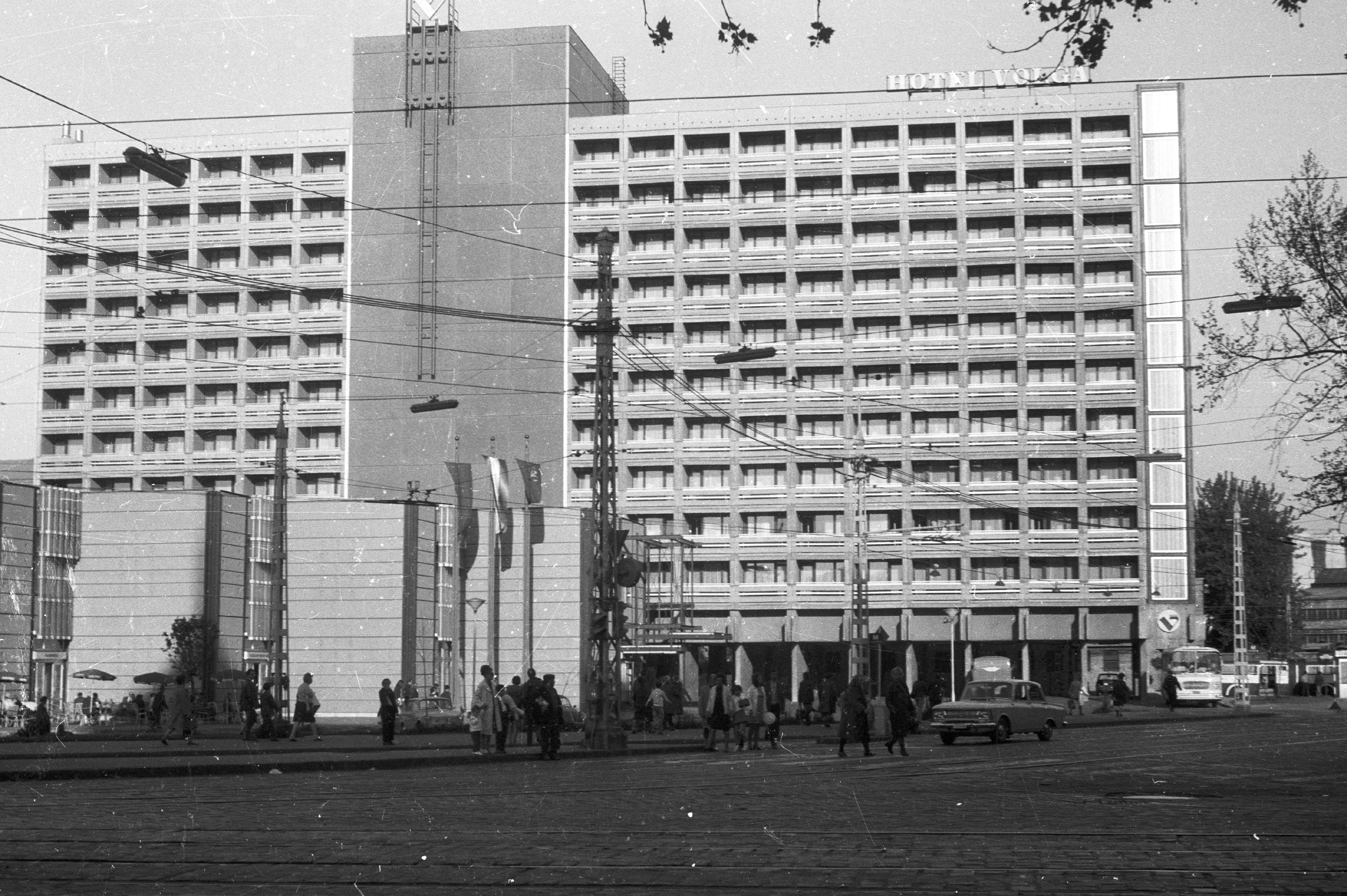
Hotel Volga (1971-2012)